# 立命館大学
立命館大学（りつめいかんだいがく、英語: Ritsumeikan University）は、京都府京都市中京区西ノ京朱雀町1に本部を置く日本の私立大学。1900年創立、1922年大学設置。略称は立命、立命大、Rits（リッツ）。近畿地方では立大も使用される。

## 概観

### 大学全体
「立命館」の由来は、『孟子』盡心章句（じんしんしょうく）にある「殀寿貳（ようじゅたが）わず、身を修めて以て之を俟（ま）つは、命を立つる所以（ゆえん）なり」（人間の寿命は天命によって決められており、修養に努めてその天命を待つのが人間の本分である）から採られた。

### 建学の精神
建学の精神は「自由と清新」である。教学理念は「平和と民主主義」である。

### 立命館憲章
学問研究の自由に基づき、価値の創造と人類的諸課題の解明に力を入れる。建学の精神と教学理念に基づき、「未来を信じ、未来に生きる」の精神をもち、学力精進を保ったうえで、正義と倫理をもった地球市民として活躍できる人間の育成に努める。この憲章の本旨を踏まえ、教育・研究機関として世界と日本の平和的・民主的・持続的発展に貢献する。

### 理事長・総長（学長）・副学長
- 理事長　 森島朋三
- 総長・立命館大学長　　仲谷善雄
- 副総長・立命館大学副学長　松原洋子
- 副総長・立命館大学副学長　伊坂忠夫
- 副総長・立命館大学副学長　徳田昭雄

### 学風および特色

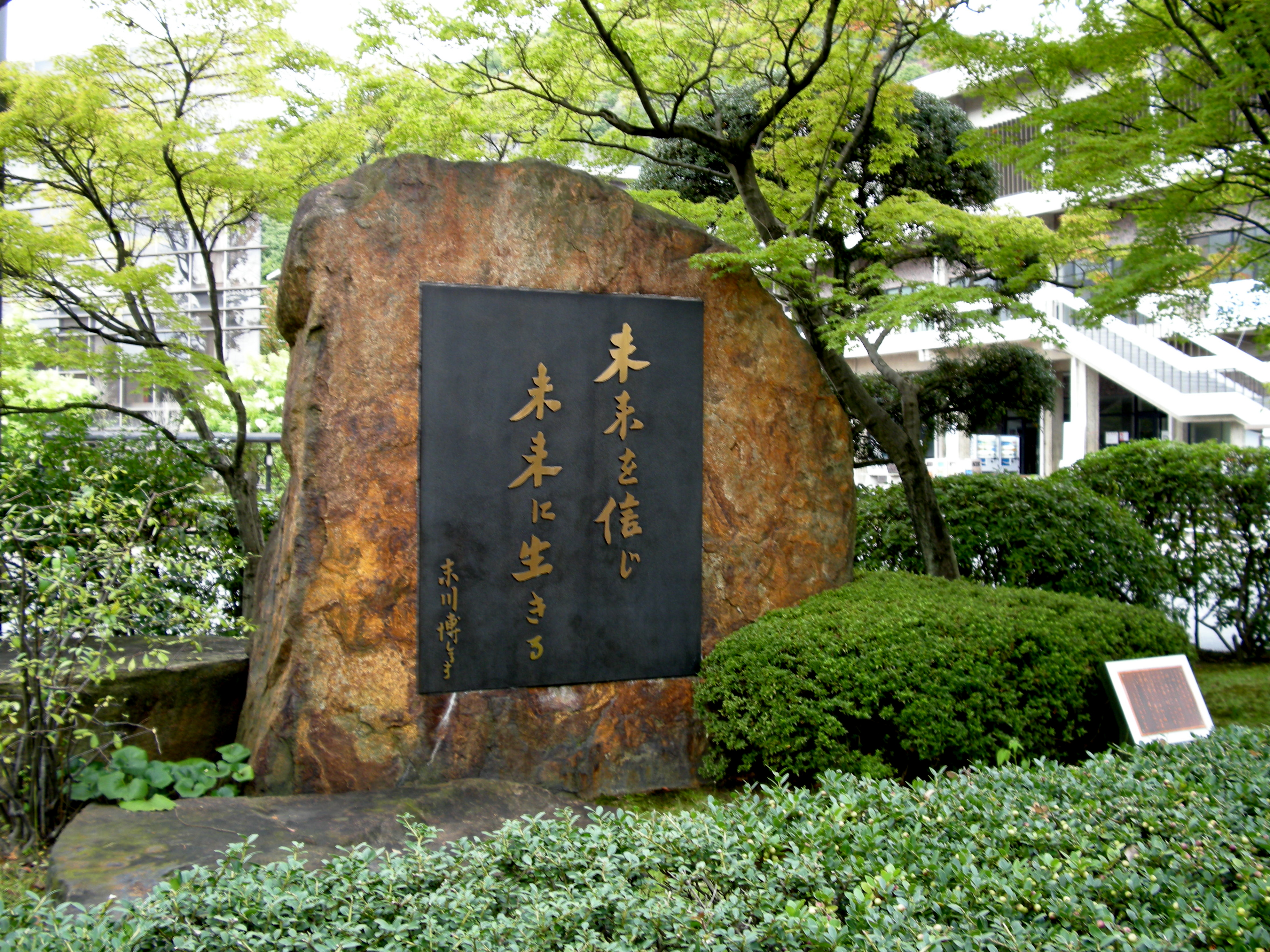
末川博記念碑（衣笠キャンパス）
末川博 名誉総長のことば「未来を信じ 未来に生きる」が刻まれる記念碑。末川記念会館前の木立に立つ。

従来、立命館大学は戦前から戦中にかけて、世相を反映して国家主義的傾向が強まっていったとする評価が支配的であった。しかし最近の研究で、学園創立者の中川小十郎は、学校運営や学生の受け入れに対して国家主義的な思想に与せず、従来考えられていたよりも自由な空気を大事にしていたことが明らかにされつつある。
滝川事件（立命館大学では「京大事件」と呼称）の際には、同事件に連座して京都帝国大学を退官した教員を受け入れているが、これは中川小十郎が重視した自由な空気に理由があったのではないかとする最近の研究もある。終戦直後には、同事件に連座した、京都大学法学部教授の末川博を総長へ招聘した。その末川を中心に大学の改革へ乗り出す。憲法と教育基本法を尊重して「平和と民主主義」を守ろうという末川の思想が中心となって、立命館大学は「民主的な学園運営」「自主的学習の尊重」の2本柱によって構成され、以下に記載する取り組みが現在の立命館大学に至るまで実施され続けている。末川が立命館大学に与えた影響は極めて大きく、これらの功績を讃えて、同大学では末川を名誉総長として顕彰している。また、末川が構成した思想を「立命館民主主義」と呼んでいる。
- 理事者・評議員・専任教職員・学生・生徒からなる全学代表による総長公選制（間接選挙）の導入（1949年開始）。
- 理事会・教授会・学友会・教職員組合などの全ての学園組織と学生の代表を加えた全学協議会制度を創設し、学園運営の重要事項の合意を形成する（1948年創設）。
- 「社会に開かれた大学」を目指した市民を対象とした立命館土曜講座などの公開講座の開催（1946年開始）。
- 学部長の法人理事職の兼任。

### 立命館大学全学協議会

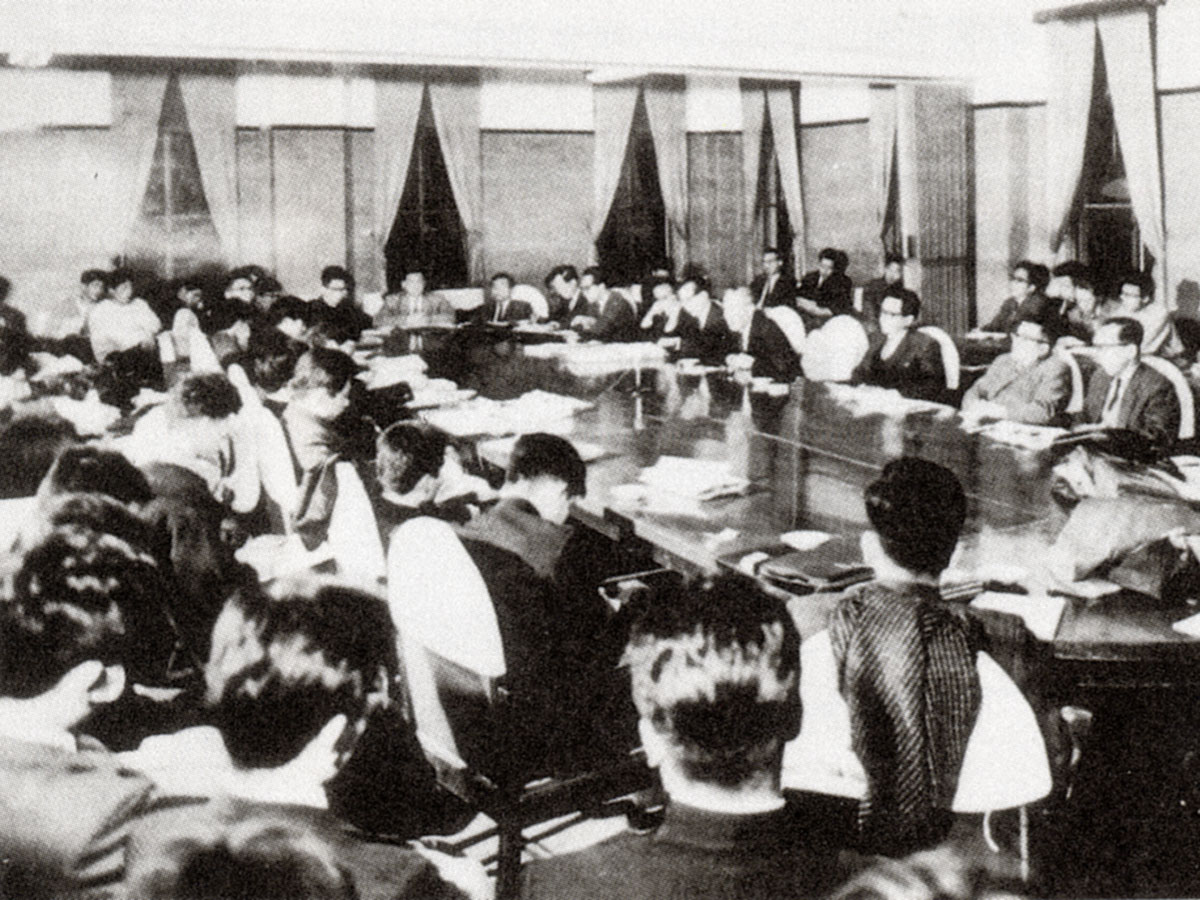
立命館大学全学協議会

立命館大学には最高の協議機関である「立命館大学全学協議会」を設置している。
1948年9月25日に名誉総長の末川博によって創設された。
参加者は常任理事会、学友会、院生協議会連合会、教職員組合および生活協同組合（オブザーバー）の各代表となっている。
特に学生や大学院生の代表を大学自治の重要な担い手として位置づけ、正式な構成員としている点が特徴的であり、立命館大学の掲げる「全構成員自治」の要となる民主的制度である。
この全学協議会では、学園の重要な課題である長期計画や教学課題、学生生活課題、学費課題など正課や課外を問わず、大学運営や学園創造に関するすべての重要な事項について協議をし、学園の構想に反映させ教育やキャンパス環境の高度化を図っている。
通年は一般には非公開で「全学協議会代表者会議」が行われているが、原則4年に1度「公開全学協議会」の形で開催される。公開全学協議会には、立命館に在籍する学生および教職員が傍聴することできる。

## 歴史

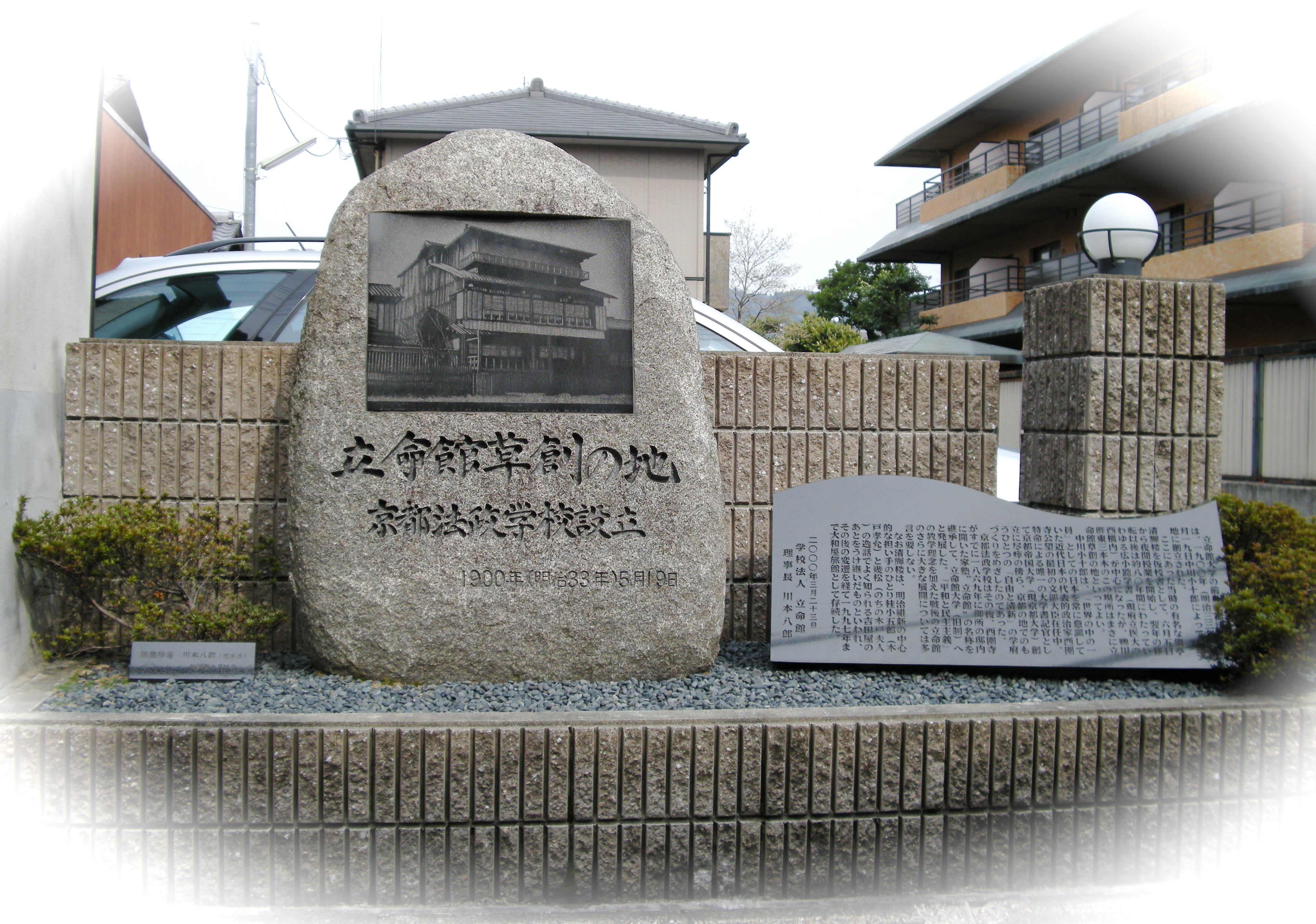
「立命館草創の地」記念碑
京都法政学校は、東三本木通にあった料亭「清輝楼」を仮学舎とした。現在跡地には記念碑が建てられている。

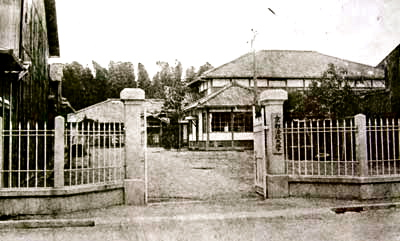
京都法政大学（1905-08年頃）
上京区清和院町口寺町東入中御霊

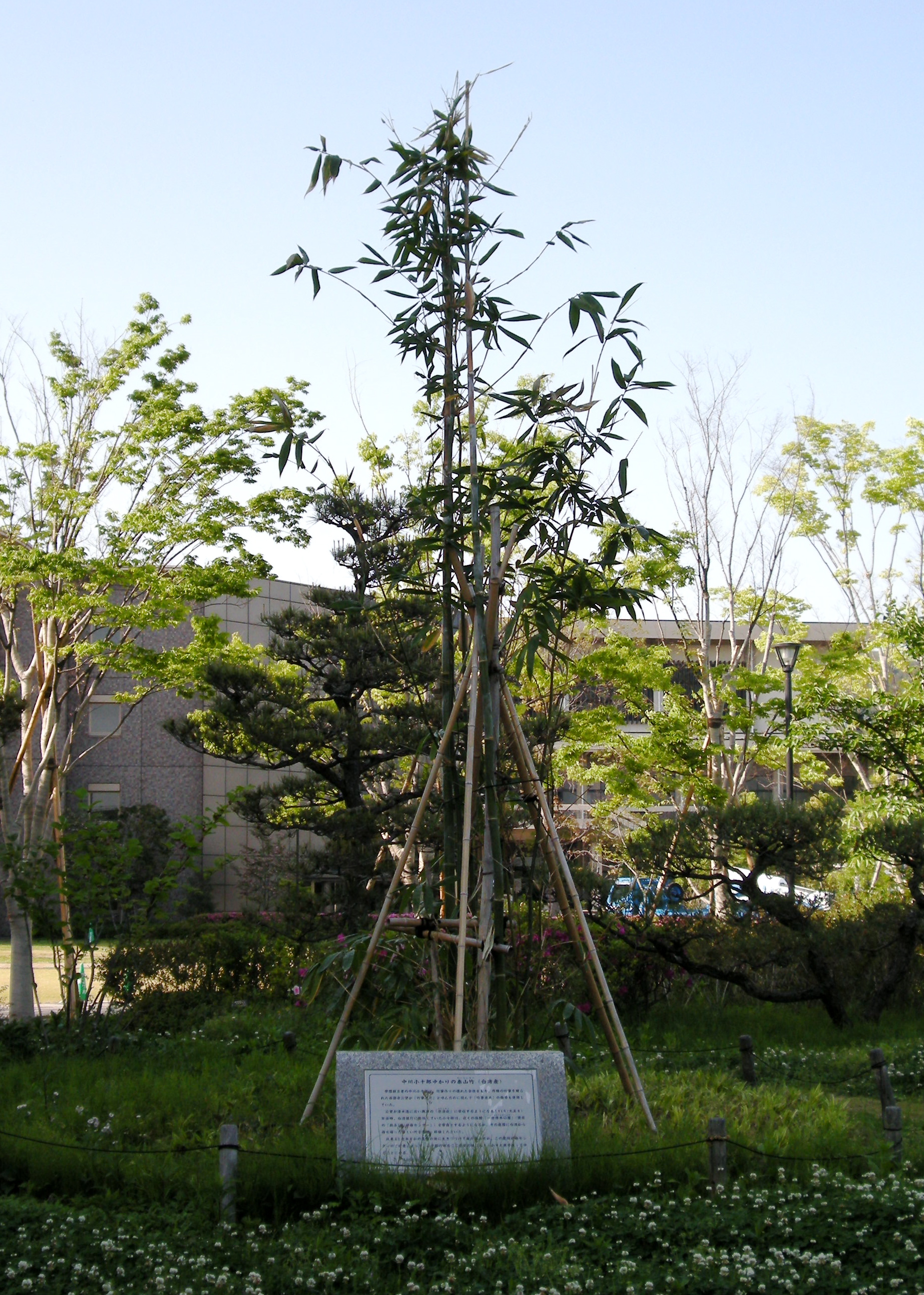
「中川小十郎ゆかりの泰山竹」（衣笠キャンパス中央広場）
学園創立者 中川小十郎は竹筆作りが得意で、西園寺公望から「竹筆老兄」と呼ばれるほどの名人だった。西園寺が「坐漁荘」（静岡県）に移り住む1920年頃、台湾銀行頭取として遠く台湾の地にあった中川は、静岡を訪れる際の常宿「一碧楼水口屋」に、台湾から持ち帰った泰山竹を寄贈・移植した。写真の竹は、このときの竹の一部が衣笠に移植されたもの。

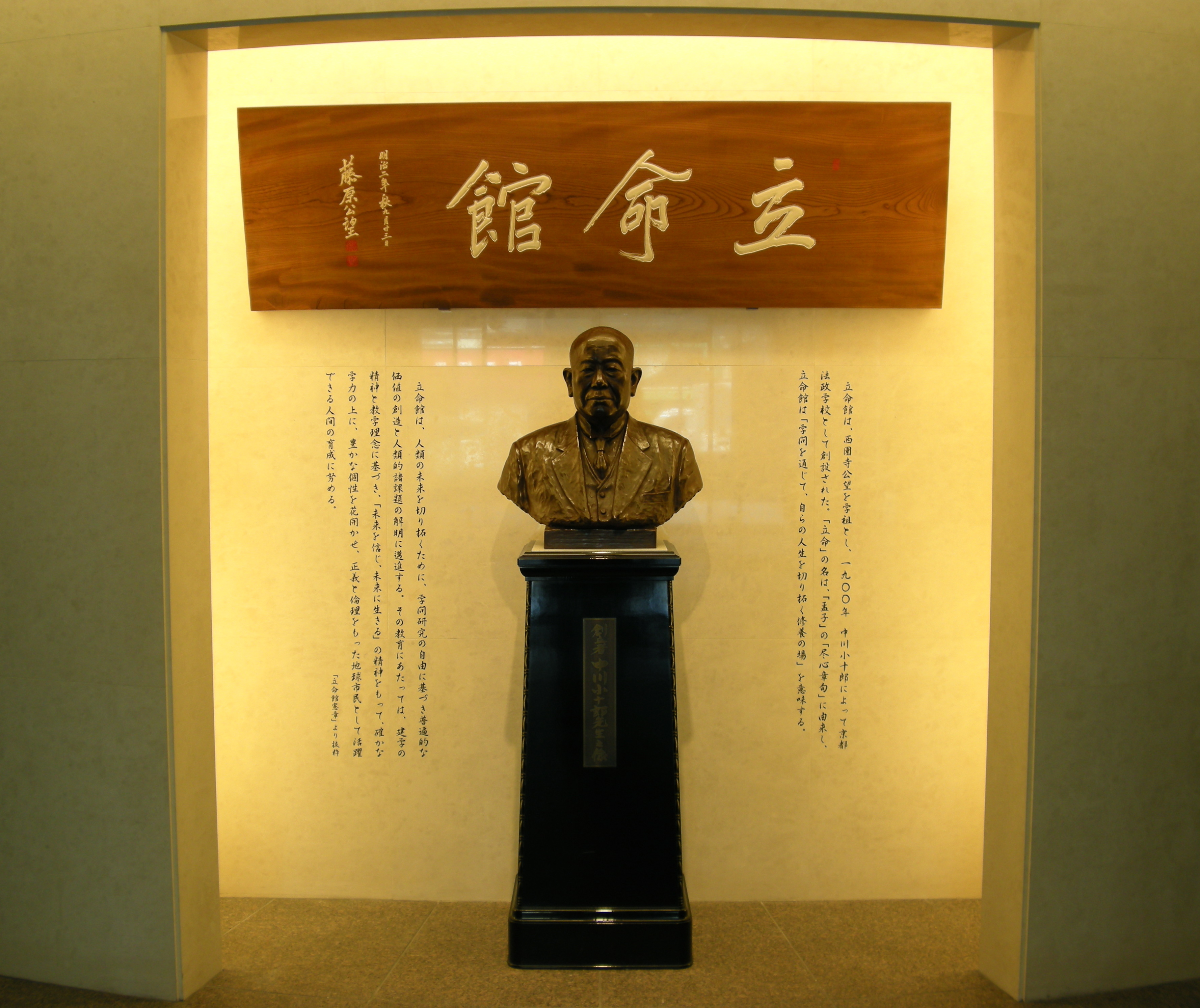
中川小十郎の胸像と立命館扁額（西園寺公望揮毫）

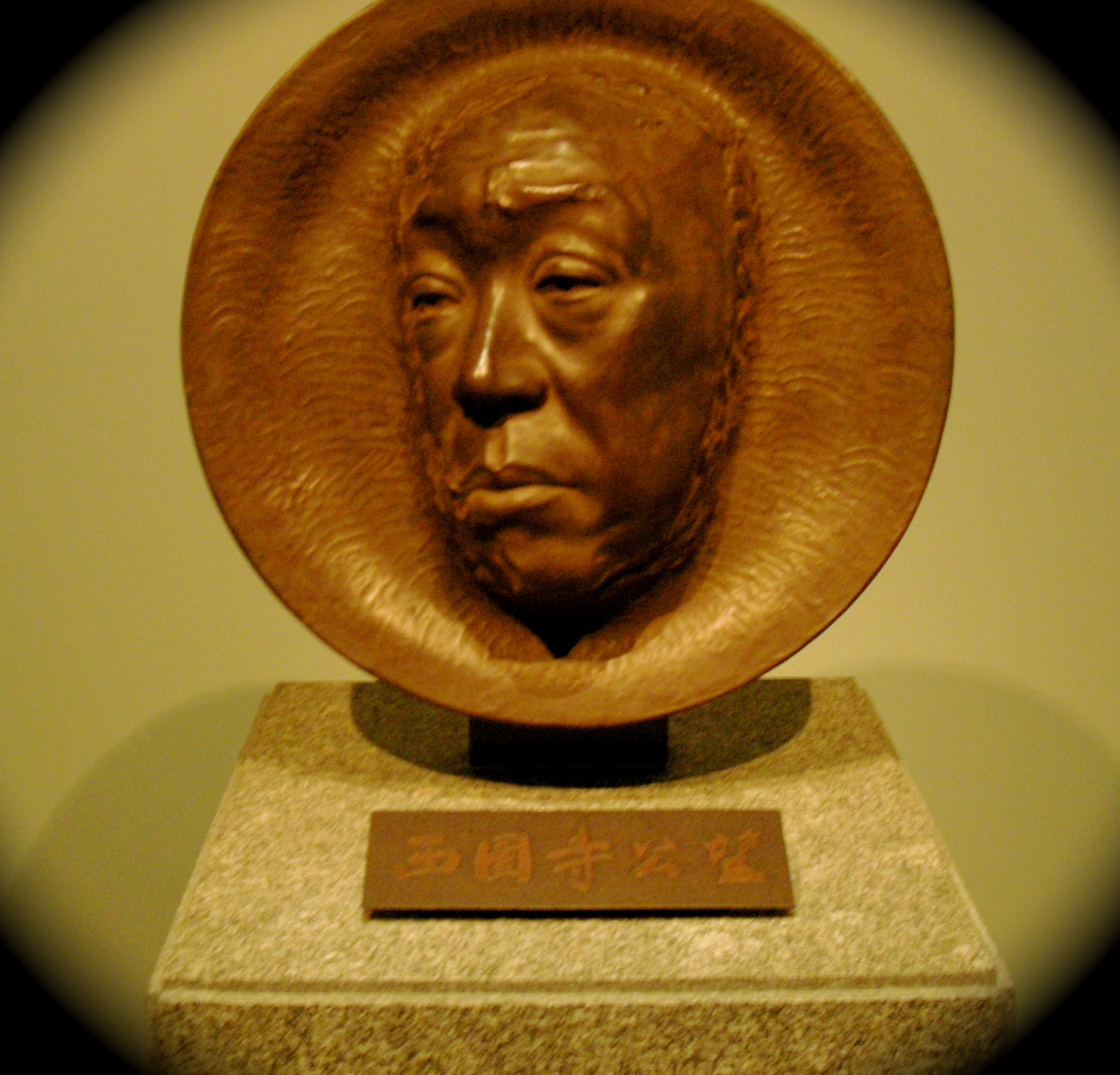
学校法人立命館・学祖西園寺公望の石膏像

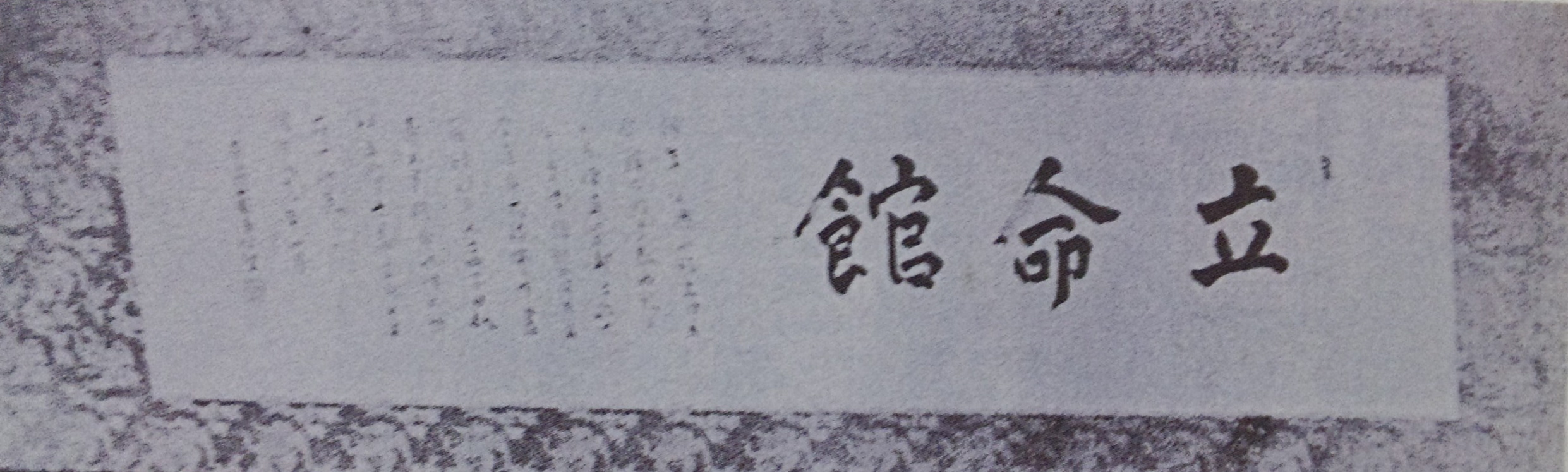
「立命館」大扁額（1905年寄贈）
西園寺公望が自ら筆をとって立命館に与えたもの。「立命館」の3文字を大書、以下 75文字のゆかりを附記した。1908年（明治41年）の火災で焼失してしまったため現存せず、写真が伝わっているのみである。

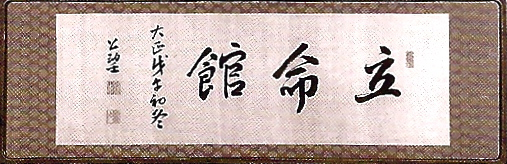
「立命館」大扁額（1918年寄贈）
焼失した大扁額の代わりとして、西園寺公望が新たに揮毫して学園に贈ったもの。

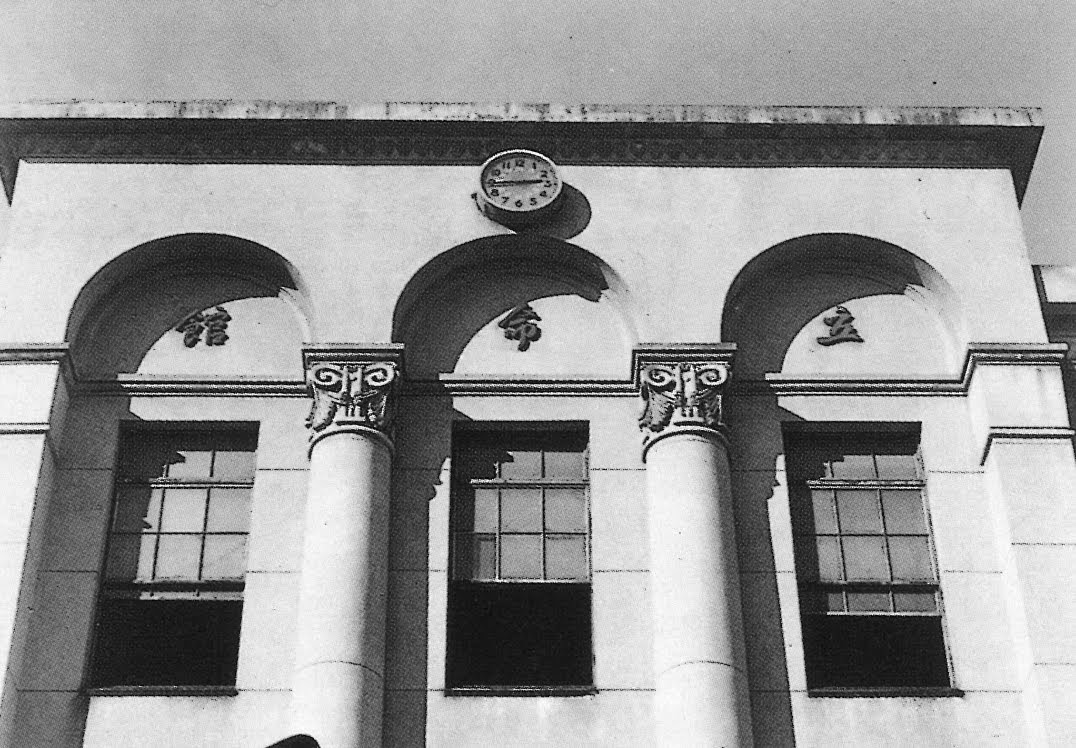
旧存心館時計台（広小路）の「立命館」の文字は西園寺が揮毫した文字をデザイン化したもの。

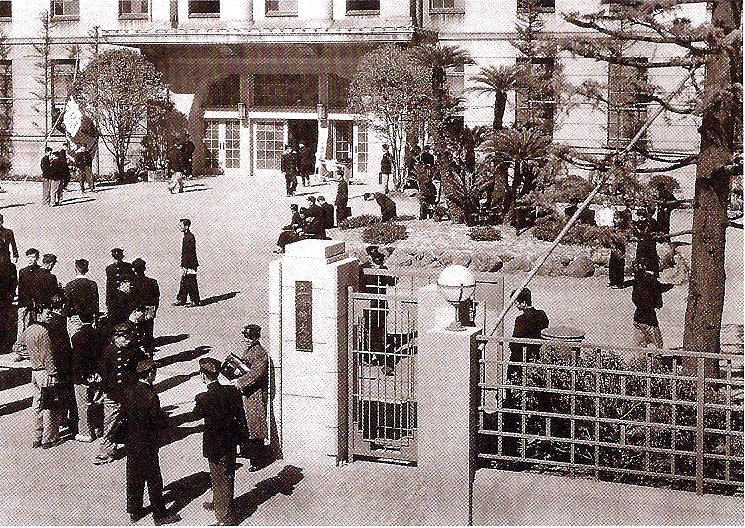
1930年代の広小路学舎

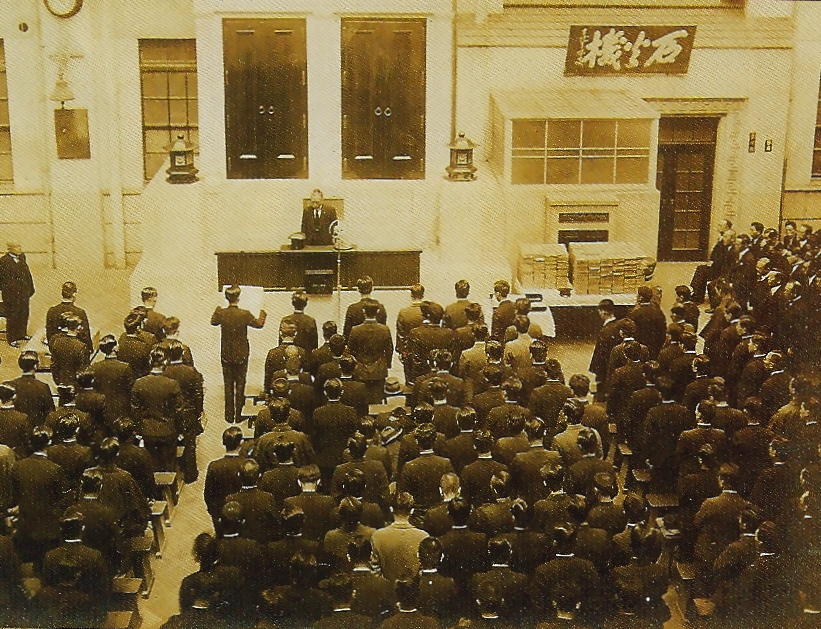
国清殿（旧・中央講堂）

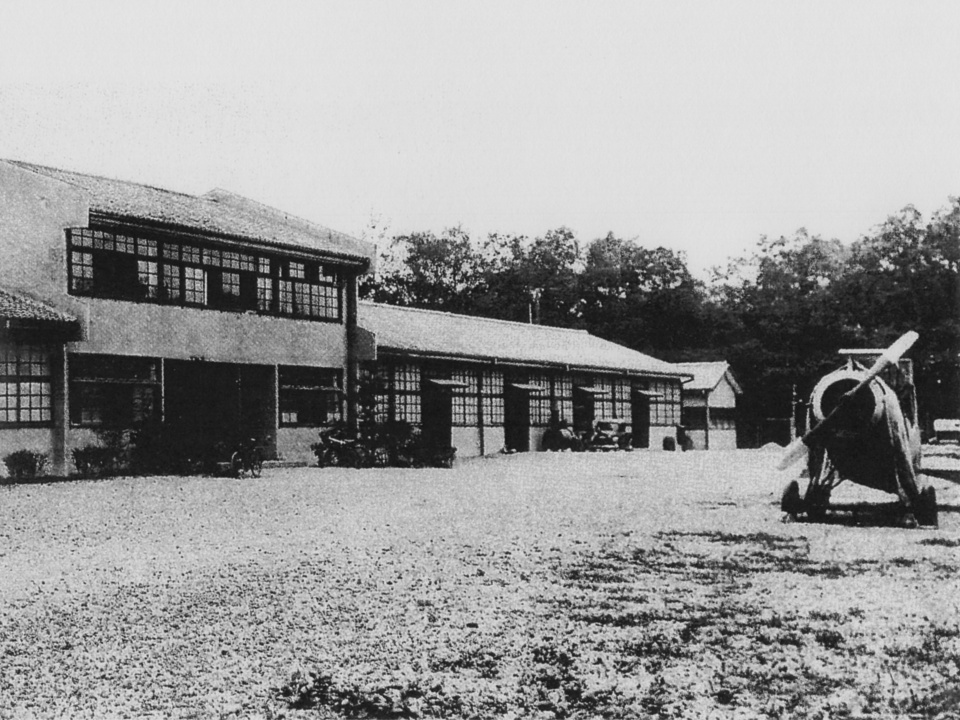
立命館日満高等工科学校

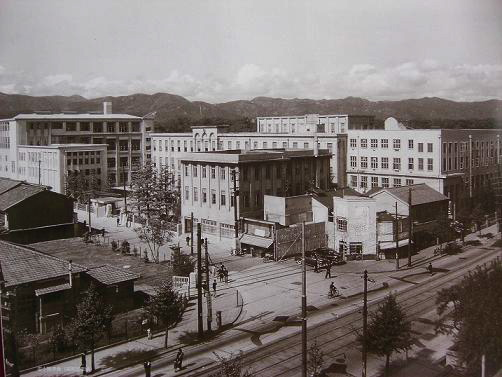
広小路学舎の全景

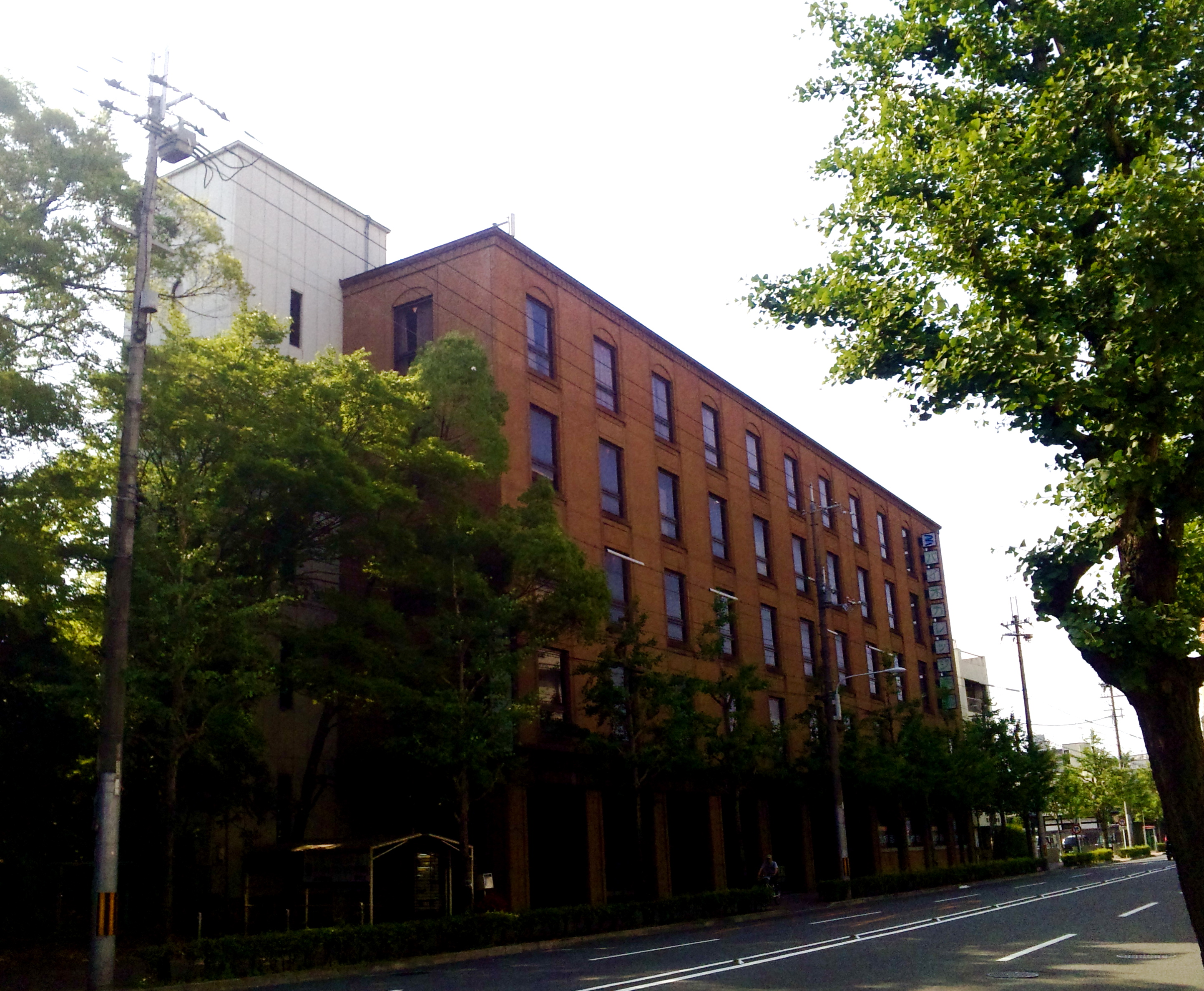
立命会館（旧広小路学生会館）

### 略歴
1869年、 西園寺公望が私塾立命館を創設。しかし、京都府庁（太政官留守官）の差留命令により1年弱で閉鎖された。西園寺の秘書官であった中川小十郎が西園寺の意志を継ぎ、1900年に向学心を持つ勤労青年のために勉学の機会を与えるとともに、京都帝国大学教員の経済支援を兼ねた夜間学校として京都法政学校を設立。京都市上京区東三本木丸太町にあった料亭「清輝楼」（「吉田屋」の近隣にあった）を仮の校舎とした。
他方、1889年に、京都法学校（きょうとほうがっこう）が、京都市下京区寺町通四条下ル大雲院内に設立されている。これは、法律学および経済学を教授することを目的に設立された私立学校で、校主には司法省法学校卒業後、京都始審裁判所に勤務した山崎恵純が就任。この他、名誉員に京都府知事、大審院評定官、京都始審裁判所所長、同検事、京都府警部長らが就いた。しかし、その後、入学希望者の増加に対応しきれなくなり、京都法政学校に事実上引き継がれた。山崎恵純は引き続き京都法政学校の教授を務めた。
現在の立命館大学では、京都法政学校が設立された1900年を創立と、私塾立命館が開設された1869年を立命館の創始としている。

### 西園寺公望との関係
私塾立命館の閉鎖をたいそう残念がった西園寺公望は、同私塾の復興を誓った。その意志を継いだのは彼の秘書官、中川小十郎だった。中川に対して西園寺は協力を惜しまず、自らの政治的人脈を利用して様々な形で支援を行った。西園寺の庶弟末弘威麿が学園幹事に就任し、同じく実弟の住友財閥当主徳大寺隆麿（住友友純）は大口の寄付を行った。さらに西園寺家の家紋である「左三つ巴」の旗を立命館学園が使用することを許可し、実際に使用されていた。そして大学昇格に必要な書籍を寄付するなど、物理的な面でも支援を惜しまなかった。また、愛新覚羅溥儀からの立命館への巨額の寄付（衣笠キャンパスは溥儀の寄付により作られた）も、西園寺の人脈が生み出した結果である。
中川が「立命館」の名称を用いることを西園寺に申し出た際、西園寺は『立命館』の名称と精神の継承（立命館の再興）を大いに喜び、『立命館と由緒』の大扁額を与えた。後に西園寺は「余が建設せる立命館の名称と精神を継承せる貴学」と現在の立命館大学のことを述べ、自分が作った立命館が再興し、受け継がれている事を喜んだ（原文：「明治ノ初メニ於イテ余ガ建設セル立命館ノ名称ト精神ヲ継承セル貴学ガ益々発展シテ国家ノ進運ニ貢献スルコト大ナルベキヲ祈ル」（1935年（昭和10年））。
西園寺は専門学校令により創立された京都法政大学が大学令による大学への昇格条件を満たすため、多数の書籍を寄付した。これらの書籍は現在も「西園寺文庫」として保存されている。初めての寄贈は1925年5月に行われ、英仏書187冊であった。その後、1930年10月16日に和漢書約300冊、1938年6月には西園寺家伝来の和綴本739部881冊が寄贈された。これらの和綴書には、宮中儀式や有職故実関係、改元記録、和歌関係などの貴重な文書が含まれている。そして、1940年5月の最後の寄贈は和漢書6,671冊で、西園寺が特に愛読していたと思われるものが大量に含まれている。
1932年、83歳の西園寺は人生最後の京都訪問を行った。その際、京都市上京区の立命館大学広小路学舎を訪問した。9月22日の朝、広小路学舎を訪れた西園寺は、校舎ホールに飾られていた自筆の『立命館』の扁額に気が付くとしばらくの間、目を留めたと伝えられている。
西園寺の私塾との間に学校組織としての連続性はないものの、彼が没した1940年に財団法人立命館は西園寺を「学祖」と定めた。そのため、西園寺家との関係は学校法人立命館のみならず、立命館大学とも続いており、大学の行事に西園寺家の人々が出席している。

### 年表
- 1869年（明治02年） - 西園寺公望が私塾立命館を創立。
- 1870年（明治03年） - 京都府庁（太政官留守官）の差留命令により私塾立命館閉鎖。
- 1889年（明治22年） - 京都始審裁判所に勤務していた山崎恵純らが京都法学校を設立。

以上学校法人立命館に先行する前史
- 1900年（明治33年）5月 - 中川小十郎が京都法政学校を設立。京都法学校を吸収。
- 1901年（明治34年）12月 - 西園寺の実弟・住友友純からの寄付などで、ようやく広小路（上京区清和院口寺町東入ル）に校舎を新築。
- 1902年（明治35年）
  - 1月 - 講義録を年1回発行。
  - 9月 - 附属出版部設置。
- 1903年（明治36年）
  - 7月 - 第1回卒業式を挙行。
  - 9月 - 専門学校令による「私立京都法政専門学校」に組織変更。
  - 10月 - 東方語学校設置。
- 1904年（明治37年）9月 - 専門学校令による「私立京都法政大学」の設立。大学部（法律学科、経済学科、予科）-昼間制、専門学部（法律科、行政科、経済科、高等研究科）-夜間制を設置。初代学長に富井政章が就任。
- 1905年（明治38年）
  - 4月 - 西園寺が1869年（明治2年）に創設した私塾立命館の名称継承の許諾を得るとともに、西園寺直筆の「立命館」の3文字を大書、75文字のゆかりを付記した大扁額を寄贈される。
  - 5月 - 五條警察署旧庁舎の払い下げを受けて校舎の増築を行う[13]。
  - 9月 - 清和普通学校を開設（翌年清和中学校、1913年立命館中学と改称）。
- 1908年（明治41年）12月 - 東方語学校廃校。火災により広小路校舎焼失（翌年再建）[14]。
- 1913年（大正2年）12月 - 財団法人立命館設立、「私立立命館大学」に改称。初代館長に中川小十郎が就任。財団法人設立祝賀校友大会を京都・円山左阿弥において開催。校旗並びに制服、制帽制定。
- 1914年（大正3年）1月 - 私立電気工学講習所開設（理工学部の前身）。
- 1915年（大正4年）1月 - 図書館開設。
- 1917年（大正6年）1月 - 司法試験受験希望者のために特別研究科設置。
- 1918年（大正7年） - 10年前の火災で焼失した「立命館」大扁額の代わりとして、西園寺の好意で新たに揮毫された扁額が寄贈される。
- 1919年（大正8年）
  - 7月 - 私立立命館大学を立命館大学と改称。
  - 11月 - 創立20周年記念校友会を開き、全国校友会結成。
- 1920年（大正9年）
  - 5月 - 緊急校友大会、大学令による大学への昇格運動決議、大学昇格基本金募金開始。
  - 雉本朗造学監を所長として附属日本法律研究所を大阪に設立。
- 1922年（大正11年）
  - 5月 - 図書館を立命館文庫と改称。
  - 6月 - 大学令による立命館大学設立認可（学長・富井政章）。
  - 8月 - 立命館中学が広小路から北大路に移転[15]。
- 1923年（大正12年）
  - 1月 - 立命館高等予備校設立（1929年廃止）。
  - 2月 - 従来からの専門部を専門学部に改組。
  - 4月 - 大学令による予科開講。
  - 8月 - はじめて留学生を派遣。
- 1924年（大正13年）5月 - 専門学部が高等学校大学予科と同等以上と指定される[16]。
- 1925年（大正14年）
  - 1月 - 専門学校令による立命館大学廃止。
  - 4月 - 法学部（法律学科・経済学科）開講。
  - 9月 - 立命館文庫の閲覧業務開始。
- 1926年（大正15年）
  - 9月 - 立命館大学出版部を設置。
  - 12月 - 養性館竣工（広小路）。
- 1927年（昭和2年）
  - 3月 - 専門学部に文学科、予科3年制（昼間部）設置。
  - 9月 - 田島錦治が学長に就任。
  - 12月 - 法学部を法経学部に改組し、商学科を増設。専門学部に商学科設置。尽心館（広小路）竣工。
- 1928年（昭和3年）
  - 3月 - 大学令による立命館大学の第1回卒業式を挙行。研究科を開設。
  - 7月 - 学生が京都御所の警護を目的として「禁衛隊」を発足させる（終戦後、解体）。
  - 10月 - 初代存心館（広小路）竣工。
- 1929年（昭和4年）
  - 2月 - 大学および予科の夜間制度開設。予科の夜間授業開始（4月）。
  - 10月 - 上賀茂グラウンド完成。記念全学運動会開催。
- 1930年（昭和5年）4月 - 法経学部商学科開設。
- 1931年（昭和6年）
  - 4月 - 大学夜間部開講。
  - 7月 - 総長制施行。織田萬が名誉総長に推薦される。
  - 8月 - 近衛秀麿へ委嘱の校歌作曲完成。
  - 9月 - 関西六校野球連盟結成[17]。
- 1932年（昭和7年）9月22日 - 西園寺公望が来校（立命館・寺町広小路校地）。総長の案内で国清殿（中央講堂）、教室、研究室などを視察。
- 1933年（昭和8年）
  - 4月 - 専門学部に高等商業科設置。
  - 9月 - 滝川事件（立命館大学では「京大事件」と呼称）で辞職した京都帝国大学法学部教授・助教授17名を招聘。
  - 10月 - 学位規程が認可される。
- 1934年（昭和9年）4月 - 専門学部法律科・経済科で昼間授業開始。
- 1935年（昭和10年）
  - 3月 - 専門学部文学科に歴史地理科を設置。
  - 6月 - 寄附行為改正により理事長・常務理事を設置。
- 1936年（昭和11年）
  - 3月 - 佐々木惣一が名誉学長に推薦される。
  - 12月 - 初代中川会館（広小路）竣工。
- 1937年（昭和12年）
  - 3月 - 法経学部法律学科を法律学科・政治学科に分割。
  - 11月 - はじめて学位を授与する（法学博士）。
- 1938年（昭和13年）
  - 2月 - 立命館高等工科学校を開設。
  - 10月 - 西園寺文庫創設。
- 1939年（昭和14年）
  - 3月 - 立命館高等工科学校を立命館日満高等工科学校に改組。愛新覚羅溥儀より50万円の寄付を受け、そのうち20万円で衣笠に約6万坪の土地を購入[18]。
  - 5月 - 日本刀鍛錬所を設置[19]。
  - 11月 - 立命館日満高等工科学校が等持院学舎（現在の衣笠キャンパス）に移転。
- 1940年（昭和15年）11月 - 西園寺公望死去。西園寺を学祖とすることを決議（12月）。
- 1941年（昭和16年）
  - 2月 - 法経学部を法文学部（法政学科・文学科）に改め、専門学部も改組（法政学科・文学科・高等商業科）。
  - 5月 - 石原莞爾（予備役陸軍中将）を所長に迎えて国防学研究所を設置（戦後、解体）。体育会を解散して禁衛隊の傘下に収める。
  - 校章が現在のデザイン（金色の立命に、銀色の大学）になる。
- 1942年（昭和17年）
  - 2月 - 立命館日満高等工科学校が専門学部工学科に昇格、専門学部に理学科増設。
  - 3月 - 法文学部法政学科・文学科を東亜法政学科・東亜経済学科・東亜文学科に改組・改称。国体学科設置。
  - 12月 - 立命館同学会会則制定。
  - 加古祐二郎教授旧蔵の法律書7,181冊の寄贈を受けて加古文庫創設。
- 1943年（昭和18年）
  - 4月 - 戦前最後の立同戦を開催[20]。
  - 11月 - 出陣学徒武運長久祈願祭並に壮行会（平安神宮）に参加[21]。
- 1944年（昭和19年）
  - 3月 - 立命館専門学校に改組[注 4]。
  - 10月 - 中川小十郎死去。
- 1945年（昭和20年）
  - 9月 - 授業再開。東亜法政学科・東亜経済学科・東亜文学科を法政学科・経済学科・文学科に改称。
  - 11月 - 立命館大学学友会結成。立命館研究所創設。開設される。
- 1946年（昭和21年）
  - 1月 - 寄附行為と学則を変更し、国家主義的内容を削除。
  - 3月 - 立命館土曜講座が開設される。
- 1947年（昭和22年）
  - 5月 - 法文学部文学科に昼間部を設置し、漢文学科を増設。専門学校理学科が衣笠に移転。新制大学設置準備のため学制改革委員会を設置。
  - 7月 - 関西私立四大学学長懇談会を結成[23]。
  - 10月 - 立命館教職員組合結成。
- 1948年（昭和23年）
  - 1月 - 法学部、経済学部、文学部からなる総合大学（旧制）に改組[24]。
  - 4月 - 学校教育法による新制大学設置（総長・末川博）。法学部、経済学部、文学部（4学科6専攻）の3学部（一・二部）を設置。立命館研究所を人文科学研究所に改組。
  - 9月 - 全学協議会制度の創設。衣笠球場竣工。
- 1949年（昭和24年）
  - 2月 - 総長選挙規定制定。全学の代表による総長公選制度の導入。文学部棟第二新館（広小路）竣工。
  - 4月 - 新制理工学部を設置（数学物理学科・化学科・電気工学科・機械工学科・土木工学科）。
  - 旧制の大学と専門学校の学生募集停止。
- 1950年（昭和25年）
  - 4月 - 大学院設置。修士課程（法学研究科・経済学研究科・文学研究科）。短期大学部設置。
  - 5月 - 大学協議会設置。鴨川運動場竣工。
  - 10月 - 大学院棟（広小路）竣工。創立50周年記念式典を挙行。
- 1951年（昭和26年）
  - 2月 - 財団法人立命館から学校法人立命館に組織変更。
  - 3月 - 旧制の学部生・専門学校生が全員卒業[25]。
  - 6月 - 反戦学生同盟立命支部を結成。
  - 12月 - わだつみ像の誘致決議。
- 1952年（昭和27年）
  - 2月 - 立命会館（広小路学生会館）竣工。
  - 4月 - 新制大学院工学研究科を設置。
- 1953年（昭和28年）
  - 3月 - 研心館、興学館（広小路）竣工。『立命館創立五十年史』刊行。
  - 4月 - 経済学部に経済学科・経営学科を設置。
  - 6月 - 旧制の専門学校廃止。
  - 9月 - 新制の学位規程を制定。
  - 12月 - わだつみ像建立除幕式。
- 1954年（昭和29年）
  - 3月 - 短期大学部廃止。理工学部3号館（衣笠）竣工。
  - 9月 - 存心館（広小路）の4階増築竣工。
- 1955年（昭和30年）3月 - 理工学研究所設立。
- 1956年（昭和31年）2月 - 理工学部2号館（衣笠）竣工。地方入試を開始（札幌市、名古屋市、広島市、福岡市）。
- 1957年（昭和32年）
  - 4月 - 清心館、尚学館（広小路）竣工。
  - 末川博総長所蔵の法律書12,000余冊の寄贈を受けて末川文庫創設。
- 1958年（昭和33年）
  - 7月 - 敬学館（広小路）竣工。
  - 10月 - 体育館（鴨川畔）。
- 1959年（昭和34年）4月 - 名誉教授規程を制定。
- 1960年（昭和35年）3月 - 旧制立命館大学廃止[26]。
- 1961年（昭和36年）
  - 3月 - 有心館（広小路）竣工。
  - 9月 - 理工学部4号館（現在の衣笠キャンパス 有心館）竣工。
- 1962年（昭和37年）
  - 1月 - 『読売テレビ大学講座』放送開始（～65年まで）。
  - 2月 - 立命館大学生活協同組合設立。
  - 4月 - 経営学部設置。
  - 5月 - 恒心館（広小路）竣工。
- 1963年（昭和38年）5月 - 理工学部5号館（現・興学館）竣工。ソ連科学アカデミーアジア諸民族研究所との間で交換研究員制度発足。
- 1964年（昭和39年）4月 - 経営学部二部設置。理工学部二部を改組し基礎工学科設置。

- 1965年（昭和40年）

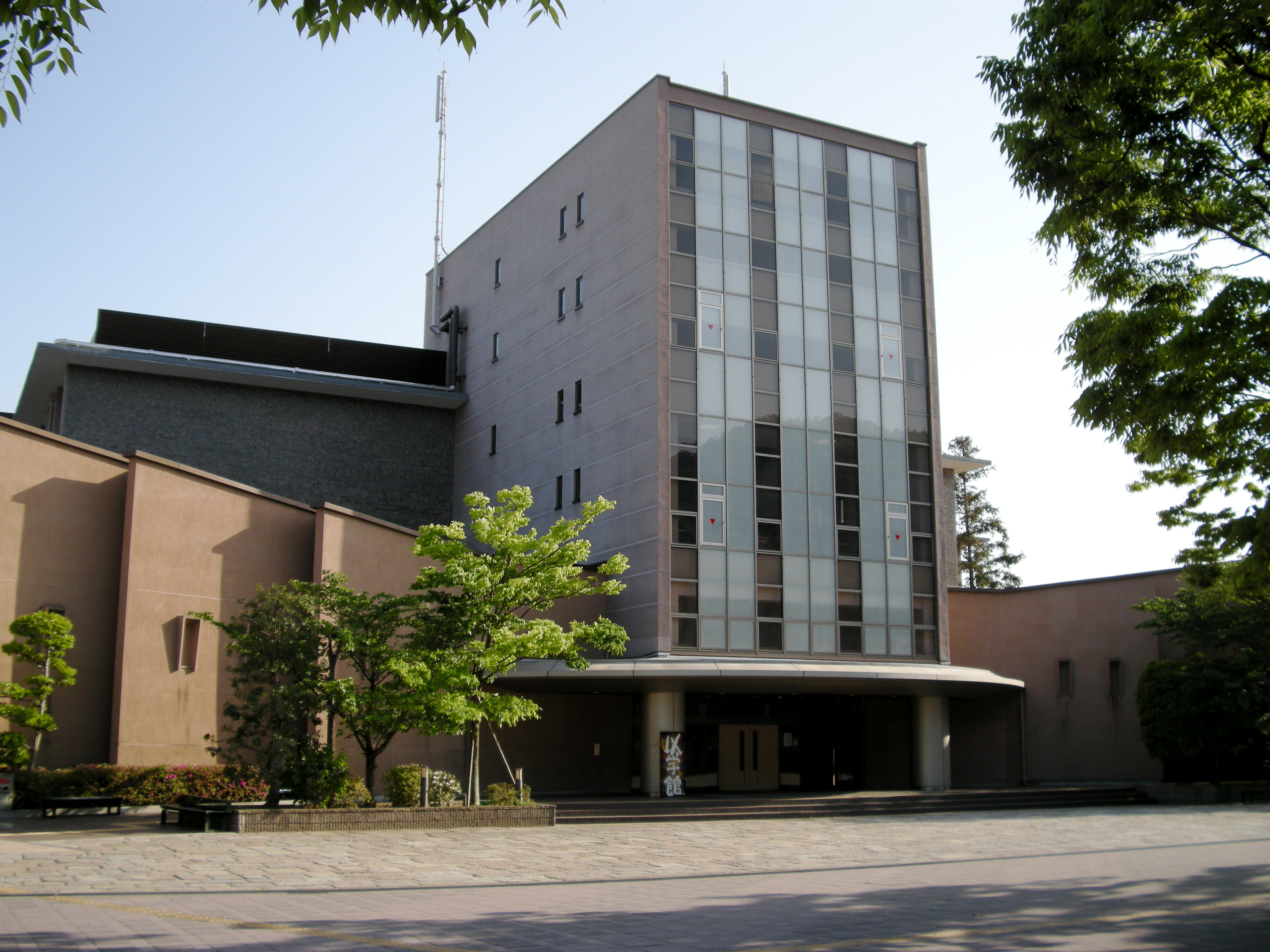
以学館（衣笠）

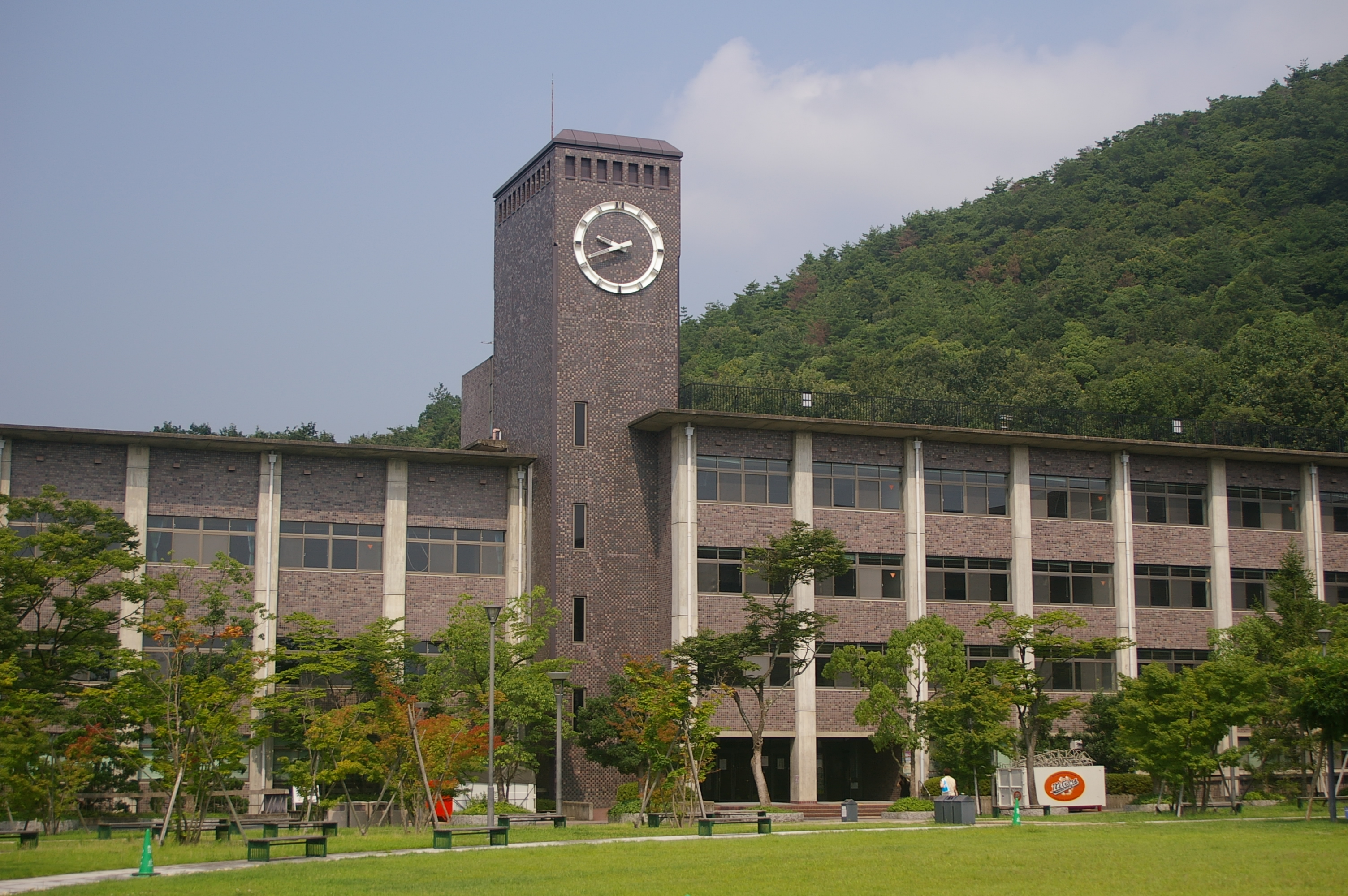
存心館（衣笠）

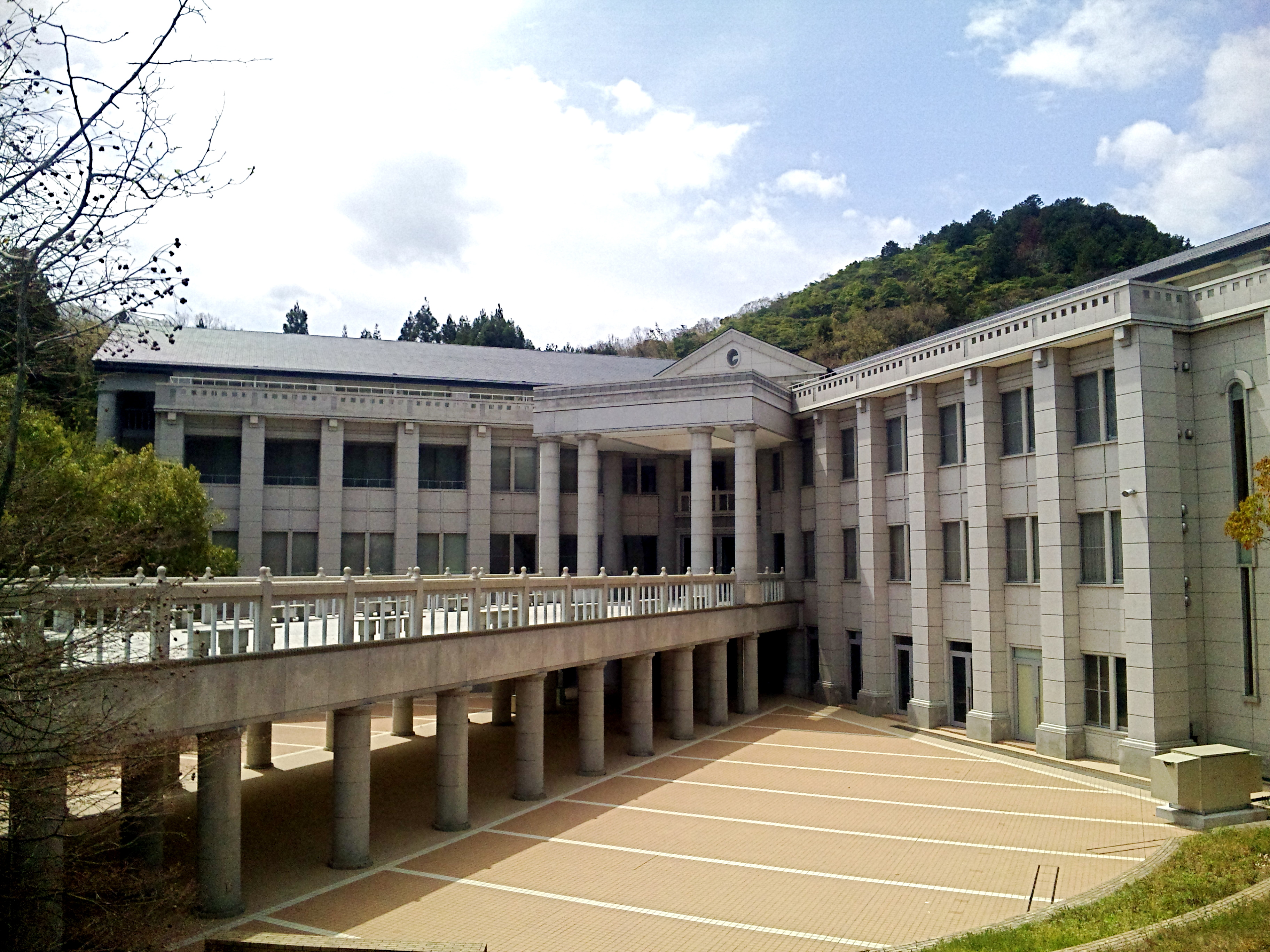
西園寺記念館

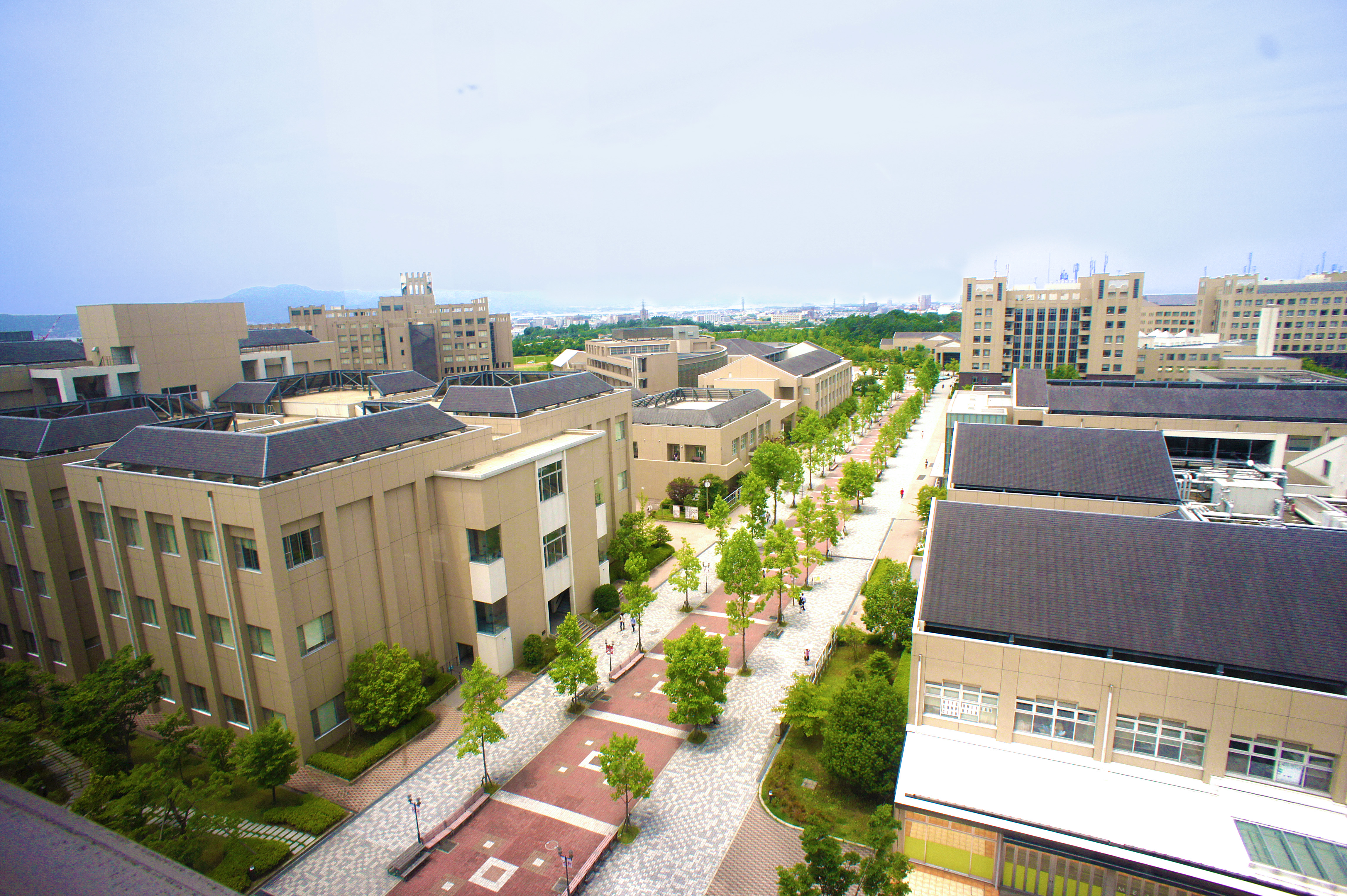
びわこ・くさつキャンパス

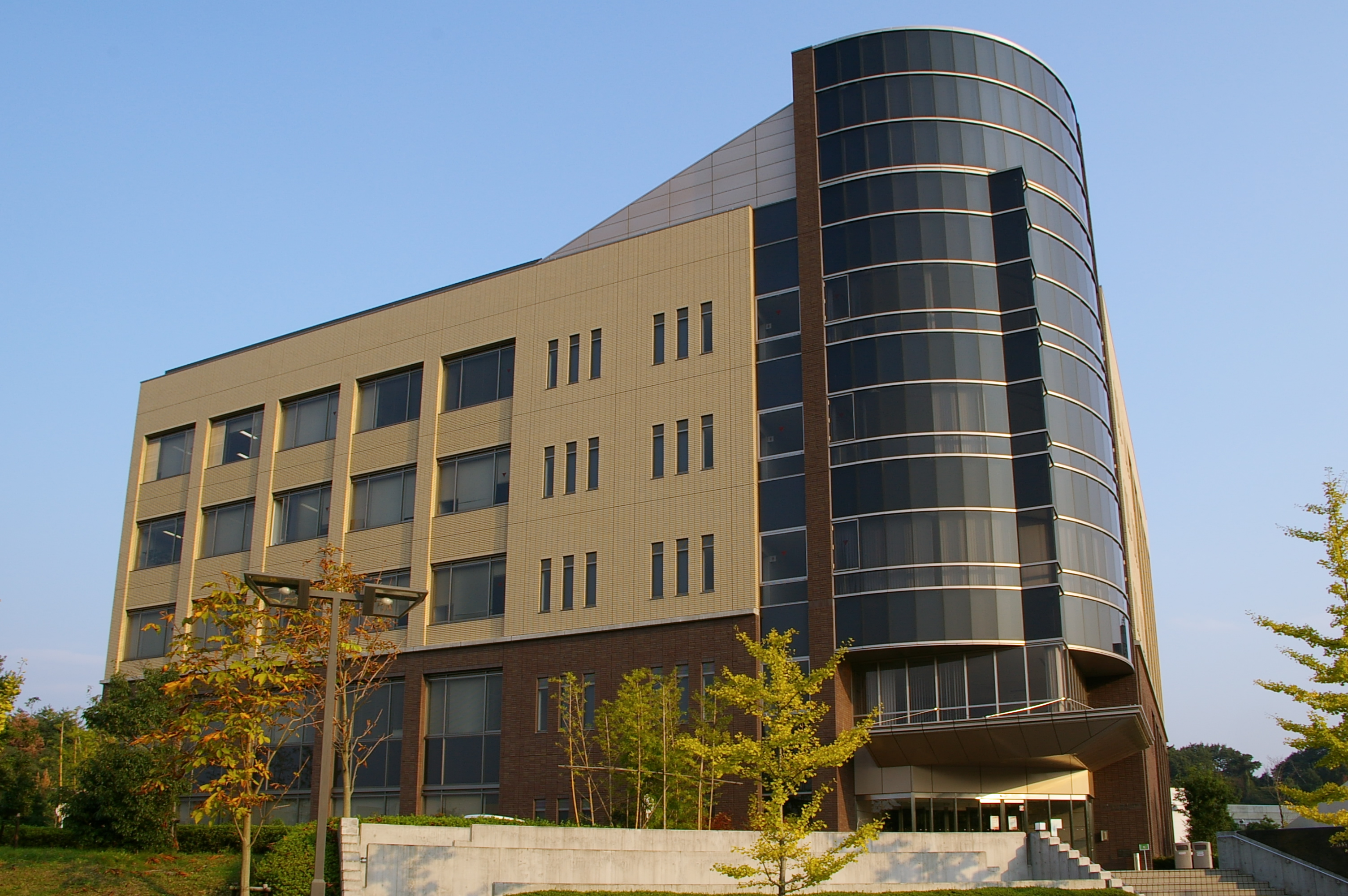
ローム記念館

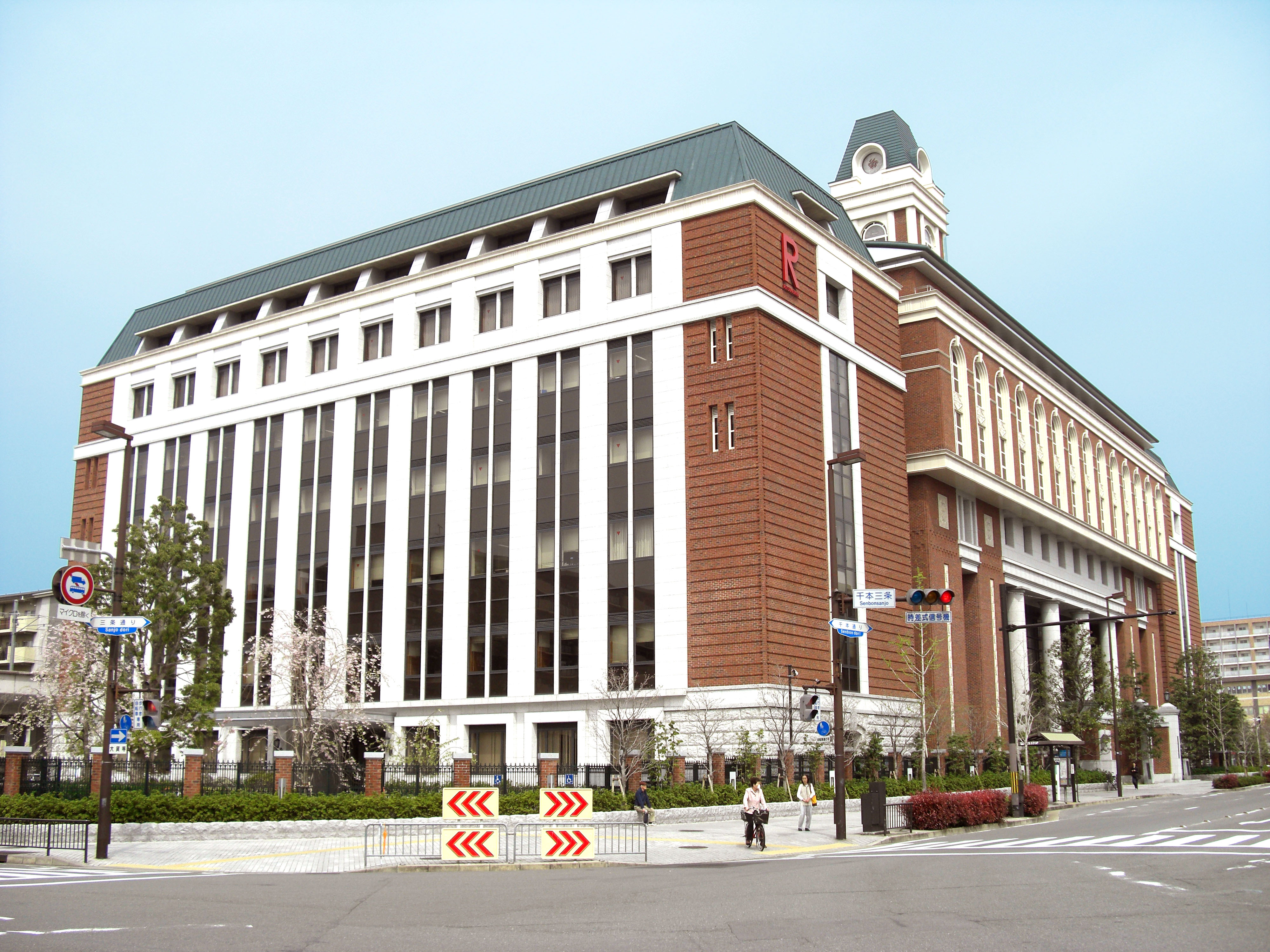
朱雀キャンパス

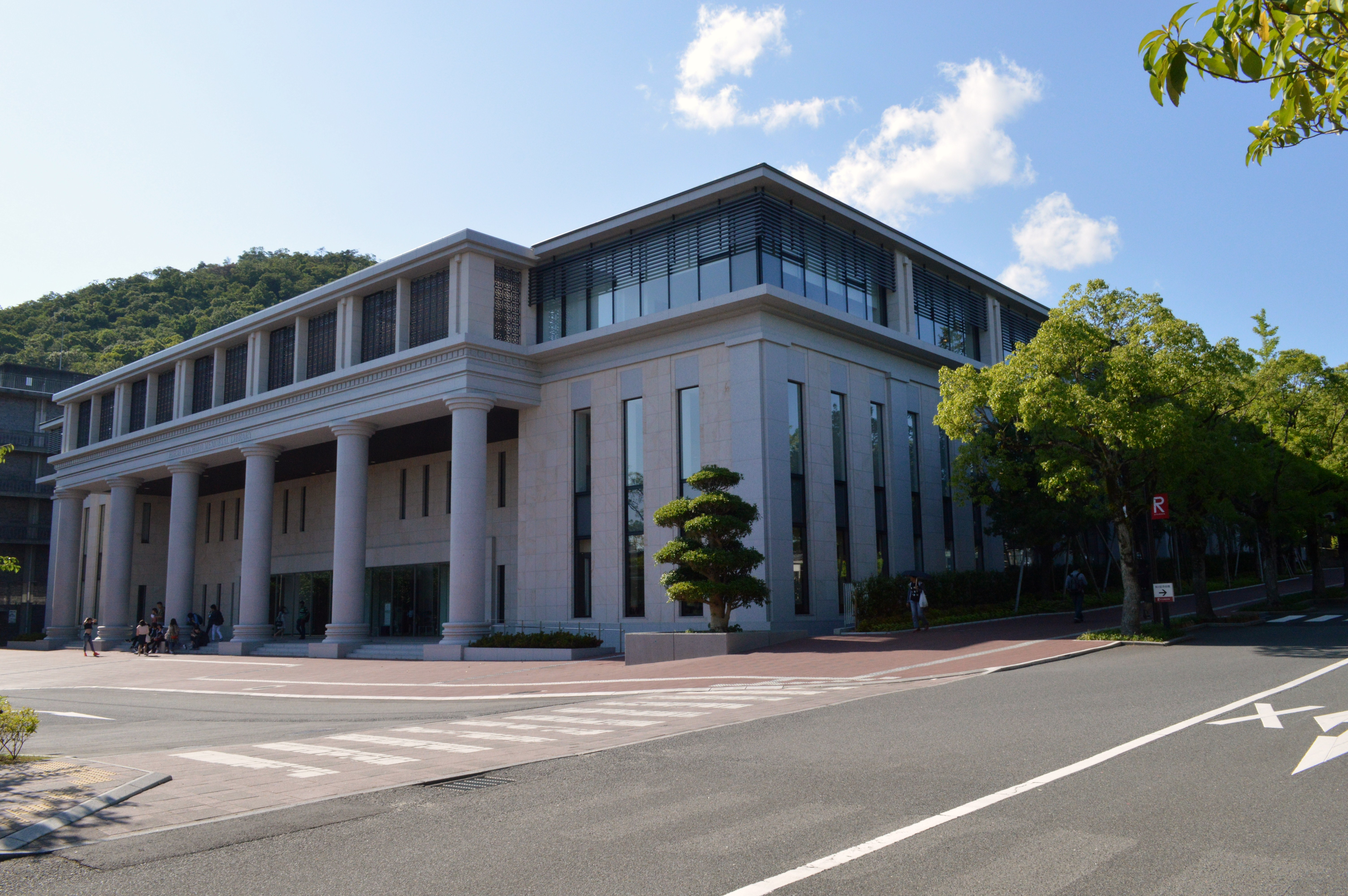
平井嘉一郎記念図書館

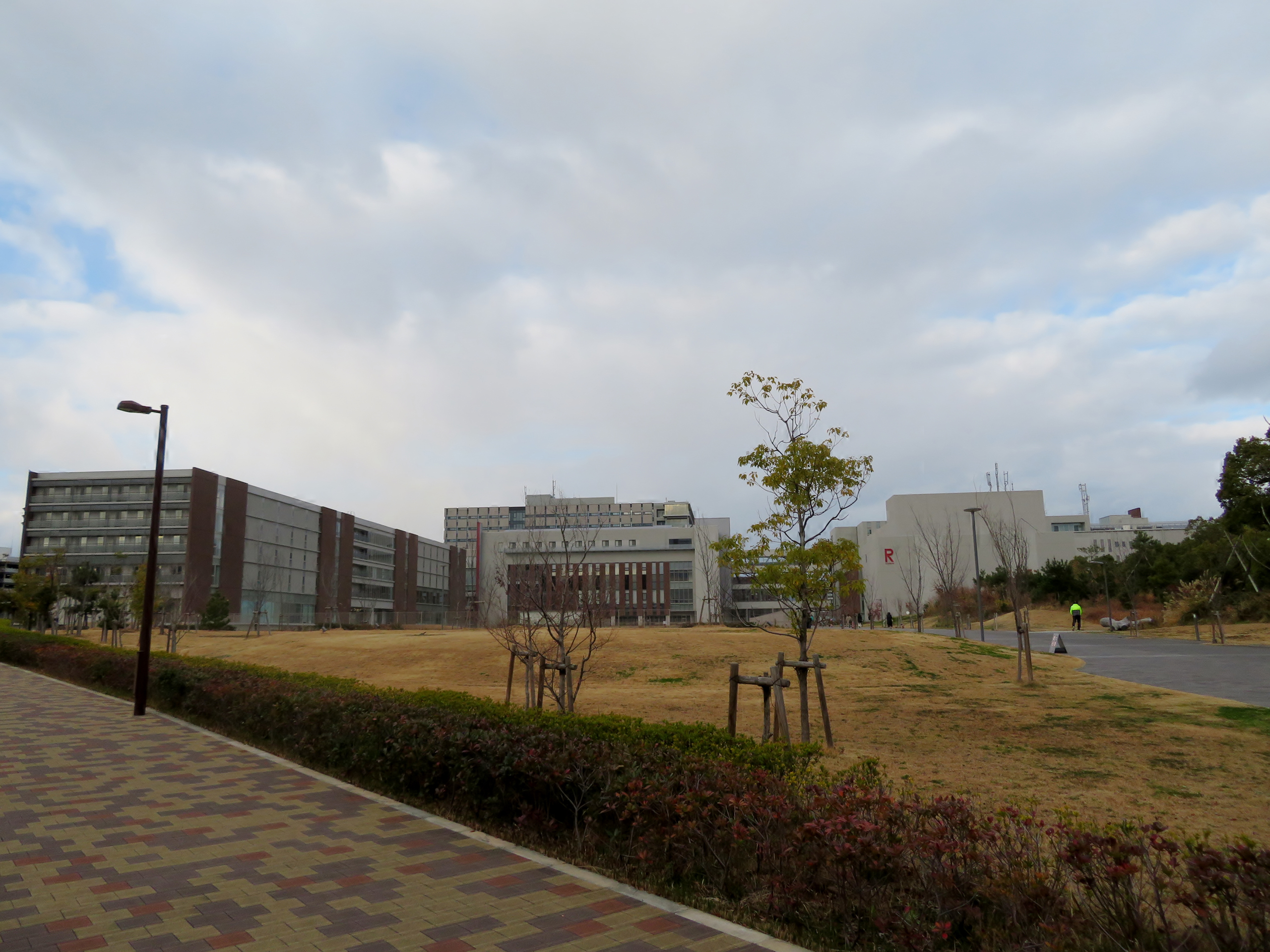
大阪いばらきキャンパス

  - 4月 - 産業社会学部設置。経済学部と経営学部が衣笠キャンパスへ移転。以学館（衣笠）竣工。
  - 8月 - 理工学部6号館（現・恒心館）竣工。
- 1966年（昭和41年）
  - 8月 - 立命館土曜講座1,000記念大講演会開催。
  - 9月 - 修学館（衣笠）竣工。理工学部新1号館竣工。
- 1967年（昭和42年）9月 - 図書館（衣笠）竣工。柊野野球場完成。
- 1969年（昭和44年）
  - 1月 - 寮連合、中川会館封鎖。
  - 5月 - 全共闘によるわだつみ像破壊事件が起きる。
  - 6月 - 第一体育館（衣笠）竣工。
- 1970年（昭和45年）
  - 1月 - 学部長選挙規程制定。
  - 4月 - 産業社会学部が衣笠キャンパスへ移転。
  - 11月 - 柊野総合グラウンド竣工。
  - 12月 - 学而館（衣笠）竣工。わだつみ像再建除幕式開催。滋賀県に蓬萊セミナーハウス竣工。
- 1971年（昭和46年）
  - 4月 - 公費助成推進のための立命館大学連絡協議会結成。
  - 長期計画委員会発足。
- 1972年（昭和47年）3月 - 修学館第2期工事竣工。
- 1973年（昭和48年）10月 - 学生会館（衣笠）竣工。
- 1974年（昭和49年）4月 - 志学館（衣笠）竣工。
- 1975年（昭和50年）7月 - 宇多野セミナーハウス開設。
- 1976年（昭和51年）6月 - 理工学部7号館竣工。
- 1977年（昭和52年）
  - 2月 - 末川博名誉総長死去。
  - 5月 - 氷室グラウンド開設。
  - 9月 - 清心館（衣笠）竣工。
- 1978年（昭和53年）4月 - 文学部・二部全学部が衣笠キャンパスへ移転。
- 1979年（昭和54年）10月 - 二代目中川会館（現・至徳館）竣工。学園本部が衣笠キャンパスへ移転。研心館（衣笠）竣工。
- 1980年（昭和55年）10月 - 平野会館開館。
- 1981年（昭和56年）
  - 2月 - 広小路学舎閉校祭典開催。
  - 4月 - 法学部が衣笠キャンパスへ移転し、全学移転完了。存心館（衣笠）竣工。第二体育館（衣笠）竣工。
- 1982年（昭和57年）
  - 4月 - 副学長制設置。
  - 9月 - 原谷グラウンド竣工。
- 1983年（昭和58年）11月 - 末川記念会館竣工。
- 1987年（昭和62年）4月 - 理工学部に情報工学科を増設。
- 1988年（昭和63年）
  - 3月 - 西園寺記念館竣工。理工学部4号館（現・洋洋館）竣工。
  - 4月 - 国際関係学部を西園寺記念館に設置。国際地域研究所を設立。尚学館（衣笠）竣工。
  - 国連寄託図書館の運営を受託（2018年閉館）。
- 1989年（平成元年）
  - 3月 - 尽心館（衣笠）竣工。
  - 4月 - 国際言語文化研究所を設立。
  - 11月 - 理工学部の滋賀県草津市への移転方針決定。
- 1990年（平成2年）
  - 3月 - 明学館（衣笠）竣工。
  - 4月 - 教育科学研究所を設立。
  - 9月 - 修学館増改築竣工。
- 1991年（平成3年）8月 - 立命館・UBC（カナダ）ジョイントプログラム実施。
- 1992年（平成4年）
  - 2月 - 「アカデメイア立命21」（学生セミナーハウス）を設置。
  - 4月 - 大学院国際関係研究科を設置。
  - 5月 - 立命館大学国際平和ミュージアム開設。
  - アメリカ合衆国のアメリカン大学との間で「立命館大学・アメリカン大学・大学院共同学位プログラム」を開始。カナダのブリティッシュコロンビア大学に「立命館・UBCハウス」設立。
- 1993年（平成5年）
  - 4月 - 立命館大学けいはんなセンター開設（関西文化学術研究都市）。理工学部電子工学科を電気電子工学科と改称。
  - 11月 - 綜合情報センター設置。
- 1994年（平成6年）
  - 3月 - 校章とは別の全学園シンボルマークとして「Rits」を制定（2000年（平成12年）6月23日商標登録）。
  - 4月 - 滋賀県に「びわこ・くさつキャンパス」 (BKC) を設置し、理工学部を全面移転。理工学部に生物工学科、環境システム工学科、情報学科を設置。衣笠キャンパスに政策科学部を開設。
  - 南部陽一郎客員教授（2008年ノーベル物理学賞受賞）が南部陽一郎研究奨励金創設。
- 1995年（平成7年）
  - 6月 - 「立命館大阪オフィス」（2010年12月に閉鎖）を開設。
  - ヨーロッパ審議会寄託図書館を設置。
- 1996年（平成8年）4月 - I部・II部の区分を廃止し、昼間主コース・夜間主コースからなる「昼夜開講制」に移行。
- 1997年（平成9年）
  - 3月 - ハイテク・リサーチ・センター開設（BKC）。
  - 4月 - 大学院政策科学研究科を設置。
- 1998年（平成10年）4月 - 経済学部・経営学部をびわこ・くさつキャンパスに移転。文理総合インスティテュート開設。BKC担当副総長・副学長設置。
- 1999年（平成11年）
  - 1月 - 東京都中央区八重洲のビル内に「立命館東京キャンパス」を開設。
  - 3月 - アート・リサーチセンター設立。
  - 新昼夜開講制導入。
- 2000年（平成12年）
  - 2月 - びわこ・くさつキャンパスに「立命館大学ローム記念館」を設置。
  - 3月 - 『立命館百年史』刊行開始（2014年完結）。
  - 4月 - 産業社会学部が以学館（衣笠）に移転。国際インスティテュート開設。理工学部数学物理学科を数理科学科・物理科学科に改組。化学科・生物工学科をそれぞれ応用化学科・化学生物工学科に名称変更。人間科学研究所を設置。
  - 9月 - 国際関係学部が恒心館（衣笠）に移転。
- 2001年（平成13年）
  - 3月 - 創思館（衣笠）竣工。
  - 4月 - 文学部心理学科を設置。文学部哲学科に教育人間学専攻を設置。理工学部光工学科を電子光情報工学科に名称変更。産業社会学部に人間福祉学科を設置。大学院応用人間科学研究科を設置。大学院理工学研究科フロンティア理工学専攻を設置。びわこ・くさつキャンパスに「エポック立命21」（セミナーハウス）を設置。
  - 8月 - 衣笠キャンパス中央広場が緑地化される。
- 2002年（平成14年）
  - 4月 - 大学院経営学研究科にプロフェッショナルコースを設置。
  - 言語習得センター：Center for Language Acquisition (CLA) を設置。ランゲージセンター（衣笠）竣工。
- 2003年（平成15年）4月 - 大学院言語教育情報研究科、先端総合学術研究科を設置。
- 2004年（平成16年）
  - 3月 - 敬学館（衣笠）竣工。
  - 4月 - 理工学部情報学科が情報理工学部に昇格。大学院法務研究科（法科大学院）開設。文学部を人文学科と心理学科の2学科制に再編。理工学部に電子情報デザイン学科、マイクロ機械システム工学科、建築都市デザイン学科を増設。理工学部土木工学科を都市システム工学科に名称変更。
- 2005年（平成17年）
  - 4月 - テクノロジー・マネジメント研究科（MOT大学院）開設。びわこ・くさつキャンパスに「セントラルアーク」（学生交流施設）を設置。
  - 5月 - 「大学行政研究・研修センター」開設。
  - 6月 - 白川静記念東洋文字文化研究所開設。
- 2006年（平成18年）
  - 3月 - 歴史都市防災研究センター（衣笠）竣工。
  - 4月 - 大学院経営管理研究科を設置。経済学部に国際経済学科、経営学部に国際経営学科を設置。文学部の全学科を人文学科として統合。
  - 7月 - 「立命館憲章」制定。
  - 9月 - 朱雀キャンパス開設。新「中川会館」竣工（これに伴い衣笠キャンパスの旧「中川会館」を「至徳館」に名称変更）。
- 2007年（平成19年）
  - 3月 - 夜間主コースを廃止。
  - 4月 - 映像学部を設置。大学院公務研究科を設置。産業社会学部を現代社会学科に学科再編。既存の「立命館東京オフィス」とは別に、東京駅前のサピアタワー内に「立命館東京キャンパス」を開設。
  - 6月 - 入試情報等のサービス提供拠点「立命館プラザ」を福岡市、神戸市、名古屋市、札幌市に開設。
  - 8月 - BKCグリーンフィールド完成。
  - 10月 - 充光館（衣笠）竣工。校章およびシンボルマーク「Rits」とは別に、立命館憲章の理念を込めた全学園コミュニケーションマーク「R」を制定。
- 2008年（平成20年）
  - 3月 - 育友館（衣笠）竣工。
  - 4月 - 生命科学部・薬学部を設置。立命館グローバル・イノベーション研究機構 (GIRO) 開設。
- 2009年（平成21年）
  - 4月 - 文学部に京都学プログラム・言語コミュニケーションプログラムを開設、総合プログラムを募集停止。米国ワシントンD.C.に京都大学、慶應義塾大学、東京大学、早稲田大学とともに日米研究インスティテュート（米国NPO）を設立。新長期計画に向け学園ビジョン「R2020」を立ち上げる。
  - 10月 - 衣笠セミナーハウスが国際平和ミュージアムから西園寺記念館に移転。
  - 衣笠キャンパス至徳館内に「立命館プラザ京都」を開設。
- 2010年（平成22年）
  - 4月 - BKCにスポーツ健康科学部・大学院スポーツ健康科学研究科を開設。
  - 経済学部、経営学部、理工学部建築都市デザイン学科で文理総合インスティテュートが募集停止。
- 2011年（平成23年）
  - 1月 - 大阪市北区梅田に「立命館大阪（梅田）キャンパス」を開設。
  - 4月 - 国際関係学部に国際関係学専攻と全ての授業を英語で行うグローバル・スタディーズ専攻の2専攻を新設。大学院映像研究科設置。
  - びわこ・くさつキャンパス「キャンパスインフォメーション・キャノピー」内に「立命館プラザBKC」を開設。
  - 国際関係学部で国際インスティテュートが募集停止。
- 2012年（平成24年）
  - 1月10日 - 「立命館東京オフィス」を「立命館東京キャンパス」内に移転・統合。
  - 4月 - 大学院情報理工学研究科および大学院生命科学研究科を開設。文学部を8学域18専攻に再編。理工学部の電気電子情報工学科と電子光情報工学科を統合し「電気電子工学科」、電子情報デザイン学科を「電子情報工学科」、機械工学科とマイクロ機械システム工学科を統合して「機械工学科」にそれぞれ再編。
  - 理工学部数理科学科・環境システム学科で文理総合インスティテュートが募集停止。法学部、産業社会学部、政策科学部、文学部で国際インスティテュートが募集停止。
- 2013年（平成25年）
  - 4月 - 中国の大連理工大学と共同で国際情報ソフトウェア学部を開設。
  - 9月 - 政策科学部に全ての講義を英語で行う「Community and Regional Policy Studies専攻」設置。
  - 10月 - 衣笠キャンパス第一体育館を解体、跡地に新図書館「平井嘉一郎記念図書館」の建設を開始。
- 2014年（平成26年）4月 - 薬学研究科設置。文学研究科行動文化情報学専攻設置。
- 2015年（平成27年）4月 - 大阪府茨木市に「大阪いばらきキャンパス」(OIC) を設置。経営学部、政策科学部、経営学研究科、政策科学研究科、テクノロジーマネジメント研究科、経営管理研究科を全面移転。
- 2016年（平成28年）
  - 4月 - 文学部の東洋研究学域を東アジア研究学域に、中国文学専攻を中国文学・思想専攻に名称変更。大阪いばらきキャンパスに総合心理学部を開設（文学部心理学域を募集停止）。薬学部に4年制の創薬科学科を設置。
  - 9月 - BKCスポーツ健康コモンズ竣工。
- 2017年（平成29年）4月 - 教職研究科（教職大学院）設置。
- 2018年（平成30年）4月 - びわこ・くさつキャンパスに「食マネジメント学部」(College of Gastronomy Management) を開設。理工学部の都市システム工学科と環境システム工学科を統合し「環境都市工学科」を開設。衣笠キャンパスの国際関係学部に「アメリカン大学・立命館大学国際連携学科」を開設。
- 2019年（平成31年/令和元年）
  - 4月 - 大阪いばらきキャンパスにグローバル教養学部（GLA、オーストラリア国立大学と単位互換制）を開設[27]。
  - 9月 - 大阪いばらきキャンパスにグローバル教養学部を中心とした国内学生と国際学生の混住型国際寮機能を兼ね備えた国際交流拠点となる「立命館大学OIC分林保弘記念国際交流館」（仮称）が完成。
- 2021年（令和3年）4月 - びわこ・くさつキャンパス（滋賀県草津市）に「食マネジメント研究科」を新設[28]。
- 2022年（令和4年）7月 - 立命館衣笠球場跡が日本野球聖地・名所150選に選定される[29]。
- 2024年（令和6年）4月 - 大阪いばらきキャンパス新棟（H棟）竣工。映像学部・映像研究科と情報理工学部・情報理工学研究科が大阪いばらきキャンパスに移転[30][31]。

## 基礎データ

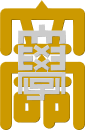
校章

### 所在地
- 立命館 朱雀キャンパス（京都府京都市中京区）
- 立命館大学 衣笠キャンパス【略称：KIC】（京都府京都市北区）
- 立命館大学 びわこ・くさつキャンパス【略称：BKC】（滋賀県草津市）
- 立命館大学 大阪いばらきキャンパス【略称：OIC】（大阪府茨木市）
- 立命館 東京キャンパス（東京都千代田区）
- 立命館 大阪梅田キャンパス（大阪府大阪市北区）

### 象徴
- スクールカラーは臙脂（えんじ）色である。
- 校章は金の「立命」の上に銀で「大学」としてあるもの。この校章のほかに、学校法人立命館としてのシンボルマーク「Rits」や、コミュニケーションマーク「R」がある。シンボルマーク制定以前には「立」の字からデザインしたマークが使用されていた[注 5]。

### 校歌
- 校歌[32]

1931年（昭和6年）制定。作詞は明本京静、作曲は近衛秀麿による。全2番構成だったが、内容が国家主義的と受け取れるものであった2番目の歌詞は、戦後歌うことが憚かられるようになった。また、1番の歌詞は「あかき血潮」が「若き血汐」、「天の明命」が「天の命名」と改変されたりしたが、1976年（昭和51年）に作詞当初の表記をもとに、一部を平仮名として統一した。
1990年（平成2年）5月25日、理事会は校歌の改廃について再検討を行い、戦後歌われなくなっていた2番を正式に廃止した。現在は、長く歌う必要がある時は、1番を2回繰り返して歌う。
現在、学校法人立命館傘下の諸学校ではこの校歌が共通の学園歌として歌われている。
校歌
あかき血潮　胸に満ちて
若人　真理（まこと）の泉を汲みつ
仰げば比叡　千古のみどり
伏す目に清しや　鴨の流れの
かがみもとうとし　天の明命
見よ　わが母校　立命　立命
廃止された2番の歌詞は次の通り
見よや緑 永久の映えは
あふぐもかしこき 平安の御所
よき師友どち 和みてここに
契ひて結べる 禁衛立命
躍進日本の輝きを得る
見よ　わが母校　立命　立命
- 応援歌[32]

白井道造作詞、高橋半作曲。「グレーター立命」の歌詞で知られる。
- 立命館大学エール[37]

尾崎久夫作詞、高橋半作曲。
- 学生歌[37]

岩崎紘久作詞、長谷川良夫作曲。
- 寮歌[32]

作詞・作曲者は不明。作成時期は1950年から1951年頃と考えられている。

### スローガン・タグライン
2007年にコミュニケーションマーク「R」が制定されたのと同時に、同学のスローガン・タグラインとして、「+R 未来を生み出す人になる。」が制定された。これに合わせて毎年、川口清史元総長と同学の卒業生が京都の名所旧跡で語り合う、という内容のイメージ広告が、首都圏・近畿圏の鉄道ターミナル駅や新聞に掲載された。
- 2007年・等持院  出演：金刃憲人、倉木麻衣、井上由美子（脚本家）
- 2008年・龍安寺  出演：古田敦也（1993年にも、同学のイメージキャラクターとして起用された）
- 2009年・二条城  出演：長谷川滋利、くるり（岸田繁・佐藤征史）

2013年1月からは、「Beyond Borders ～ 超えていけ。RITSUMEIKAN」として、同学の活動全般（教育活動、産学連携、社会貢献、体育会・文化会各部、サークル等）を紹介する内容のイメージ広告が展開されている。

### ランキング
2024年版の、QS世界大学ランキングでは、立命館大学は 631 - 640 位にランクインした。QS世界大学ランキングにランクインした、日本国内の私立大学で4位となる。また、2023年版のQSアジア大学ランキングでは、立命館大学は126位にランクインした。日本国内の私立大学で3位となる。2022年版のQSエンプロイアビリティランキングでは、立命館大学は 201-250 位にランクインしている。前述の3つのランキングで西日本（近畿、中国、四国、九州）の私立大学で、1位となっている。
2023年版のTHE世界大学ランキング日本版で、立命館大学は31位にランクインした。特に「産学連携収入」「国際性」といった項目で評価され、西日本（近畿、中国、四国、九州）の大学では11位、近畿の私立大学で1位となる。同年版のTHE世界大学ランキングでは、1201-1500位、THEアジア大学ランキングでは401-500位、THEインパクトランキングでは、201-300位にランクインしている。

## 組織及び研究

### 組織

#### 学部

##### 衣笠キャンパス
- 法学部
  - 法学科
    - 法政展開
      - 法政展開には6つの専門化プログラムが用意されている

    - 司法特修
    - 公務行政特修
- 産業社会学部
  - 現代社会学科
    - 現代社会専攻
    - メディア社会専攻
    - スポーツ社会専攻
    - 子ども社会専攻
    - 人間福祉専攻
- 国際関係学部
  - 国際関係学科
    - 国際関係学専攻
    - グローバル・スタディーズ専攻（英語を使用言語とする専攻）

  - アメリカン大学・立命館大学国際連携学科（アメリカン大学との共同設置学科）
- 文学部
  - 人文学科
    - 人間研究学域
      - 哲学・倫理学専攻
      - 教育人間学専攻

    - 日本文学研究学域
      - 日本文学専攻
      - 日本語情報学専攻

    - 日本史研究学域
      - 日本史学専攻
      - 考古学・文化遺産専攻

    - 東アジア研究学域
      - 中国文学・思想専攻
      - 東洋史学専攻
      - 現代東アジア言語・文化専攻

    - 国際文化学域
      - 英米文学専攻
      - ヨーロッパ・イスラーム史専攻
      - 文化芸術専攻

    - 地域研究学域
      - 地理学専攻
      - 地域観光学専攻

    - 国際コミュニケーション学域
      - 英語圏文化専攻
      - 国際英語専攻

    - 言語コミュニケーション学域
      - コミュニケーション表現専攻
      - 言語学・日本語教育専攻

##### びわこ・くさつキャンパス
- 経済学部
  - 経済学科
    - 経済専攻
    - 国際専攻
- 理工学部
  - 数理科学科
  - 物理科学科
  - 電気電子工学科
  - 電子情報工学科
  - 機械工学科
  - ロボティクス学科
  - 環境都市システム工学科
  - 建築都市デザイン学科
- 生命科学部
  - 応用化学科
  - 生物工学科
  - 生命情報学科
  - 生命医科学科
- 薬学部
  - 薬学科（6年制）
  - 創薬科学科（4年制）
- スポーツ健康科学部
  - スポーツ健康科学科
- 食マネジメント学部
  - 食マネジメント学科

##### 大阪いばらきキャンパス
- 経営学部
  - 経営学科
  - 国際経営学科
- 政策科学部
  - 政策科学科
    - 政策科学専攻
    - Community and Regional Policy Studies専攻（英語を使用言語とする専攻）

- 情報理工学部
  - 情報理工学科
    - システムアーキテクトコース
    - セキュリティ・ネットワークコース
    - 先端社会デザインコース
    - 実世界情報コース
    - 画像・音メディアコース
    - 知能情報コース
    - 情報システムグローバルコース（英語を使用言語とするコース）

- 映像学部
  - 映像学科

- 総合心理学部
  - 総合心理学科

- グローバル教養学部（オーストラリア国立大学との共同設置学部）
  - グローバル教養学科

#### II部（二部・夜間部）
現在は夜間のみで卒業する学生を対象とした学習環境は提供されていない。過去には法学部、文学部、経済学部、経営学部、理工学部、産業社会学部の各学部に、1995年までII部（二部・夜間部）が存在した。
立命館大学II部は他大学と異なり、入学試験の受験資格が本来の目的である勤労学生もしくは社会人に限定され、さらに、入学後のII部からI部へ移る制度も設けていなかった。その後1996年よりI部・II部の区分を廃止し、昼間主コース・夜間主コースからなる「昼夜開講制」に移行した。さらには1999年にBKCで先行開始された新昼夜開講制の導入により、実質的な昼夜コース枠組みの撤廃が行われた。
そして2007年1月には産業社会学部の夜間主コースで最終講義が行われ、立命館大学の源流である夜学が107年の歴史を閉じた。

#### インスティテュート
立命館大学は以前、「国際インスティテュート」（2000年度に設置）と「文理総合インスティテュート」（1998年度に設置）を設けて学部横断的な教育を展開していた。専門性の習得や入試募集の単位の細分化など、改善すべき課題が生じてきたとして、現在は全て募集を停止している。ここでは学生の学籍は所属する学部学科にあるが、実際には卒業の基準や必修も全てインスティテュートの枠組みの中で行われることになる。こうした制度のため、卒業した学生の肩書きは「○○学部○○学科○○インスティテュート卒業」となる。インスティテュート所属生の選抜は入学試験で行われた。また、文学部も1996年度に文学部の学生向けに「人文総合科学インスティテュート」を設置していたものの、2002年度に従来の人文総合科学インスティテュートを学際プログラムと改称した上で、総合プログラムと国際プログラムを新設。この3プログラムを新たな人文総合科学インスティテュートとして再編した。2009年度には、総合プログラムを京都学プログラムと言語コミュニケーションプログラムの2プログラムへと再編したが、2012年度の「学域・専攻制度」の導入に伴い廃止となった。
- 国際インスティテュート
  - 国際法務プログラム（法学部の学生が対象）
  - 国際公共プログラム（国際関係学部、政策科学部の学生が対象）
  - 国際社会プログラム（産業社会学部、文学部の学生が対象）
  - 国際福祉プログラム（産業社会学部の学生が対象）
    - 国際関係学部は2011年度から、法学部、産業社会学部、政策科学部、文学部は2012年から募集停止
- 文理総合インスティテュート
  - ファイナンス・情報・インスティテュート（経済学部、経営学部、理工学部数理科学科の学生が対象）
  - 環境・デザイン・インスティテュート（経済学部、経営学部、理工学部建築都市デザイン学科、理工学部環境システム学科の学生が対象）
  - サービス・マネジメント・インスティテュート（経済学部、経営学部の学生が対象）
    - 経済学部、経営学部、理工学部建築都市デザイン学科は2010年度から、理工学部数理科学科、理工学部環境システム学科は2012年度から募集停止
- 人文総合科学インスティテュート
  - 京都学プログラム
  - 言語コミュニケーションプログラム
  - 国際プログラム
  - 学際プログラム
    - 言語文化領域
    - 芸術表象領域
    - 歴史人類領域

#### 研究科

##### 衣笠キャンパス
- 法学研究科（博士前期課程・博士後期課程）
  - 法学専攻
    - 研究コース（前期課程・後期課程）
    - リーガル・スペシャリスト・コース（前期課程）
    - 法政リサーチ・コース（前期課程）
- 社会学研究科（博士前期課程・博士後期課程）
  - 応用社会学専攻
- 国際関係研究科（博士前期課程・博士後期課程）
  - 国際関係学専攻
- 文学研究科（博士前期課程・博士後期課程）
  - 人文学専攻
    - 哲学専修
    - 教育人間学専修
    - 日本文学専修
    - 中国文学・思想専修
    - 英米文学専修
    - 日本史学専修
    - 東洋史学専修
    - 西洋史学専修
    - 現代東アジア言語・文化学専修
    - 英語圏文化専修
    - 文化動態学専修

  - 行動文化情報学専攻
    - 心理学専修
    - 地理学専修
    - 文化情報学専修
    - 考古学・文化遺産専修
- 言語教育情報研究科（修士課程）
  - 言語教育情報専攻
    - 言語教育学コース
    - 言語情報コミュニケーションコース
- 先端総合学術研究科（一貫制博士課程）
  - 先端総合学術専攻
    - 公共領域
    - 生命領域
    - 共生領域
    - 表象領域

##### びわこ・くさつキャンパス
- 経済学研究科（博士前期課程・博士後期課程）
  - 経済学専攻
- 理工学研究科（博士前期課程・博士後期課程）
  - 基礎理工学専攻
    - 数理科学コース（前期課程・後期課程）
    - 物理科学コース（前期課程・後期課程）

  - 電子システム専攻
    - 電子システムコース（前期課程）
    - コース制なし（後期課程）

  - 機械システム専攻
    - 機械工学コース（前期課程）
    - ロボティクスコース（前期課程）
    - マイクロ機械コース（前期課程）
    - コース制なし（後期課程）

  - 環境都市専攻
    - 歴史都市防災コース（前期課程）
    - 環境社会工学コース（前期課程）
    - 建築都市デザインコース（前期課程）
    - コース制なし（後期課程）
- 生命科学研究科（博士前期課程・博士後期課程）
  - 生命科学専攻
    - 応用化学コース（前期課程）
    - 生物工学コース（前期課程）
    - 生命情報学コース（前期課程）
    - 生命医科学コース（前期課程）
- スポーツ健康科学研究科（博士前期課程・博士後期課程）
  - スポーツ健康科学専攻
- 薬学研究科（4年制博士課程）
  - 薬学専攻

##### 大阪いばらきキャンパス
- 経営学研究科（博士前期課程・博士後期課程）
  - 企業経営専攻
- 政策科学研究科（博士前期課程・博士後期課程）
  - 政策科学専攻
    - 公共政策クラスター
    - 環境開発クラスター
    - 社会マネジメントクラスター
- 情報理工学研究科（博士前期課程・博士後期課程）
  - 情報理工学専攻
- 映像研究科（修士課程）
  - 映像専攻
- テクノロジー・マネジメント研究科（博士前期課程・博士後期課程）
  - テクノロジー・マネジメント専攻
- 人間科学研究科（博士前期課程・博士後期課程）
  - 人間科学専攻
    - 心理学領域
    - 臨床心理学領域
    - 対人援助領域
- 経営管理研究科（専門職学位課程）
  - 経営管理専攻
    - 企業経営コース
    - 企業会計コース

##### 朱雀キャンパス
- 法務研究科（専門職学位課程）
  - 法曹養成専攻
- 教職研究科（専門職学位課程）
  - 実践教育専攻

#### 附属機関
- 衣笠総合研究機構
  - 人文科学研究所
  - 国際地域研究所
  - 国際言語文化研究所
  - 人間科学研究所
  - アート・リサーチセンター
  - 歴史都市防災研究所
  - 地域情報研究センター
  - 白川静記念東洋文字文化研究所
  - コリア研究センター
  - 中東・イスラーム研究センター
  - 金融・法・税務研究センター
  - 生存学研究センター
  - 間文化現象学研究センター
  - ゲーム研究センター
  - 立命館サステイナビリティ学研究センター
  - 環太平洋文明研究センター
- BKC社系研究機構
  - 社会システム研究所
  - 研究センター群
    - イノベーション・マネジメント研究センター
    - ファイナンス研究センター
    - 医療経営研究センター
    - デザイン科学研究センター
- 総合理工学研究機構
  - 理工学研究所
  - 研究センター群
    - 先端マイクロ・ナノシステム技術研究センター
    - スポーツ健康科学研究センター
    - 先端ロボティクス研究センター
    - 先端材料技術研究センター
    - 糖鎖工学研究センター
    - 技術経営戦略研究センター
    - エコ・テクノロジー研究センター
    - バイオシミュレーション研究センター
    - 防災フロンティア研究センター
    - バイオメディカルデバイス研究センター
    - 琵琶湖Σ研究センター
    - 創薬科学研究センター
    - ソフト・ハード融合機能材料研究センター

  - SRセンター
  - VLSIセンター
- 立命館グローバル・イノベーション研究機構
- 言語教育推進機構
  - 言語教育センター
  - 言語習得センター
- 教職教育推進機構
  - 教職教育総合センター
  - 教職支援センター
- 教育開発推進機構
  - 教育開発支援センター
  - 接続教育支援センター
- 共通教育推進機構
  - 教養教育センター
  - キャリア教育センター
  - サービスラーニングセンター
- 高大連携推進室
- 国際教育推進機構
  - 国際教育センター（衣笠）
  - 国際教育センター (BKC)
  - 日本語教育センター
  - 立命館孔子学院
- 産学官連携戦略本部
- 立命館保健センター
- 国際平和ミュージアム
- 大学評価室
- 大学行政研究・研修センター
- 心理教育・相談センター
- エクステンションセンター

#### 附属図書館

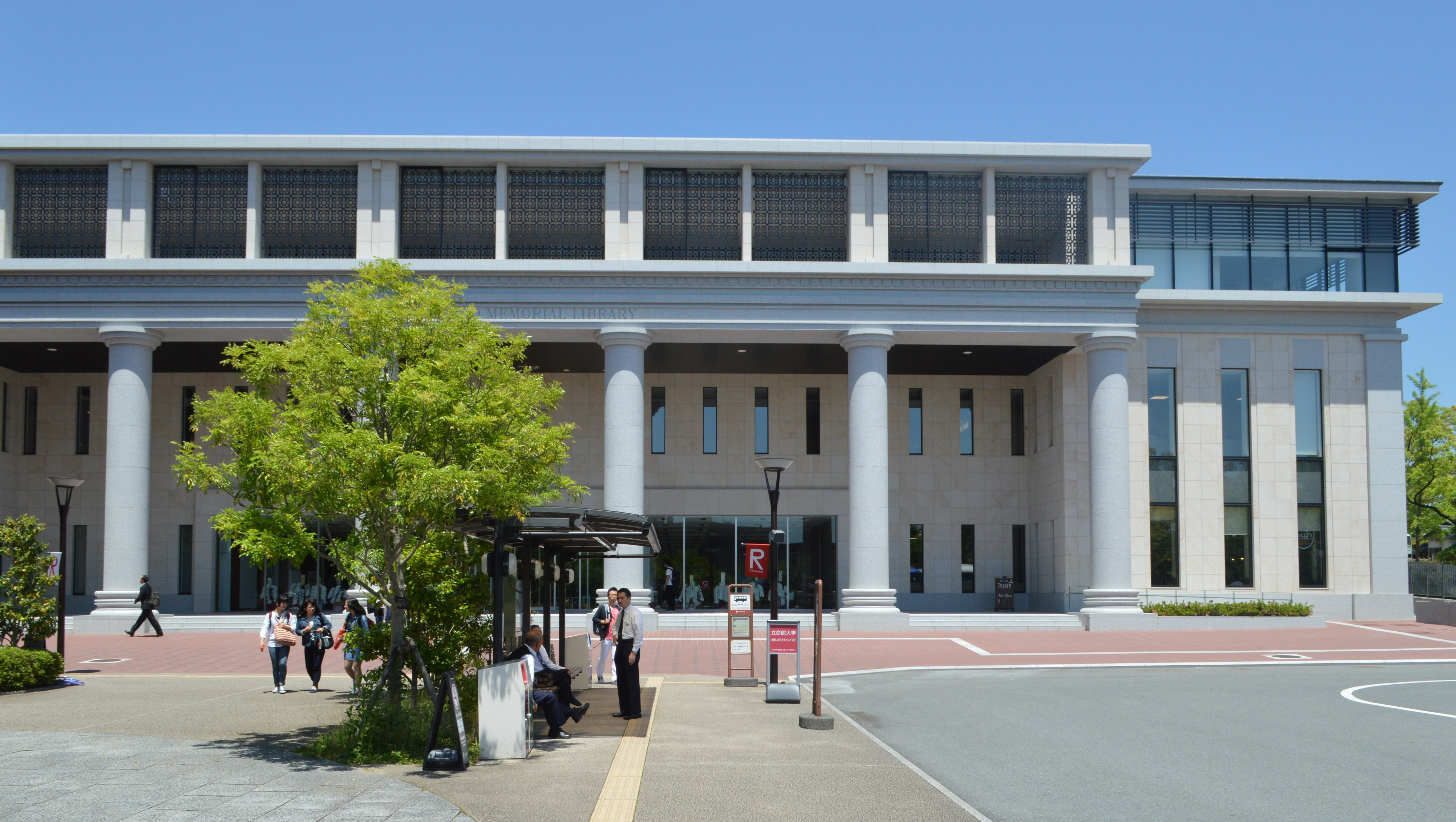
平井嘉一郎記念図書館（衣笠キャンパス）

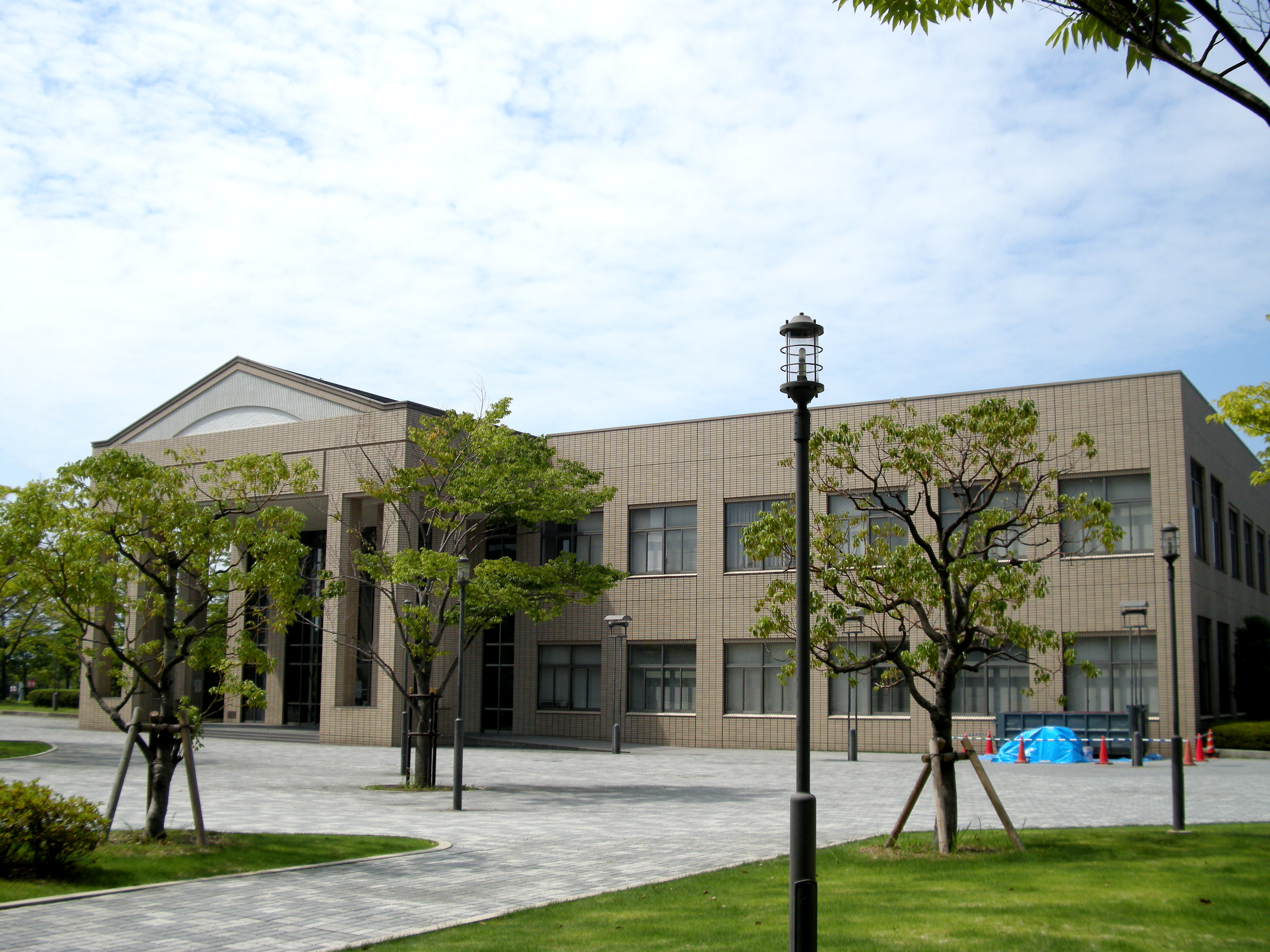
BKCメディアセンター
理工、情報理工学部、生命科学部、薬学部関連の図書を所蔵する図書館（びわこ・くさつキャンパス）

立命館大学蔵書数（附属研究機関含む／2018年度時点）は、3,285,840冊（和漢書2,300,312冊、洋書985,528冊）。APUライブラリー（立命館アジア太平洋大学）蔵書数は含まない。衣笠図書館は旧第一体育館跡に2016年春に新築移転した。建築費用の大部分が、大学OBで元ニチコン会長の平井嘉一郎の遺産の寄付に賄われたことに因み平井嘉一郎記念図書館と命名された。
- 衣笠キャンパス
  - 平井嘉一郎記念図書館
  - 修学館リサーチライブラリー
  - 人文系文献資料室
- びわこ・くさつキャンパス (BKC)
  - メディアセンター
  - メディアライブラリー
- 大阪いばらきキャンパス (OIC)
  - OICライブラリー
- 朱雀キャンパス
  - 朱雀リサーチライブラリー

#### 博物館
- 立命館大学末川記念会館
- 立命館大学国際平和ミュージアム

#### 西園寺文庫
西園寺文庫は、図書館内にある文庫。西園寺家伝来の貴重な資料のほか、西園寺公望自身が収集した資料を含む。総冊数13,072。
西園寺文庫の資料は、西園寺が生前4回にわたって立命館大学に寄贈した資料を中心に構成されており、その前身は1938年同校に設置された「西園寺公文庫」である。一回目の寄贈は1925年5月に行われたが、これは立命館大学（旧制）が大学昇格条件を満たすために整備した立命館文庫に対して記念寄贈されたもので、英仏書187冊であった。その後、1930年10月16日に和漢書約300冊、1938年6月には西園寺家伝来の和綴本739部881冊の寄贈がなされた。この和綴書には、宮中儀式、有職故実関係、改元記録、和歌関係などの貴重文書が含まれている。そして最後、すなわち四回目の寄贈は1940年（昭和15年）5月に行われている。この最後の寄贈資料は和漢書6,671冊にもおよび、西園寺公が特に愛読していたと思われるものが大量に含まれているのが特徴とされる。

### 研究

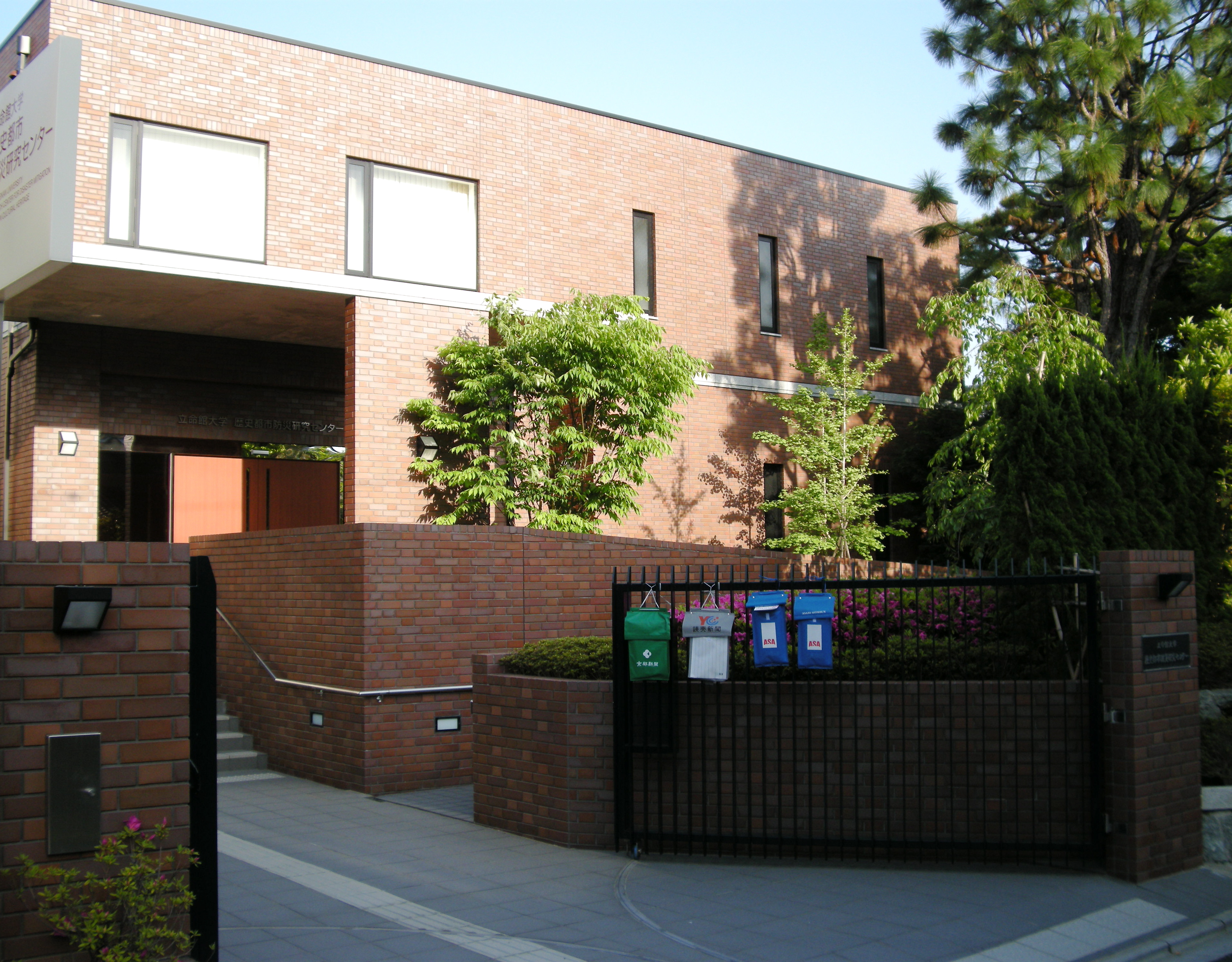
「歴史都市防災研究センター」（京都市北区 衣笠キャンパス）
21世紀COEプログラム「文化遺産を核とした歴史都市の防災研究拠点」

#### 21世紀COEプログラム
21世紀COEプログラムとして、4件のプロジェクトが採択されている。
- 2002年
  - 人文科学分野
    - 京都アート・エンタテインメント創成研究

  - 生命科学分野
    - 放射光生命科学研究

  - 情報、電気、電子分野
    - マイクロ・ナノサイエンス・集積化システム
- 2003年
  - 機械、土木、建築、その他工学分野
    - 文化遺産を核とした歴史都市の防災研究拠点

#### グローバルCOEプログラム

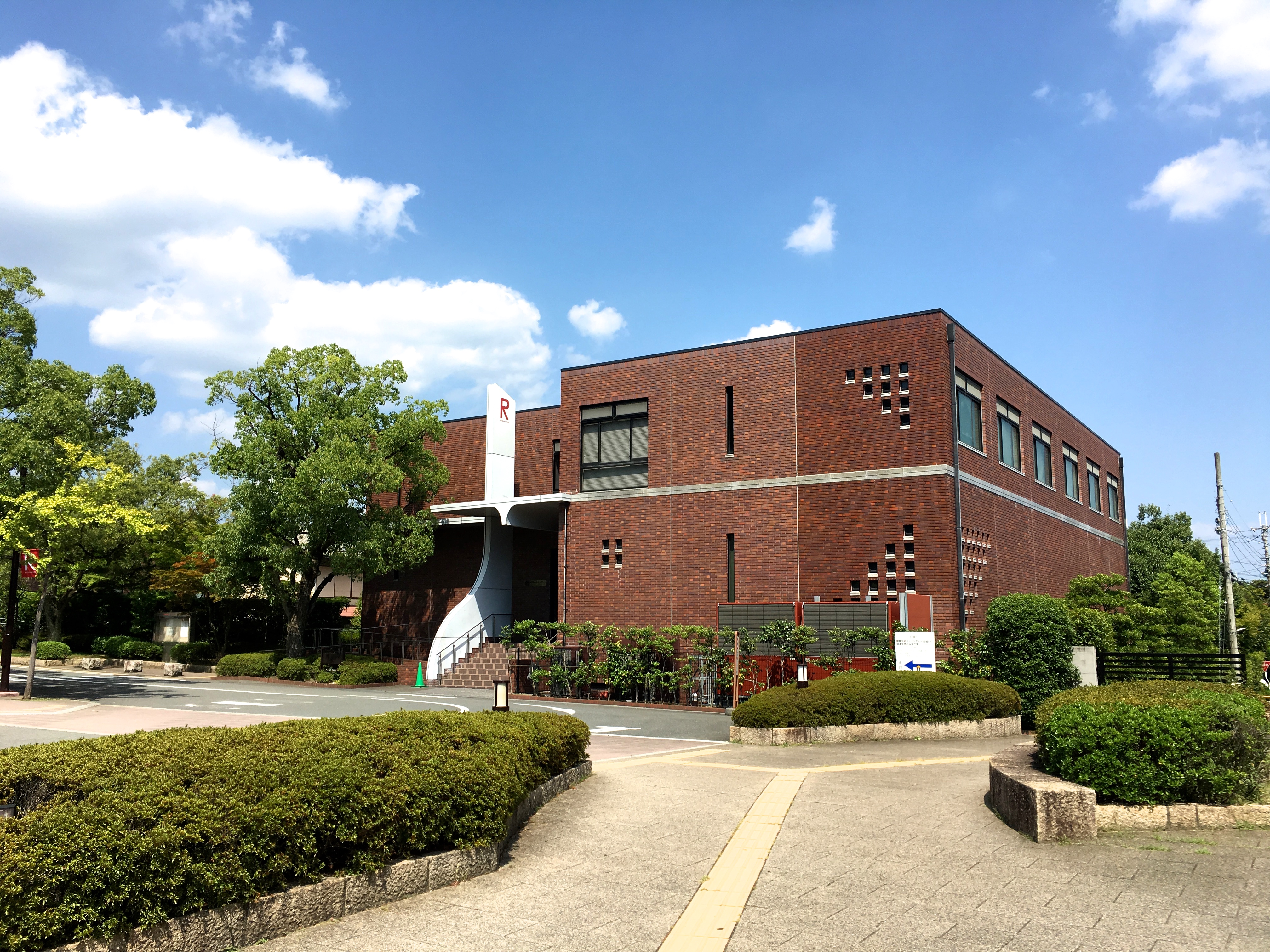
立命館大学アート・リサーチセンター（衣笠キャンパス）
21世紀COEプログラム「京都アート・エンタテイメント創成研究」拠点、グローバル COEプログラム「日本文化デジタル・ヒューマニティーズ拠点

グローバルCOEプログラムとして、3件のプロジェクトが採択されている。
- 2007年
  - 人文科学分野
    - 日本文化デジタル・ヒューマニティーズ拠点

  - 学際・複合・新領域分野
    - 「生存学」創成拠点
- 2008年
  - 機械、土木、建築、その他工学分野
    - 歴史都市を守る「文化遺産防災学」推進拠点

### 教育

#### 採択されたプログラム
- 魅力ある大学院教育イニシアティブ
  - 国際通用性を高めた言語教育専門家の養成
  - 国際力を備えた技術系大学院生の育成
  - ローカル・ガバナンスの政策実践研究
  - プロジェクトを基礎とした人社系研究者養成
- 法科大学院等専門職大学院形成支援プログラム
  - 国際貢献型＜地球市民法曹＞養成プログラム
- 大学・大学院における教員養成推進プログラム
  - 学校教育臨床研修プログラムによる教員養成
- 派遣型高度人材育成協同プラン
  - 文理連携型コーオプ教育
- 現代的教育ニーズ取組支援プログラム
  - 映像文化の創造を担う実践的教育プログラム
  - 琵琶湖で学ぶMOTTAINAI共生学
  - 人文学的知の地域還元で変わる歴史都市京都
  - IT人材育成のための実践的キャリア教育
  - グローバル人材養成のためのキャリア教育
  - 地域活性化ボランティア教育の深化と発展
  - 産学協同アントレプレナー教育プログラム
  - Japan and World Perspectives Program 仕事で英語が使える日本人の育成
- 大学教育の国際化推進プログラム
  - 大学院留学生の入学前教育プログラムの開発
  - 海外先進教育研究実践支援プログラム
- 特色ある大学教育支援プログラム
  - 産官学地域連携による人材育成プログラム―京都地域におけるインターンシップの展開―
  - ツイニングによる国際化への積極的取組

#### 立命館土曜講座
立命館土曜講座は、大学の社会的開放および生涯教育への対応として実施している無料公開講座。当時の学長であった末川が提唱して開講されたもので、第一回目の講座は1946年3月31日に実施された。また、これに関連して、1962年から1965年にかけて、読売テレビと共同して『テレビ大学講座』を制作していた。現在は、衣笠キャンパスで実施している土曜講座のほかに、びわこ・くさつキャンパスで『立命館びわこ講座』、学校法人立命館の学校や事務所なども使用して公開講座が開催されている。

#### 留学
海外留学に関する教育プログラムが用意されている。詳細については他大学との協定に関する説明を多数含むため、留学協定を参照。

#### 情報処理技術者試験
情報理工学部では国家資格の情報処理技術者試験の合格に力を入れている。また、基本情報技術者試験（FE）の午前の部の免除制度の認定校にもなっている。

## 学生生活（課外活動・自治活動など）

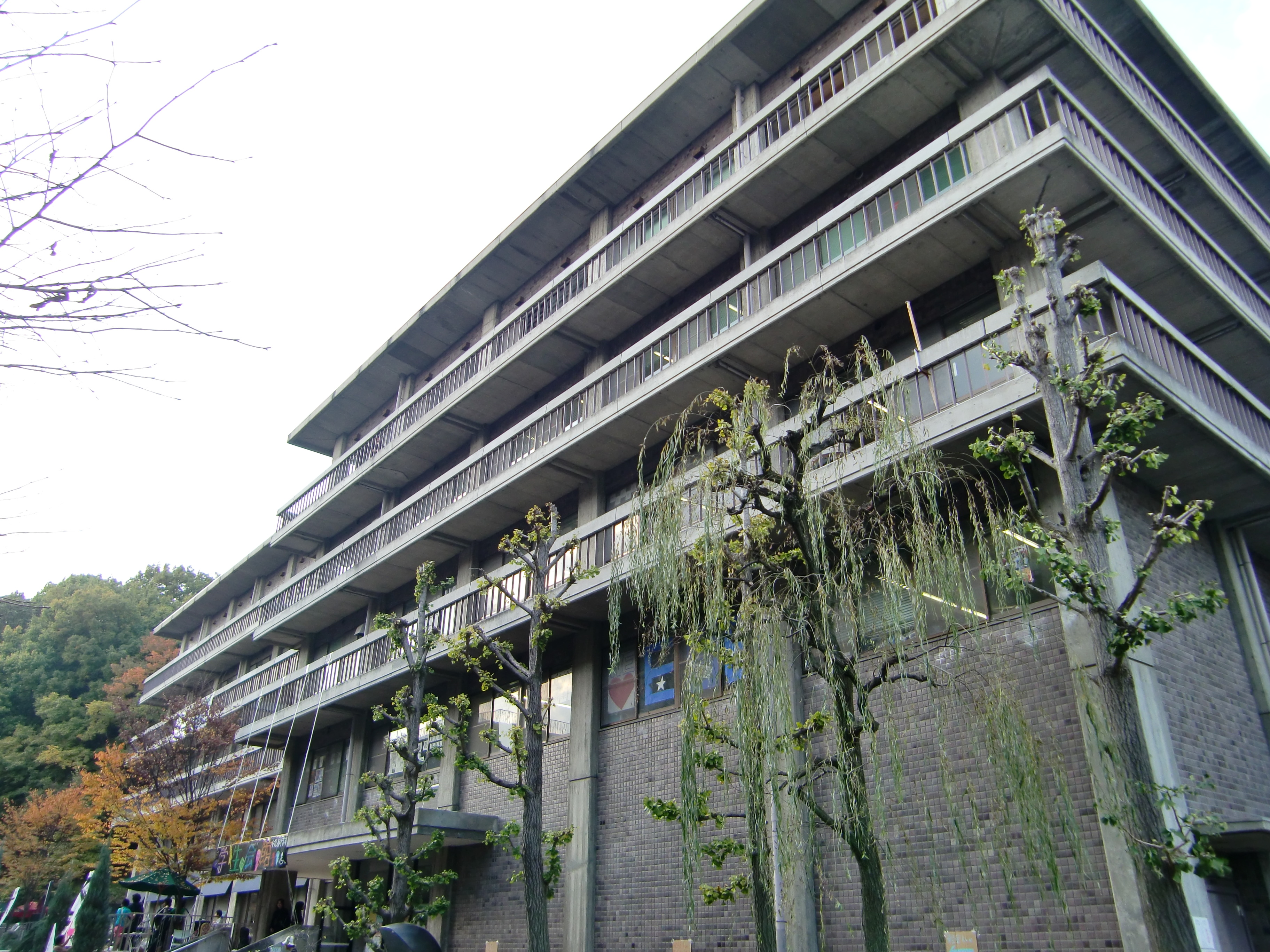
学生会館（衣笠キャンパス）

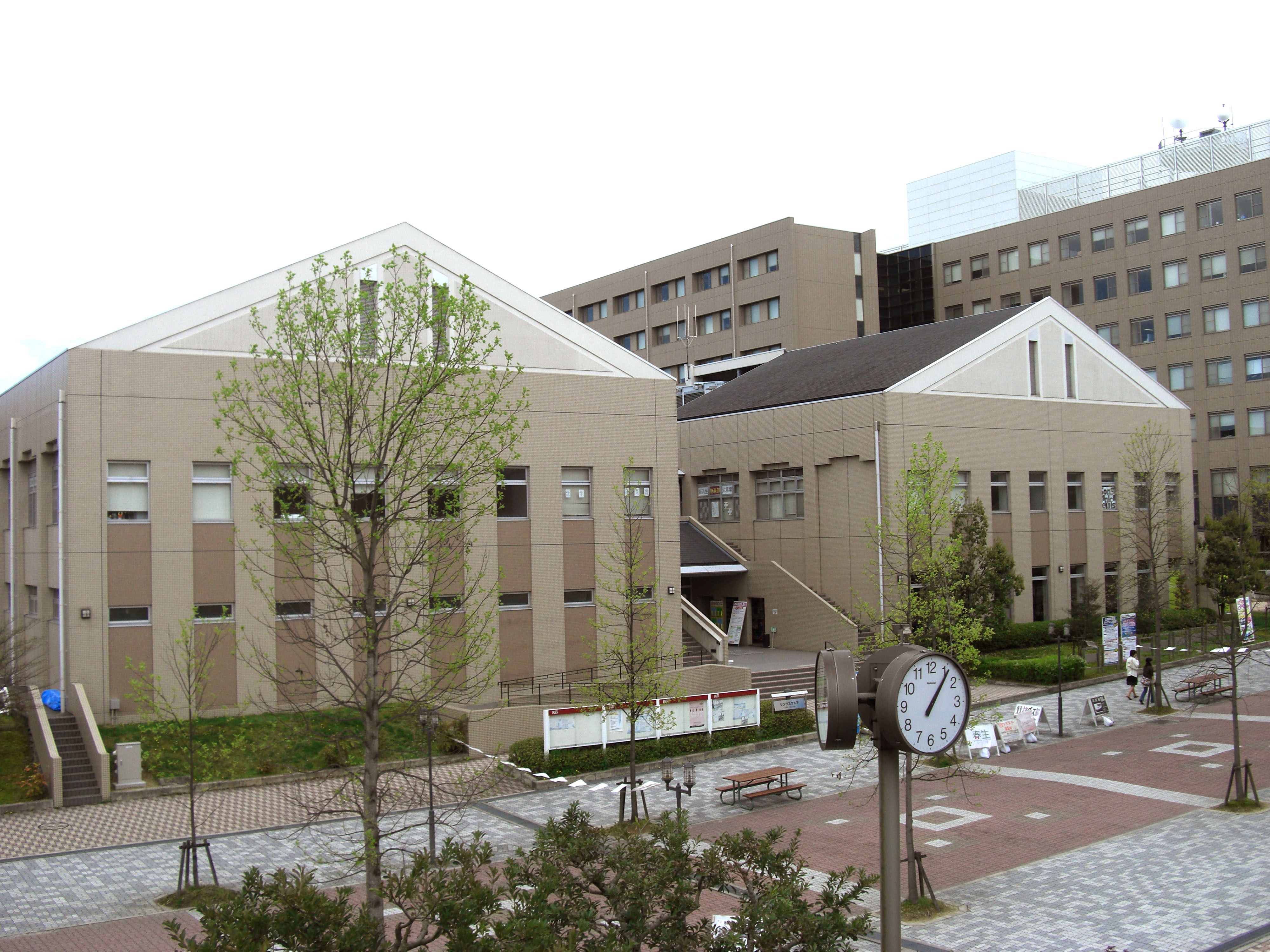
リンクスクエア (BKC)

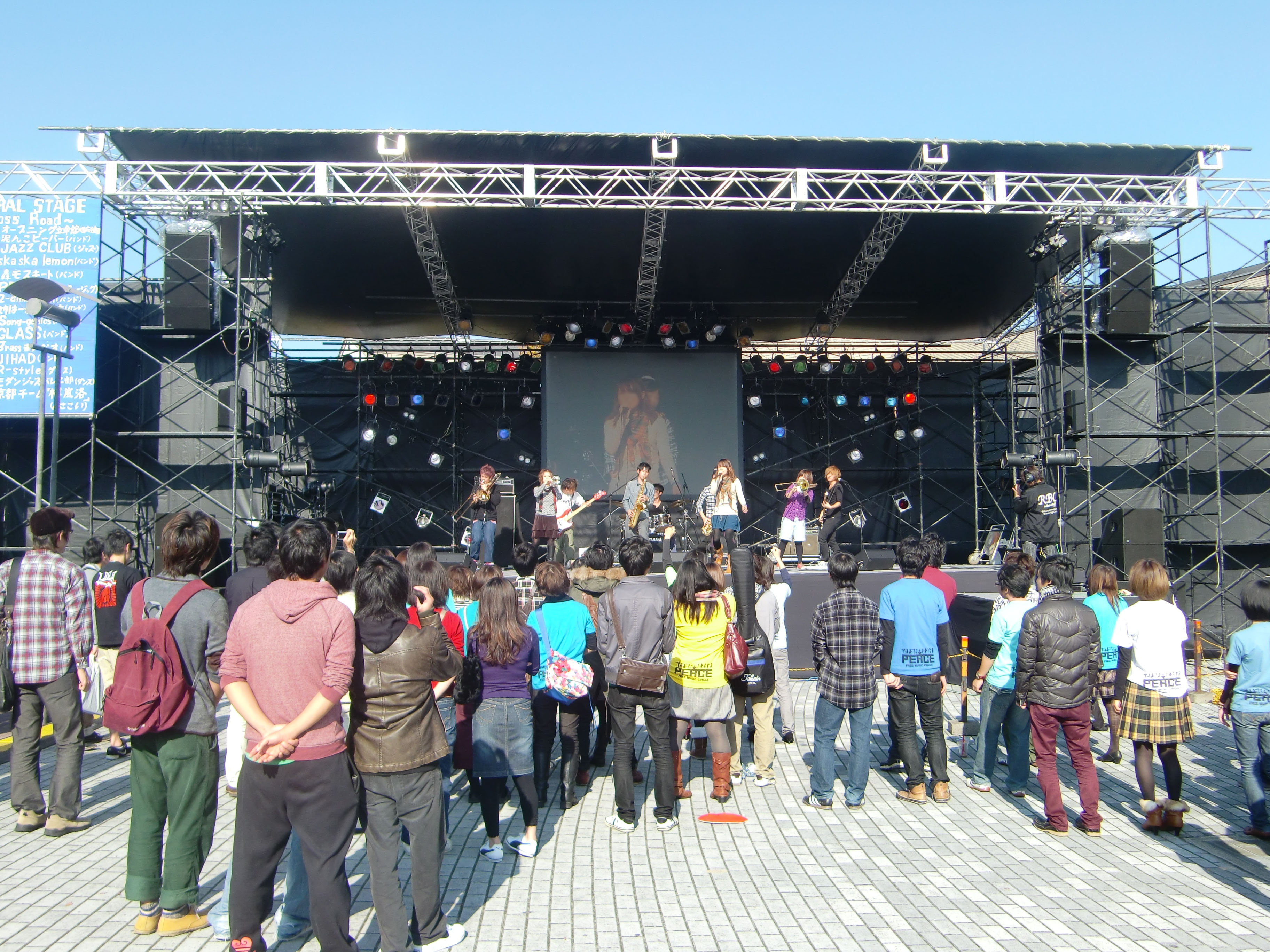
立命館大学学園祭セントラルステージ（びわこ・くさつキャンパス）

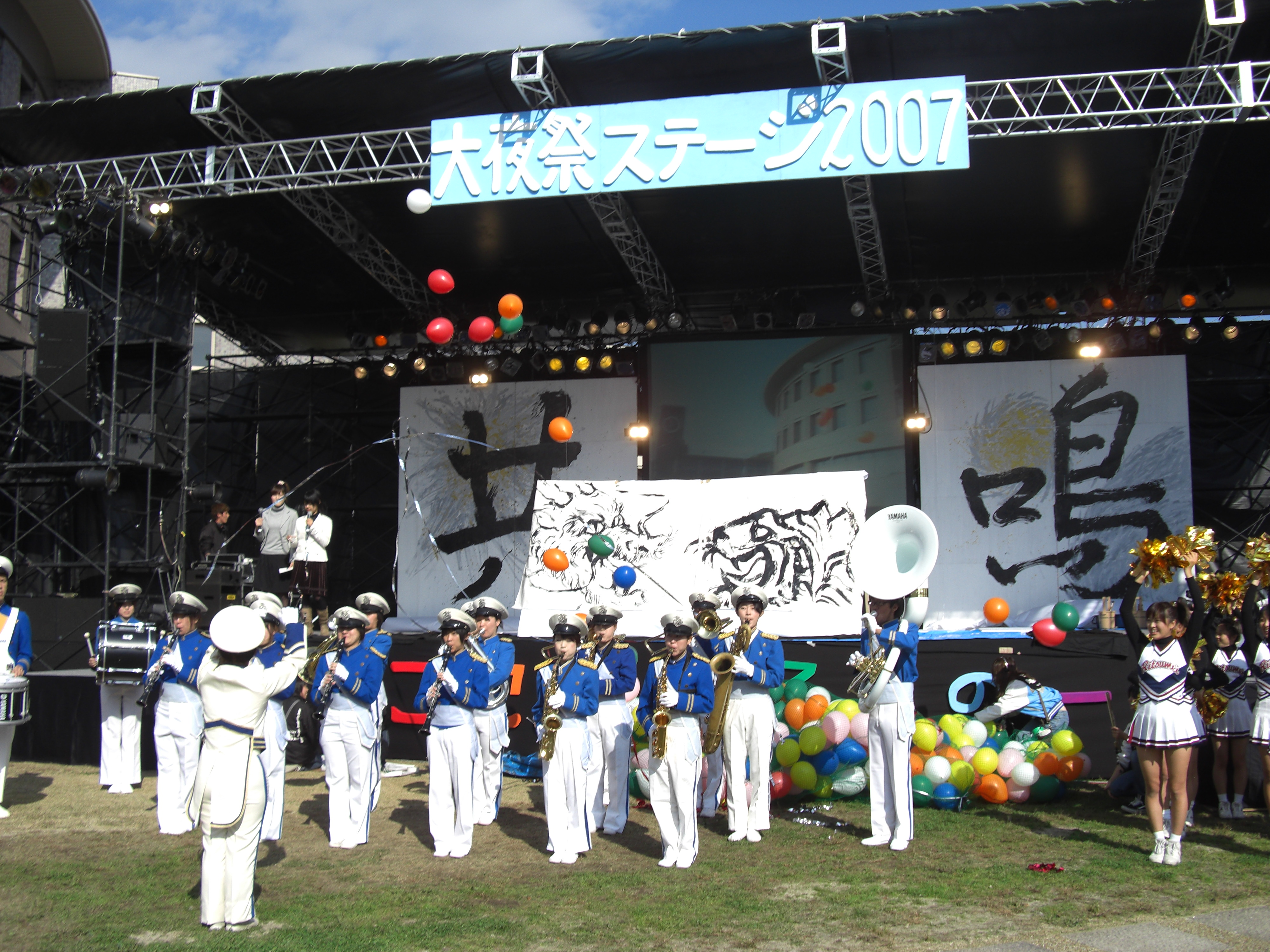
立命館大学学園祭大夜祭ステージ（衣笠キャンパス）

### 立命館大学学友会
立命館大学には、新歓運動や学園祭などの全学行事の他、新入生支援等の互助活動や大学との綿密な協力体制を前提とした学園共創活動といった自治活動などを統括する組織「立命館大学学友会」がある。
全員加盟制をとっており、学生は学友会に加盟することで立命館大学の掲げる「全構成員自治」の一員となり、その代表は「全学協議会」などで教学やキャンパス高度化、学生生活、学費、学園の事業など大学の運営に関する議論に参加している。
同組織は中央委員会を基幹の会議体と位置づける。同会を形成する組織には様々ある。まず同会の基幹パートとして、中央常任委員会、学園振興委員会、全学自治会、中央事業団体の機関が置かれている。中央事業団体は応援団(チアリーダー部・吹奏楽部を内包する)、学術本部、学芸総部本部、体育会本部、新聞社、放送局（RBC）の四部から成る。
学術本部・学芸総部本部・体育会本部は、管轄下に置かれる学友会所属団体（公認団体、同好会、任意団体）を統括する。
また中央常任委員会の事務を担う組織として、中央事務局（財務部、特別事業部、調査企画部を内包する）が置かれている。
財務部は学友会全体の財務処理を担い、特別事業部は新歓期および学祭期の全学行事の事務・実務を担う。
調査企画部は同会の官報の発信、学友会所属団体の管理・支援を行う。学友会所属団体には団体区分があり、各上から順番に中央パート、公認団体、同好会、任意団体、登録団体とあり、それぞれ学内で行使できる権利に差異がある。このうち調査企画部は、登録団体を統括する。
次に全学自治会の管轄下に各学部自治会が置かれる。各学部自治会は、各学部単位における学園共創活動を主眼とする。
このような課外活動の主な拠点は、学生会館（衣笠）およびセントラルアーク (BKC)、リンクスクエア (BKC)、スチューデントラウンジ (OIC) となる。また、体育会所属団体は各部の練習グラウンドにあるクラブハウスが活動の中心となる。

### 学園祭
立命館大学学友会の1パートである学友会学園祭実行委員会の主催による「立命館大学学園祭」が例年11月から12月にかけて行われている。従来はびわこ・くさつキャンパス (BKC) で2日間、衣笠キャンパスで2日間の計4日間開催されていた。3キャンパスとなった2015年は各キャンパスで1日ずつの計3日間となり、1週間ごとの日曜日に開催された。しかし、3キャンパスを移動しながら展示会場などを設置することには無理があったこともあり、2016年度は開催日程の発表が極めて遅れた上、びわこ・くさつキャンパスの1キャンパスのみで1日だけの開催となった。2017年度以降は、新型コロナウイルス感染症の影響で中止された2020年度を除き、11〜12月にかけて2週間ごとの日曜日に、各キャンパスで1日ずつの計3日間開催で落ち着いている。
4日間開催時の来場者数は、延べ約10万人と公表されている。
学生文化の集大成を発表する場として、各課外活動団体やサークルによる団体企画や中央事務局特別事業部や学園祭実行委員会による企画（模擬店・フリーマーケット企画、ステージ企画など）などが催される。

#### 学園祭運営体制
学園祭の運営は立命館大学学友会学園祭実行委員会によって行われる。
学園祭実行委員会は、中央常任委員会の責任の下、中央委員会から予算の決定を含めた全ての権限を移譲される。具体的な企画・立案は、中央事務局特別事業部をはじめとした関係各所が担い、実行委員会でその企画意図や立案趣旨、予算などの審議が行われる。学園祭の方針・戦略に相応しい企画であるか、学友会費を支弁するに相応しいかなどの視点から幾度も審議が重ねられ、最終的に実施の可否について参加委員の多数決にて結論を出す。企画が実行委員会により承認を得られれば、中央事務局特別事業部をはじめとした関係各所は関係業者との契約や発注、参画団体の募集などを含めたすべての学園祭事務・実務を行っていく。
実行委員会は、学園祭実行委員長、学園祭実行委員会事業統括官、学園祭実行委員会財務統括官、衣笠祭典委員長、BKC祭典委員長、OIC祭典委員長などの役員により構成されている。実行委員長は年度により異なる。また形式上、実行委員会の委員には大学教職員からの委員は入っておらず、大学職員と緊密に連携を取りつつも、学生による自治・創造性に任された運営が行われている。
実行委員会の実務を担う組織として中央事務局特別事業部が存在するが、その内部には衣笠支部（さいぢ）、OIC支部（ふぇすじ）およびBKC支部（いべぢ）が設けられている。

### 新歓運動
立命館大学学友会新歓実行委員会の主催による「ウェルカムフェスティバル」が、例年4月上旬に3キャンパス(衣笠・BKC・OIC)同時に2日間開催される。新入生を歓迎し、学生文化のさらなる発展を目的として中央事務局特別事業部・新歓実行委員会による企画(各課外自主活動団体が参画するサークルブース企画・ステージ企画など)など、様々な催しが行われる。
なお、学園祭と同様に新歓運動もまた形式上、実行委員会の委員には大学教職員からの委員は入っておらず、大学職員と緊密に連携を取りつつも、学生による自治・創造性に任された運営が行われている。

### 部活動

#### スポーツ
大学創立当初より、文武両道の精神からスポーツには力を入れていた。衣笠キャンパスの産業社会学部に「スポーツ学科（スポーツ社会）」が設けられた後、2010年には、びわこ・くさつキャンパスに「スポーツ健康科学部」が設けられたことにより、運動に長けた選手が入学し、アメリカンフットボールや女子駅伝等、大学挙げての強化が成功し各部で実績を上げている。
- 立命館大学硬式野球部は、関西学生野球連盟に加盟している。
- アメリカンフットボール部（立命館大学パンサーズ）は、甲子園ボウルやライスボウルなどで複数回の優勝経験を有する強豪である。
- 立命館大学体育会サッカー部は、関西学生サッカーリーグに所属する。
- 立命館大学ラグビー部は、関西大学ラグビーフットボールリーグに所属する。
- 立命館大学体育会男子バスケットボール部は、関西学生バスケットボール連盟に所属する。
- 立命館大学女子陸上競技部は、長距離部門が全大学で最多となる計23回の全国学生タイトル（全日本大学女子駅伝11回・全日本大学女子選抜駅伝12回）を獲得した強豪である。2024年の全日本大学女子駅伝では9年ぶり11度目の優勝を遂げた[56]。また短距離部門が、同24年の日本インカレ及び日本選手権の女子4×400ｍリレーで園田学園女子大や中央大などを振り切りそれぞれ2年ぶりの優勝を飾った[57]。
- 立命館大学体育会ソフトテニス部は、2018年8月に行われた第60回全日本学生ソフトテニスシングルス選手権大会（インカレ）女子シングルスでスポーツ健康科学部2回生の梶尾明日香が立命館大学では初となる優勝を果たした。京都市より「京都市スポーツ大賞」に選ばれ、その功績を称えられた[58]。
- 立命館大学のライバルである同志社大学との立同戦は、各スポーツ部で実施されている。

#### 文化系
立命館大学では文化系のクラブ活動も盛んである。以下に特筆される文化系の部活動の活動実績を記す。
- 1939年に初号が発行された学生新聞『立命館』を源流とし、2019年に創刊80周年となった立命館大学新聞社は、上述した学友会の中央事業団体に所属する立命館大学最大の学生メディア団体である。紙媒体の新聞を季節毎に発行するほか、ウェブサイトでニュース配信を積極的に行っており、学生運営でありながら、立命館大学から独立した報道機関として、マスメディアの役割を担っている。
- 1982年に設立した立命館大学クイズソサエティーでは、現役生やOB・OGを問わず、同会出身の解答者がテレビのクイズ番組で優秀な成績を残す者も多く存在するなど、極めてレベルの高いクイズクラブであり、私立大学の中ではトップ級のクイズ研究会である。
  - また、1989年より年に1回、概ね毎年秋に、立命館大学クイズソサエティーの最大のライバルで、また国立大学のクイズ研究会ではトップ級である、名古屋大学のクイズクラブである名古屋大学クイズ研究会との対抗戦「名立戦」[注 6]が、国立大学と私立大学との壁を超えて開催されている[59]。
- 立命館大学将棋研究会も、近年、学生将棋でトップクラスの成績を収めており、多くのアマチュア将棋強豪を輩出している。

## 大学関係者と組織

### 大学関係者組織
- 立命館大学の同窓会は「立命館大学校友会」と称し、立命館大学を卒業した者により構成される。
- 立命館大学には生活協同組合があり、「立命館生活協同組合」と称する。
- 立命館大学には保護者組織があり、「立命館大学父母教育後援会」と称する。
- 立命館大学には全学部生(大学院生除く)が所属する学生自治組織があり、「立命館大学学友会」と称する。その規模は全国で最大級である。

## 施設

### キャンパス

#### 衣笠キャンパス

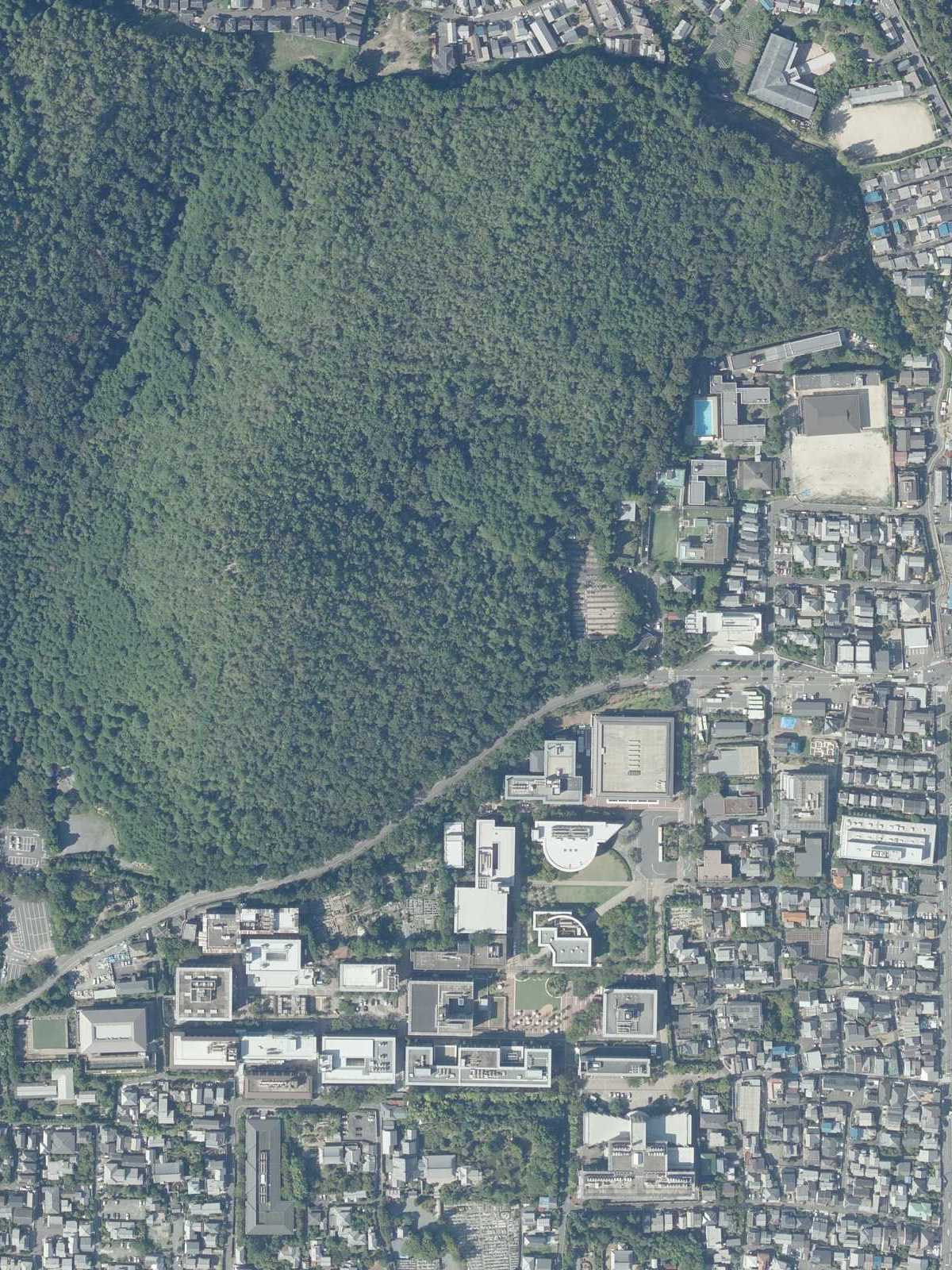
航空写真（2020年）

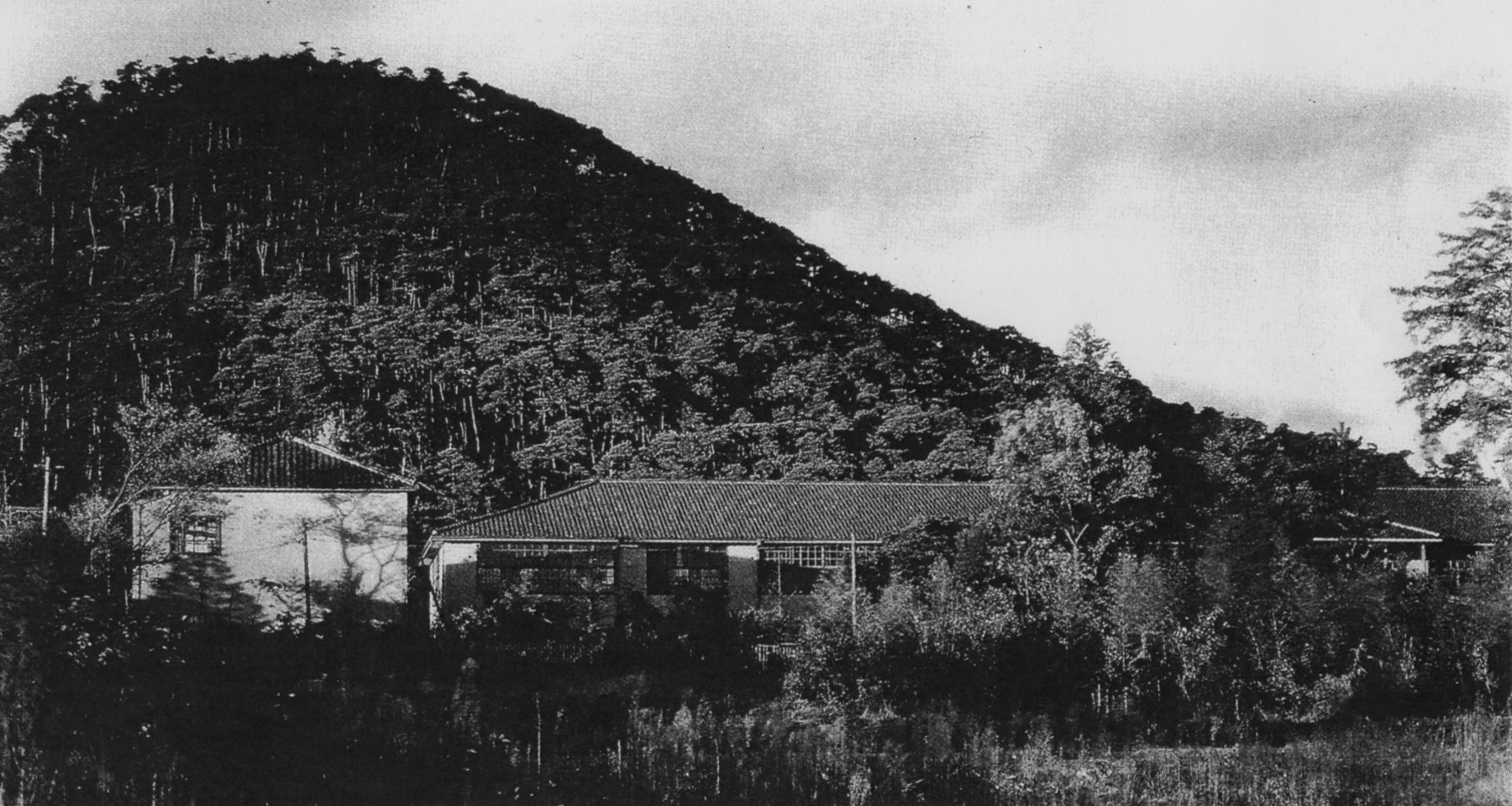
衣笠山と等持院学舎（昭和10年代）

- 使用学部：法学部、文学部、産業社会学部、国際関係学部
- 使用研究科：法学研究科、文学研究科、社会学研究科、国際関係研究科、言語教育情報研究科、先端総合学術研究科
- 使用附属施設：立命館グローバル・イノベーション研究機構、人文科学研究所、国際地域研究所、国際言語文化研究所、人間科学研究所、歴史都市防災研究所、アート・リサーチセンター、生存学研究センター、環太平洋文明研究センター、白川静記念東洋文字文化研究所、間文化現象学研究センター、加藤周一現代思想研究センター、地域健康社会学研究センター、ゲーム研究センター
- 敷地面積：126,276.01 ㎡
- 交通アクセス：京福電気鉄道龍安寺駅、等持院・立命館大学衣笠キャンパス前駅、京都市営バス「立命館大学前」（12・15・50・51・52・55・59・快速202・快速205・M1・臨時（立命館大学前行き）系統）

京都市北区等持院北町56-1に所在する。
1224年（元仁元年）、西園寺公経が西園寺と北山第（山荘）を建てた。14世紀末、室町幕府第三代将軍・足利義満が、西園寺家から北山第を譲り受けたが、義満の北山第は、西は衣笠山、東は天神川、南は衣笠総門町辺りまで含む広大な敷地であった。北山第が足利義満に譲られた後、西園寺家は再び近くに邸宅を構え、それは15世紀半ばまで衣笠山南麓に存在したとされる。1939年（昭和14年）、立命館大学が現在の衣笠キャンパスの開発に着手したところ、地下約90センチメートル（三尺）の位置から約300年前のものと思われる多数の屋根瓦片が発掘され、屋根瓦には西園寺家の紋章が確認された。さらなる調査の結果、太政大臣・西園寺公経邸のものと推定されるに至ったことから、現在の衣笠キャンパス一帯には、西園寺家の邸宅が建っていたと考えられている。
幕末の頃、現在の「衣笠キャンパス」およびその周辺には薩摩藩の藩兵調練場（小松原調練場）、弾薬庫、陣屋、勤番屋敷などを置く広大な緑地が広がっていた。明治維新の「鳥羽・伏見の戦い」では、この調練場の弾薬庫から大量の弾薬等が運び出されたと記録されている。
1939年（昭和14年）、満洲国皇帝の愛新覚羅溥儀が立命館に寄付した約50万円のうち20万円で衣笠山の麓に6万坪の土地を購入し、理工系学科の学舎を建設したのが現在の「衣笠キャンパス」の始まりである。この寄付金の残額で学生向けの奨学金の基金も創設された。
等持院に隣接していることから、かつては「等持院学舎」と呼ばれていた。昭和20年代にはプロ野球「松竹ロビンス」が本拠としていた衣笠球場が現在の中央広場付近にあり、1954年まで「洋松ロビンス」の準本拠地球場として使用されていた。
設立当初より文系学部を「広小路学舎（中京区）」に、理工系学部を「等持院学舎（現・衣笠）」に置くという棲み分けがなされていた。戦後、急速に増え続ける入学志願者に対応すべく、京都市右京区西院方面に約6万坪の土地を購入し教養部を移転させるという「緑の学園」構想が持ち上がった。この構想は1957年（昭和32年）12月10日の学校法人立命館理事会で「現状では広小路、等持院を中心に充実をはかるべきである」という結論に達したため実現こそしなかったが、文系理系全学部を「衣笠キャンパス」に集約させるというその後の「衣笠一拠点政策」の契機となった。衣笠一拠点化は、1981年（昭和56年）に実現している。しかし、更なる学園拡大の流れにより、衣笠キャンパスでは手狭となったことから衣笠一拠点化は10年程度で終息し、複数キャンパス体制になっている。
現在の「衣笠キャンパス」周辺は、金閣寺、龍安寺、仁和寺、等持院などが点在する京都屈指の観光名所として知られる。キャンパス北側にはこれら名刹を結ぶ観光道路「きぬかけの路」が通る。中でも隣接する等持院の墓地には、室町幕府将軍の足利尊氏、足利義量および足利義勝、映画監督の牧野省三や衣笠貞之助、画家の山元春挙、木島桜谷、役者の尾上松之助、学園創立者である中川小十郎が眠っている。
衣笠キャンパスから北へ徒歩10分程度、金閣寺西部には西園寺記念館がある。飛び地の形で立地しているため「氷室キャンパス」と俗称で呼ばれることがあるが、これは公式なものではなく、衣笠キャンパスの一部である。付近一帯は1224年（元仁元年）に藤原公経が「西園寺」を建立した場所で、寺は西園寺家の家名の由来とされていることから立命館学園とはとりわけ縁の深い場所である。

##### 衣笠キャンパスの設計者と外壁意匠：立命館と「富家モダニズム』
1955年から1988年までに衣笠キャンパスに建設された学舎のほとんど（合計64棟）は、昭和を代表する建築家で、京都を拠点に日本のモダニズム建築界を牽引した富家宏泰によって設計された 。富家は、自身が設計した学舎の外壁建材の多くに「泰山タイル」を採用した。「泰山タイル」は一枚一枚色調が異なる手作りの布目タイルであり、大量生産品では決して出せない風合いがあり、また、釉薬が醸し出す美しい色彩が特徴的で、衣笠キャンパス全体に統一感を作り出すのに役立っている。なお、「泰山タイル」とは、1917年（大正6年）に東九条大石橋高瀬川にて池田泰山が設立した泰山製陶所が製造した装飾タイルである。泰山製陶所は1973年（昭和48年）に閉鎖したものの、1980年代初めまでに建設された学舎の多くに泰山タイルが使われた可能性が高いとされる。ただし、泰山製陶所による生産だけでは追いつかなかったため、外注されたタイルが混じっている場合があることも確認されている。加えて、経年劣化により一部タイルは後に張り替えられており、富家宏泰が設計した衣笠キャンパス学舎の全てに泰山タイルが使用されているわけではない。富家宏泰は1988年（昭和63年）まで同キャンパスの学舎設計に携わったが、その後に設計された建築物（例えば、創思館（2001年竣工）、充光館（2007年竣工）、育友館（2008年竣工）、学内ATMの建物、守衛所など）でも、泰山タイルとの調和を考慮して、ほとんど同じ見た目の布目タイルが外壁に利用されている。
BKC（びわこ・くさつキャンパス）と並べる必要がある際は、KIC（読み：キック）と略されることがある。
2020年8月25日、映像学部と映像学研究科が、2024年4月より大阪いばらきキャンパスへ移転することが発表された。
- 衣笠キャンパス施設[75][76]
  - 図書館 (University Library)
図書館、ピア・ラーニングルーム（ぴあら）
  - 存心館 (Zonshinkan Hall)
    - 教室棟。1階に法学部事務室、マルチメディアルーム。地階に生協食堂、書籍部など
    - 存心館時計台の大時計はシチズン製[77]。
    - 名称の由来：本心を放失することなく、存し養ふ。（出典：孟子 尽心章 上）

  - 興学館 (Kogakukan Hall)
    - セミナールーム、自習室など
    - 名称の由来：礼記 王制篇 「楽事勧功、尊君親上、然後興学」（事を楽しみ功に勧み、君を尊び上を親しみ、然る後に学を興す）。1953年に名称公募され、佳作に「洗心館」、「恒心館」があった。

  - 志学館 (Shigakukan Hall)
    - 教室棟。1階に保険センター、心理・教育相談センター
    - 名称の由来：論語 為政篇 「吾十有五而志於学」（吾十有五にして学に志す）

  - 以学館 (Igakukan Hall)
    - 教室棟。主に産業社会学部の教室。1階に産業社会学部事務室。地階に生協食堂、多目的ホールなど
    - 名称の由来：学を以って身を修め、学を以って人をなし、学を以って世を経する。（出典：荀子 勧学篇）
    - 上から見ると立命館の「立」の字に見えると言われることがあるが、詳細は不明。
    - 設計は富家建築事務所（代表・富家宏泰）、施工は清水建設[78]。
    - 1998年まで経済・経営学部が基本学舎として使用。2000年からは産業社会学部の基本学舎として使用されている。以学館前の石畳は、かつて京都市電の路線の敷石に使用されていたものを移設したもの。

  - 研心館 (Kenshinkan Hall)
    - 教室棟。1階にキャリアオフィス、障害学生支援室、エクステンションセンター。2階に学生オフィス（衣笠）、スポーツ強化オフィス、学生サポートルーム
    - 名称の由来：顧炎武の詩「古隠士」から。または「心を研く」という日本語的発想から付けたと推察される。1953年に名称公募され、佳作に「博心館」、「黎明館」があった。

  - 学而館 (Gakujikan Hall)
    - 一般教室棟
    - 名称の由来：論語  学而篇「学而時習之」（先輩に就いて学び、而して常に反復練習する。「習」は幾度も反復練習するという意味で、「時」は「常に」という意味。
    - 1970年から1994年まで産業社会学部が基本学舎として使用。

  - 有心館 (Yushinkan Hall)
    - 教室棟。1階にRAINBOWサービスデスク、共通教育課、サービスラーニングセンター

  - 西園寺記念館 (Saionji Memorial Hall)
    - 立命館史資料センター準備課、衣笠セミナーハウス

  - 清心館 (Seishinkan Hall)
    - 主に文学部の教室・共同研究室。1階に文学部事務室
    - 名称の由来：清らかな心。また、心を清らかにする。（出典：後漢書 西域傳論）

  - 啓明館 (Keimeikan Hall)
    - 主に文学部の学生共同研究室、実験実習室
    - 名称の由来：毛詩 小雅・大東篇「東有啓明、西有長庚」（東に啓明有り、西に長庚あり）

  - 洋洋館 (Yoyokan Hall)
    - 教室・研究室など。1階にマルチメディアルーム
    - 名称の由来：充実しているさま、美しくすばらしいさま。（出典：論語 泰伯 第八篇）

  - 恒心館 (Koshinkan Hall)
    - 主に国際関係学部の教室・研究室。1階に国際関係学部事務室
    - 名称の由来：如何なる事件や境遇に遭遇しても決して変わらぬ道徳心（出典：孟子 梁恵王篇 上）
    - 1965年の竣工時は六号館と呼ばれ、理工学部化学科と土木工学科が基本学舎として使用した。1994年から2000年まで産業社会学部の基本学舎だった。

  - 諒友館（Ryoyukan Hall)
    - 教室棟。1階、地階に生協食堂、コンビニなど
    - 名称の由来：論語 李氏篇「友直、友諒、友多聞、益矣」（直きを友とし、諒を友とし、多聞を友とするは、益なり）

  - 修学館 (Shugakukan Hall)
    - 個人研究室棟。リサーチオフィス（衣笠）
    - 名称の由来：史記 儒林伝「薫仲舒・・・至卒、終不治産業、以修学著書為事」（薫仲舒は、卒するに至るまで、終に産業を治せず、学を修め書を著すを以て事と為す）

  - ランゲージセンター (Language Center)
    - 言語教育センター、言語習得センター (CLA)、言語教育企画課

  - 尽心館 (Jinshinkan Hall)
    - 教員研究室棟、地階に情報処理演習室、情報語学演習室など
    - 名称の由来：孟子 盡心篇 上「盡其心者、知其性也」（其の心を尽す者は、其の性を知るなり）

  - 明学館 (Meigakukan Hall)
    - 教室棟。1階に衣笠国際教育センター、京都国連寄託図書館など
    - 名称の由来：孟子 盡心章「日月明有り、容光をも必ず照らす」（その他の候補に、良知館、良智館、愛智館があった）

  - 尚学館 (Shogakukan Hall)
    - 教員研究室棟
    - 名称の由来：孟子 万章篇 下「以友天下之善士為未足、又尚論古之人、（中略）是尚友也」（天下の善士を友とするを以て未だ足らずと為し、又古の人を尚論す、（中略）是れ尚友なり）

  - 敬学館 (Keigakukan Hall)
    - 教室棟
    - 名称の由来：礼記 学記篇「師厳然後道尊、道尊然後民知敬学」（師厳にして然る後道尊し、道尊くして然る後民学を敬するを知る）

  - 至徳館 (Shitokukan Hall)
    - 旧称「中川記念会館」
    - 1階にキャンパスインフォメーション、衣笠キャンパス事務課、教職支援センター。2階に入学センター。3階に役員室。4階に教務課など
    - 名称の由来：孝徳、即ち年長者への敬愛（出典：孝経 開宗明義章）

  - 末川記念会館 (Suekawa Memorial Lecture Hall)
    - 末川名誉総長のメモリアルルーム、ホール、松本記念ホール陪審法廷、会議室。地階にレストラン「カルム」など
    - 名称の由来：学校法人立命館の名誉総長である末川博の功績をたたえて名付けられた。

  - 第一体育館 (Gymnasium 1) =解体
    - トレーニングルーム、道場、サンドイッチ「サブウェイ」などがあったが、2013年に解体。跡地には新図書館が建設される。

  - 第二体育館 (Gymnasium 2) =解体
    - 競技場、サークル部室

  - 京都衣笠体育館 (Kyoto Kinugasa Gymnasium)
    - 旧第一・第二体育館を統合して2013年に新設。3つのアリーナ・柔道場等

  - 学生会館 (Student Center)
    - 学生施設、サークルボックス、練習ホール、小ホール（劇場）、「Cafe Junge」（ゆんげ）

  - アート・リサーチセンター (Art Research Center)
  - アカデメイア立命21 (Academeia Ritsumei 21)
    - 立命館大学国際平和ミュージアム、中野記念ホール、立命館孔子学院

  - 歴史都市防災研究センター (Research Center for Disaster Mitigation of Urban Cultural Heritage)
    - 展示ルーム、研究室
    - 国際関係学部後期博士課程共同研究室

  - 創思館 (Soshikan Hall - Human Research Center)
    - 研究棟。1階にカンファレンスルーム、独立研究科事務室
    - 名称の由来：遠い将来を見通して、はかりごとを立てる（出典：人物誌 三国時代）

  - アトリエ棟 (Atrium)
  - クレオテック (Creotech)
    - 旧「平野会館」

  - 充光館 (Jukokan Hall)
    - 映像学部基本棟（学部事務室）、映像学部ラウンジ
    - 名称の由来：充実し、光り輝いている（出典：孟子 「尽心章句」）

  - 育友館 (Ikuyukan Hall)
    - 小学校教員養成課程実習教室
    - 名称の由来：小規模な建物であることから漢籍からの引用せず、使用目的から命名

  - 究論館 (Kyuronkan Hall)
    - 大学院生共同研究室、リサーチコモンズ

##### 衣笠キャンパスにある記念館

###### 西園寺記念館
概要
西園寺記念館は、衣笠キャンパスから徒歩約10分の所に位置（北区衣笠氷室町9）し、京都市営バス「立命館西園寺記念館前」（M1系統）バス停下車徒歩すぐの所にある。記念館のある辺りは、元仁元年（1224年）に藤原公経が「西園寺」を建立した場所に当たり、寺は西園寺家の家名の由来とされている。衣笠キャンパスからは独立した飛び地に存在するが、衣笠キャンパスの一部である。「氷室キャンパス」と言われる場合があるが、これは正式な名称ではない。
建築家・小林一彦（京都建築事務所）により設計され、1988年3月に竣工。ギリシャ神殿風の威風堂々とした外観の校舎に西洋庭園を備え、緑に囲まれた落ち着いた環境にある。1991年にはそのデザインが評価され「京都市都市景観賞市長賞」を受賞している。上から見ると立命館の「命」の字に見えるといわれることがあるが、故意にそうデザインされたわけではない。
1988年に開設された国際関係学部の基本棟として使用されていたが、2000年に同学部が恒心館へ移転されたため一時閉鎖。2003年には法科大学院基本棟として再び使用され始めたが、2005年に法科大学院が立命館朱雀キャンパスの中川会館（京都府京都市中京区）に移転したため再び閉鎖した。2009年10月20日より衣笠セミナーハウスとして使用されている。
宿泊室は洋室33室、和室2室で合計収容人数は192名。各会議室やカンファレンスルームもある。その他ランドリールームやカフェテリア、シャワールームなども完備している。
敷地内には、かつて『駿河台邸』と呼ばれた西園寺邸（東京都千代田区神田）の庭園にあった石灯籠と庭石が寄贈され飾られているほか、館内ロビーには、名称の由来となった西園寺のレリーフ塑像（高さ67cm）が飾られている。このレリーフは、日展評議員で京都教育大学名誉教授の杉村尚によるもので、西園寺記念館の竣工を記念して制作されたものである。また記念館定礎石の題字は、住友銀行名誉会長の堀田庄三によって揮毫されたものである。
名称の由来
西園寺記念館の名称は、最後の元老にして自由主義者としても知られる西園寺公望公に因むものである。これは学校法人立命館が、1940年（昭和15年）の「学祖敬仰決議」以来、西園寺公望を学祖として敬仰しており、西園寺公のもつ国際性が国際関係学部の基本学舎の名称にふさわしいと考えられたからである。現在の立命館大学は、1900年（明治33年）に中川小十郎らによって設立された京都法政学校が、西園寺公望が1869年（明治2年）に京都御所内の私邸に開設した私塾立命館からその名称を受け継いで発展したものである。その後立命館学園は、西園寺公望から私塾立命館の「名称と精神」を継承するものと認められるとともに、直接間接の支援を受けて今日の発展に至っており、こうしたことが西園寺記念館の命名の背景にある。西園寺記念館の竣工と命名について学校法人立命館総長・谷岡武雄は次のような言葉を銘板に刻み学生に送っている。

明治二年（一八六九）秋九月、私邸に『立命館』を創始した西園寺公望は、長期にわたる海外生活の経験から国際感覚に優れ、先見性に富み、近代日本の政局に深くかかわってきた。ことに思想の自由と社会の平等を尊び、常に「世界の中の日本」を主張してやまなかった。
かかる学祖の思想は、本学の建学思想として教学理念の根底をなし、今日に至るまで脈々と受け継がれている。
昭和六三年（一九八八）春三月、西園寺家の発祥地である北山殿の址、すなわち現鹿苑寺（金閣寺）の傍に、国際社会に活躍しうる人材を養成するため、新に学舎を建設し、『西園寺記念館』と名付けることにした。ここに掲げる『禮記』から引用された墨蹟は、学祖が大正四年（一九一五）須磨逗留の折に作られており、学を志す人々に学問の深さを諭したものである。
新しい学舎において真理を探究し、幅広い教養をもち、調和のとれた国際人を目指して自己研磨に励む諸君に、このことばを送りたい。立命館総長 大学長 谷岡武雄

施設概要
地下1階地上3階建：延5,380.59m2
竣工年：1987年12月
衣笠セミナーハウス
受賞：京都市都市景観賞市長賞（1991年）

#### 立命館朱雀キャンパス
- 使用学部：なし
- 使用研究科：法務研究科、教職研究科
- 使用附属施設：なし
- 敷地面積：8,119.02 ㎡
- 交通アクセス：山陰本線（嵯峨野線）・京都市営地下鉄東西線二条駅、京都市営バス「千本三条・朱雀立命館前」（6・46・55・69・201・206号系統）

京都市中京区西ノ京朱雀町1に所在する。
2006年9月開設。京都法政学校創設者である中川小十郎の姓を冠した中川会館の一棟で構成され、大学本部（学校法人立命館の本部機能も担う）も衣笠キャンパスの旧中川会館から移転した。平安京の朱雀大路に当たる千本通に面し、付近に朱雀院跡があること、朱雀第一学区に立地することが、キャンパス名の由来である。

##### 中川会館

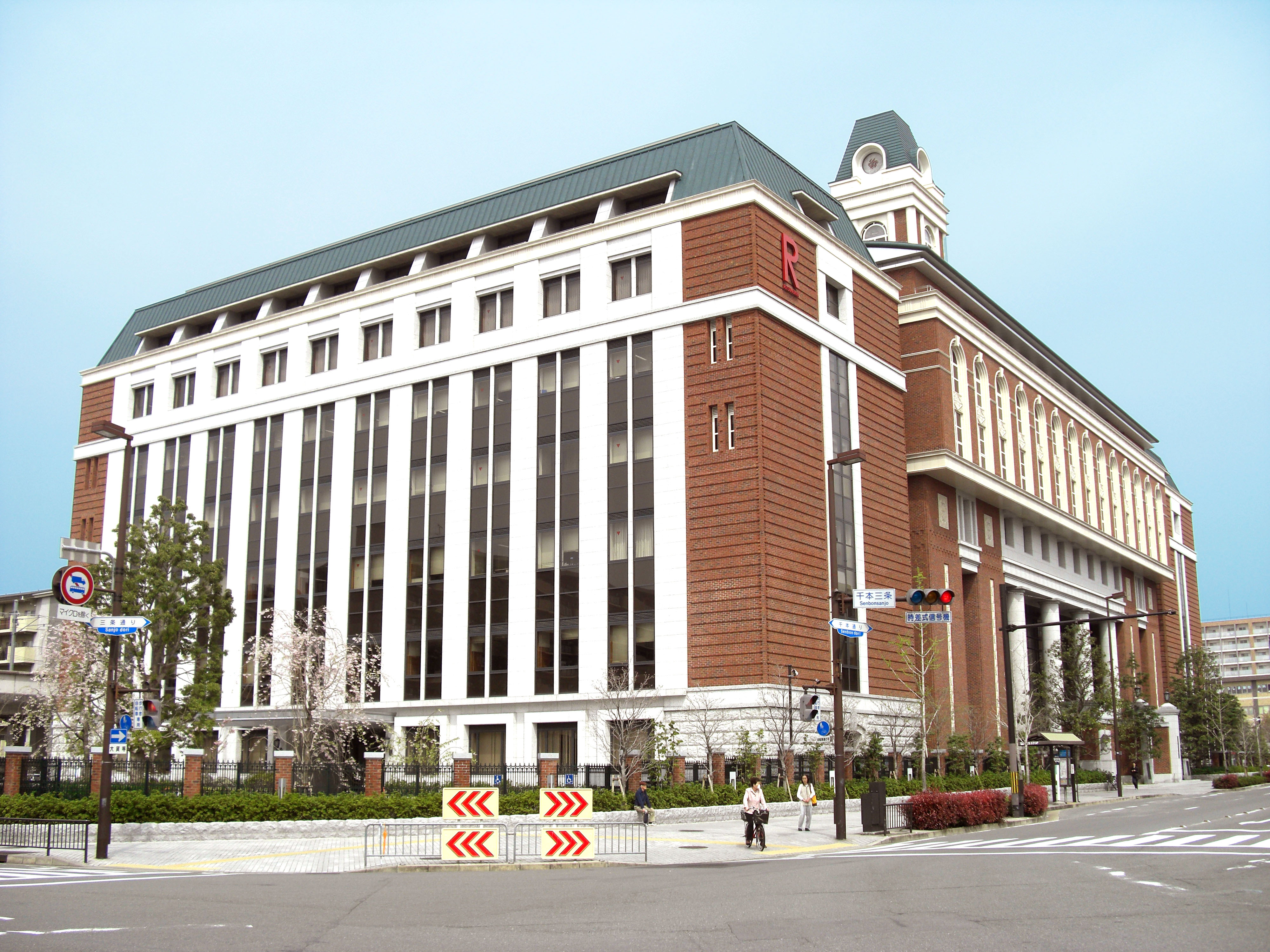
中川会館（朱雀キャンパス）

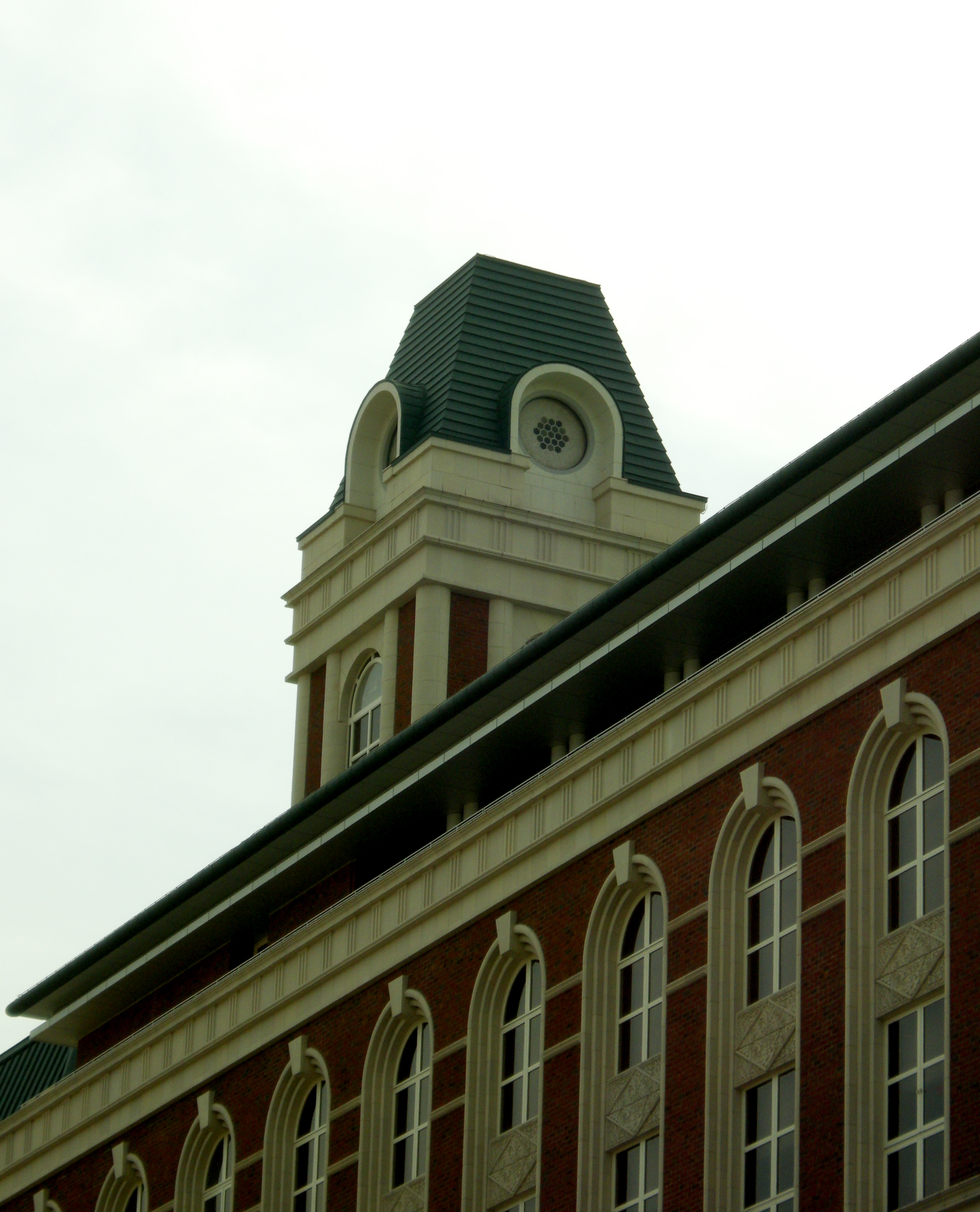
中川会館の塔屋（学校法人立命館）

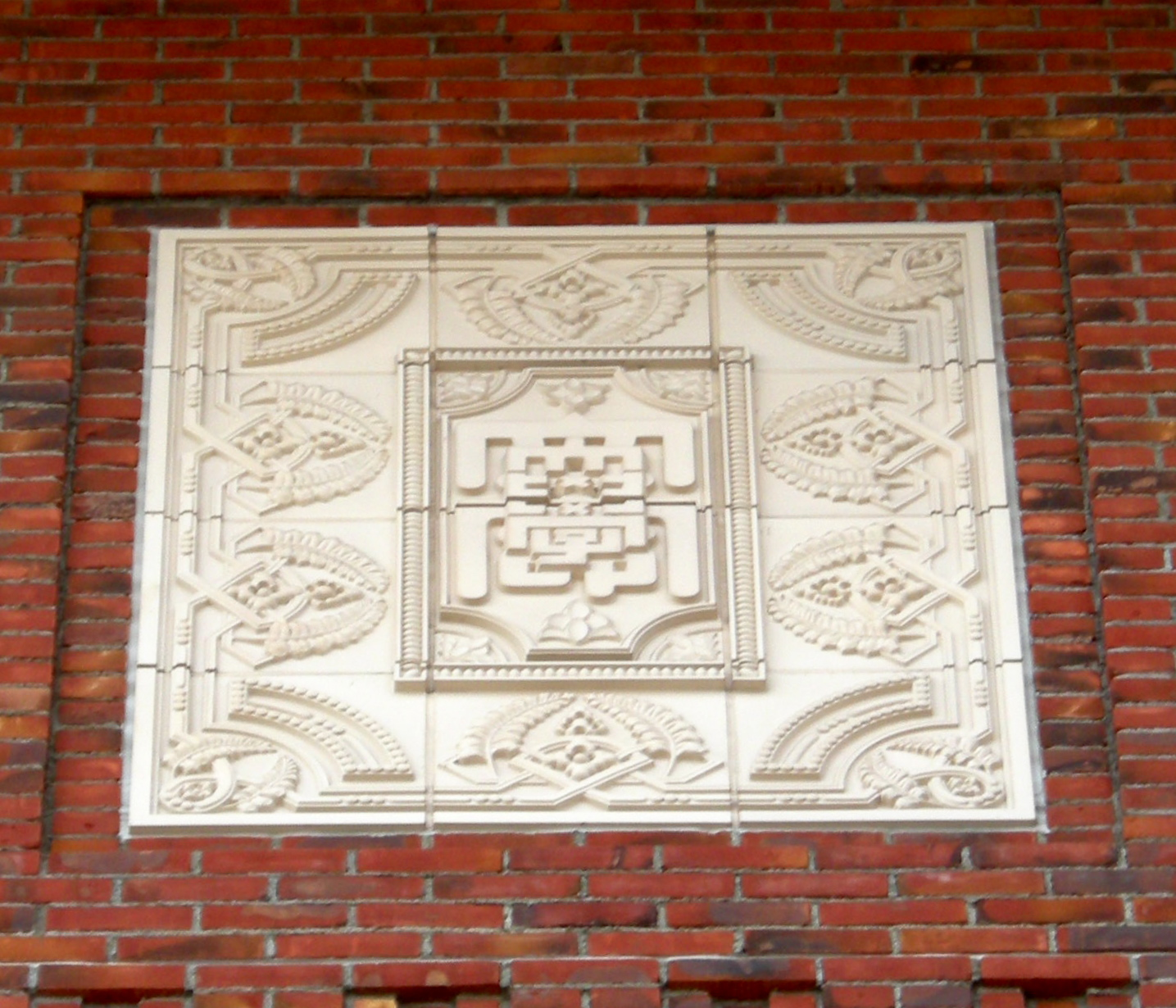
建物正面側のデザイン陶板（校章）

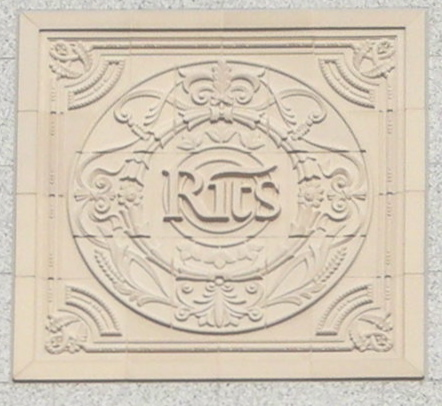
建物裏側のデザイン陶板 (Rits)

###### 概要
学校法人立命館が、学園全体の総合的な連携を機能的かつ高度に遂行できる施設を目的に計画して建設した建物で、学園学校法人本部、校友会本部、大学院(法務研究科、教職研究科)、が入居している。
中川会館の名称は、立命館大学の前身「京都法政学校」を創立した中川小十郎に由来する。現在の中川会館は3代目で、初代中川会館は、1936年（昭和11年）に学園創立35周年と中川小十郎の長寿を記念して当時の広小路学舎に建設されたものである。1979年（昭和54年）には、広小路学舎から衣笠キャンパスへの大学全面移転事業に伴い、2代目の中川会館が衣笠キャンパスに竣工された。2代目会館は、2006年（平成18年）9月まで主に学園本部機能を担う管理棟として利用されていたが、今回の3代目中川会館の竣工でその役割を終えた。現在、2代目中川会館は「至徳館」と名称を変更し、キャンパスインフォメーションセンター、会議室、生協購買部などが入る複合施設として機能している。

###### 特徴
近代京都建築を手本に設計され、外壁には輸入英国製煉瓦、屋根部分は緑青銅板、白壁部分はテラコッタ、建物土台部分には御影石が使用されている。また建物正面（東側）と裏側（西側）の壁部分には、白いデザイン陶板が貼られている。陶板のデザインは、建物正面側が立命館の校章が、建物裏側には「Rits（立命館シンボルマーク：商標登録番号：4393342および4393343）」が彫刻されている。
会館正面（千本通側）の建物左上部には、学園コミュニケーションマーク「R」のロゴが2008年4月より掲示されている。それ以前はシンボルマーク「Rits」が掲示されていたが改修された。
会館南東部の屋上には、会館のシンボルとして「塔屋」が設けられている。塔の四面には、工芸ガラスを利用してデザインされた四神の図柄がはめ込まれており、北面に玄武、南面に朱雀、東面に青龍、西面に白虎が描かれ、夜にはこれらがライトアップされる。
1階正面玄関を入ると、創立者・中川小十郎の胸像に迎えられる。胸像の背後には、創立以来立命館学園を援助するとともに、学園の精神と名称を与えたことなどから学園の「学祖」として敬仰される西園寺公望公が揮毫した「立命館」の扁額のレプリカが掲げられている。現在、オリジナルの扁額は総長室に飾られているが、これは1905年（明治38年）、京都法政学校が「立命館」の名称を継承することを許した西園寺公望から寄贈されたもので、「立命館」の三文字が力強く書かれている。
1階正面奥には「メモリアルホール」と呼ばれる空間があり、立命館学園の発展の歴史を伝えるパネルや映像を見ることができる。ホールには、学祖・西園寺公望の石膏像（直径約41センチ）も飾られている。これは、彫刻家・武石弘三郎が大正時代に手がけた西園寺公望の銅像をもとに複製されたものである。この銅像のオリジナルはもともと神田駿河台（東京都千代田区）の西園寺邸にあったが、関東大震災で破損してしまったものである。その後西園寺側近が破片から復元したものが静岡県清水市の清見寺で保管されていたことが判明。立命館がこれをもとに再度複製したものである。西園寺は自身の銅像・彫刻を残すことを嫌ったため、完全な立体像としては清見寺のものを除き、これ以外に残っていないとされる。なお、衣笠キャンパス西園寺記念館の1階ホールにも、杉村尚が作製した西園寺のレリーフ塑像が飾られてあるが、これはほぼ平面に近い。
4階、5階部には全472席の大ホールがあり、シンポジウムやイベントに利用されている。

###### 旧中川会館
初代・中川会館

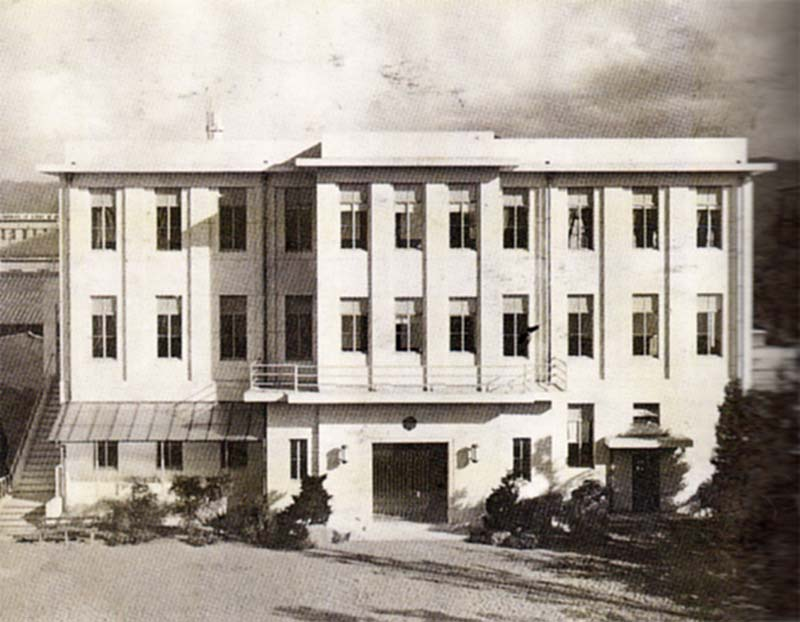
中川会館（立命館大学広小路学舎）
初代中川会館として1936年に竣工。

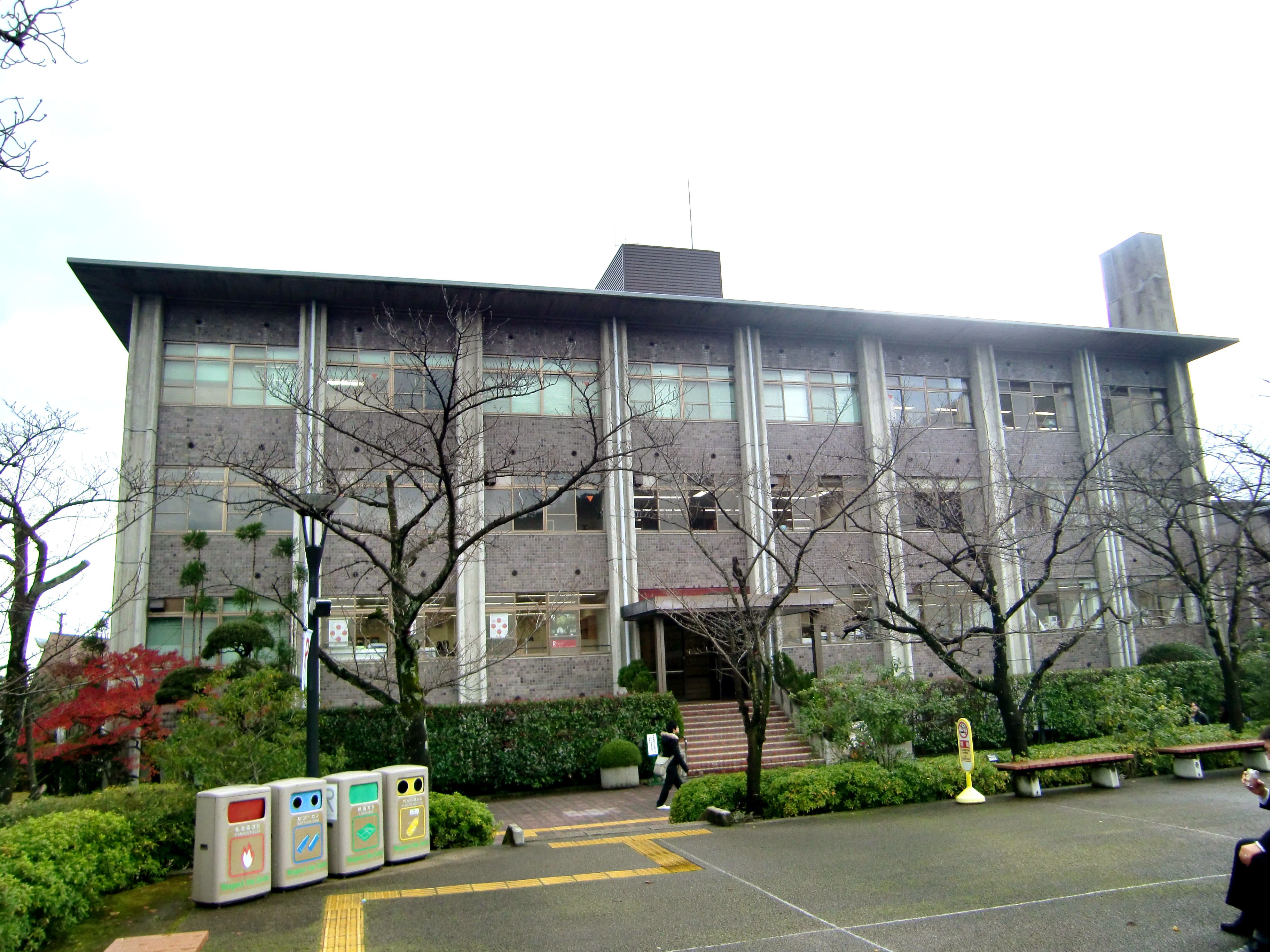
至徳館（立命館大学衣笠キャンパス）
二代目・中川会館として1979年に竣工。2006年まで学園本部機能を担う管理棟であった。地階には立命館大学生協・購買部がある。

初代中川会館は、1935年に立命館学園創立35周年と学園創設者・中川小十郎の長寿を祝って広小路校地に建設された。もともと立命館大学校友会評議員会は、盛大な記念祝賀会や中川小十郎の銅像建設などを予定していた。これを知った中川から、銅像建設や祝賀会に資金を回すより、学園の施設を充実してほしいと要望があり、1935年1月12日の校友大会で「中川会館」の建設が決定された。中川会館の建設費用は寄付金によって賄われ、教職員、学生・生徒、学園縁故者の協力で総額73,970円81銭が集まった。会館は1936年5月に着工され、同年12月13日に竣工。鉄筋三階建で陸屋根造り、モルタル吹き付けの白亜の外壁に、腰は人造石洗出で仕上げられた。建坪は85坪・280m2（延300坪・990m2）で、地階は学生控室・食堂にあてられ、存心館に通じる地下通路があった。1階部分は出版部、職員室、学生研究室、2階は学長室、法学部研究室、文学科研究室、予科研究室、高等商業科研究室、3階は総長公室、校友集会室、特別講義室、応接室にあてられた。記念室には久邇宮邦彦王から中川総長に贈られた自作の詩の御書と銅製花瓶、西園寺公望から寄贈された書、白川義則大将寄贈による「天壌無窮」の銘がある花瓶、総長が明治天皇像に奉献した靖広作の神剣や師の御霊が陳列された。このほか尾竹竹坡の風俗画、大理石でできた西園寺の肖像などが飾られていた。竣工式前日に西園寺公望から送られた南天と山梔子各30株が会館玄関脇などに植樹された。
二代目・中川会館
二代目の中川会館は、1979年に衣笠キャンパスに竣工。同年、広小路校地から学園本部が移転した。地上4階、地下1階建で延面積は6,079.13m2。総長室や学園本部などが入る学園管理棟として機能した。地階には生協購買部が入居していた。2006年、朱雀キャンパスに新・中川会館が完成すると同時に学園本部機能が移転し、旧中川会館は映像学部の講義などに利用されていた。その後、名称を「至徳館」と変更し、現在に至っている。

#### びわこ・くさつキャンパス
- 使用学部：経済学部、理工学部、生命科学部、薬学部、スポーツ健康科学部、食マネジメント学部
- 使用研究科：経済学研究科、理工学研究科、生命科学研究科、薬学研究科、スポーツ健康科学研究科
- 使用附属施設：立命館グローバル・イノベーション研究機構、理工学研究所、SRセンター、VLSIセンター、国際食文化研究センター、社会システム研究所、ファイナンス研究センター、防災フロンティア研究センター、古気候学研究センター、バイオシミュレーション研究センター、バイオメディカルデバイス研究センター、生物資源研究センター、環境テクノロジー・マネジメント研究センター、エネルギーイノベーション材料研究センター、先端マイクロ・ナノシステム技術研究センター、ロボティクス研究センター、先端ICTメディカル・ヘルスケア研究センター、創薬科学研究センター、システム視覚科学研究センター
- 敷地面積：629,521.88 ㎡
- 交通アクセス：
  - 東海道本線（琵琶湖線）南草津駅、草津駅、瀬田駅より近江鉄道バス「立命館大学」で下車
  - 京阪本線・京阪宇治線中書島駅より京阪バス「立命館大学びわこ・くさつキャンパス」で下車

滋賀県草津市野路東1-1-1に所在する。
滋賀県が整備を進める「びわこ文化公園都市」の一角に、1994年に開設されたキャンパス。愛称は"BKC"。延面積611,078.32m2の敷地は、滋賀県から無償で提供された。キャンパス内に設置されたクインススタジアムという陸上競技場の地下には木瓜原遺跡が完全保存されている。なお、クインス (quince) とは瓜のことで、木瓜原という遺跡の名称から採られた。びわこ・くさつキャンパスの西隣には、広さ延面積は45,590m2の運動施設「BKCグリーンフィールド」がある。3階建てのクラブハウス、全面人工芝のラグビー競技場、アメリカンフットボール専用グラウンドなどがある。
近江鉄道バスが乗り入れており、大津営業所運営路線のうち立命館大学バス停を停車バス停に持つ全路線ではIC乗車券が使用出来る。また草津田上インターチェンジに隣接する利便性から、びわこ・くさつキャンパスと京阪本線中書島駅を結ぶ直通短距離路線バス「立命館大学 (BKC) 線」が京阪バスにより（立命館では「高速バス」としている。かつては京阪京都交通も運行）運行されている。また、かつては同キャンパスと飛島グリーンヒルを経由して近鉄京都線・京都市営地下鉄烏丸線竹田駅および京都駅を結ぶ高速バス「MKハートシャトル」がエムケイ観光バス（MKグループ）により運行されていた。
2004年にはBKCの開学10周年と産業社会学部創立40周年、および倉木麻衣の歌手活動5周年を記念して産業社会学部の4回生、倉木麻衣による「Rits倉木麻衣メモリアルライブ2004」が行われ、約2万5000人を集めた。
2016年9月、BKCスポーツ健康コモンズが完成。
2020年8月25日、情報理工学部と情報理工学研究科が、2024年4月より大阪いばらきキャンパスへ移転することが発表された。
- びわこくさつキャンパスの施設
  - アクロスウイング (Across Wing)
KC国際教育センター、国際交流ラウンジ、情報語学演習室、メディアラボ、メディアライブラリー、ぴあら（学習施設）、大学院共同研究室、教員個人研究室、リサーチオフィス (BKC)、マルチメディアルーム、RAINBOWサービスデスクなど
  - アドセミナリオ (Ad-Seminario)
経済学部事務室、BKC大学院課（テクノロジーマネジメント研究科事務室）、教室
  - コラーニングハウス I (Co-Learning House I)
情報処理演習室、情報語学演習室、教室
  - コラーニングハウス II (Co-Learning House II)
ンスティテュート研究室、演習室、教室、立命館高等学校スーパーサイエンス施設など
  - コラーニングハウス III (Co-Learning House III)
エクステンションセンター公認会計士オフィス・自習室
  - プリズムハウス (Prism House)
キャリアオフィス、エクステンションセンター、インターンシップオフィスBKC、学びステーション（BKC教学課）、プリズムホール、情報語学演習室、情報処理演習室、教室
  - クリエーションコア (Creation Core)
情報理工学部事務室、教員個人研究室、研究実験室
  - リンクスクエア (Link Square)
生協食堂、書籍部、サークルスペースなど
  - フォレストハウス (Forest House)
教室
  - レクセル (Rexl)
RI実験室
  - ウエストウイング (West Wing)
理工学部の研究・実験室、教員個人・院生研究室、保健センター
  - コアステーション (Core Station)
キャンパスインフォメーション、理工学部事務室、生命科学部事務室、薬学部事務室、BKC地域連携課、教員個人研究室、役員室、会議室など
  - イーストウイング (East Wing)
理工学部、生命科学部、薬学部の研究・実験室、教員個人・院生研究室
  - メディアセンター (Media Center)
開架図書、新聞・雑誌閲覧室、ぴあら、マルチメディアルーム、グループ学習室、セミナールームなど
  - ユニオンスクエア (Union Square)
学生関連施設、BKC教職支援センター、生協食堂・ショップ、ホールなど
  - 立命館大学ローム記念館 (Ritsumeikan University Rohm Plaza)
大会議室、教員個人研究室、リサーチオフィス (BKC)
  - テクノコンプレックス (Techno-Complex)
リサーチオフィス (BKC)、SRセンター、産学連携ラボラトリー、ハイテクリサーチセンター、マイクロシステムセンター、ロボティクスFAセンターなど
  - 立命館大学BKCインキュベータ (Ritsumeikan BKC Incubator)
（独）中小機構による大学連携起業家育成施設（開発・実験・研究施設）、リサーチオフィス (BKC)
  - 防災システムリサーチセンター (Research Center for Disaster Mitigation System)
理工学部・情報理工学部の研究・実験室
  - セル (Cel)
理工学部の研究・実験室
  - エクセル 3 (Exl 3)
理工学部の研究・実験室
  - ワークショップラボ (Workshop Lab)
機械工作室
  - エクセル 2 (Exl 2)
理工学部、生命科学部、薬学部の研究実験室
  - エクセル 1 (Exl 1)
理工学部・情報理工学部の実験室
  - 学術フロンティア共同研究センター (Frontier Research Center)
理工学部関係の研究・実験室、情報理工学部の実験室
  - アクトα (Act α)
サークルラボ
  - BKCジム (BKC Gymnasium)
第1・2アリーナ、トレーニングルームがある。第1アリーナでは、バスケットボール2面、バレーボール3面、ハンドボール2面の利用が可能。第2アリーナでは、バスケットボール1面、バレーボール2面、バドミントン6面、卓球6面、剣道2面、ハンドボール1面、その他武道6面などの利用が可能。トレーニングルームには最先端のトレーニングマシン、フリーウェイト機器があり、体育会部員だけでなく一般学生にもおおいに利用されている[87]。
  - アスリートジム (Athlete Gym)
ポーツ強化オフィス (BKC)、トレーニングルーム、ミーティングルーム
  - BKCグリーンフィールド アスリートクラブハウス (BKC Greenfield Athlete Clubhouse)
  - アクトβ (Act β)
音楽練習場
  - アクトμ (Act μ)
音楽練習場
  - ビーイングスクエア (Be-ing Square)
  - エポック立命21 (Epoch Ritsumei 21)
多機能型セミナーハウス
  - セントラルアーク (Central Arc)
学生オフィス（BKC）、スポーツ強化オフィス（施設貸与受付）、学生サポートルーム、サービスラーニングセンター、学生関連施設など
  - 喫茶・グリル「シー・キューブ」 (C-Cube)　2021年9月リニューアル[88]（2019年12月に一旦閉店[89]）
  - 燃料電池研究センター (Office of Fuel Cell Research)
  - キャノピー (Canopy)
キャンパスインフォメーションセンターなど
  - BKCグリーンフィールド、アスリートクラブハウス (BKC Green Field)
  - サイエンスコア (Science Core)
生命科学部・薬学部の基本棟。模擬薬局、動物実験施設など
  - インテグレーション コア・ラルカディア (Integration Core/Rarcadia)
スポーツ健康科学部の教室。2階にスポーツ健康科学部事務室
  - トリシア (Tricea)
理工学部の研究・実験室、教員・院生研究室

##### セントラルアーク

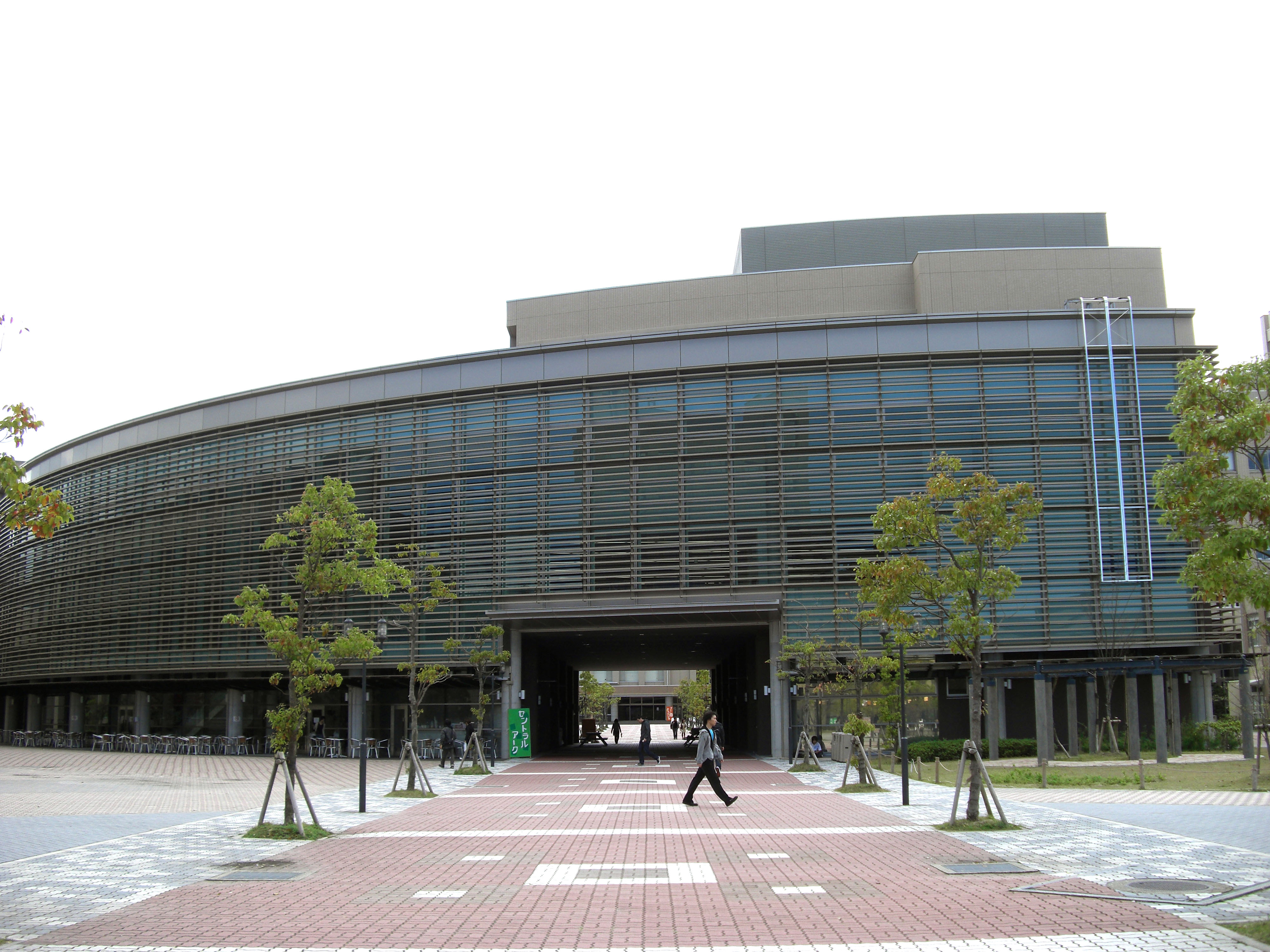
セントラルアーク

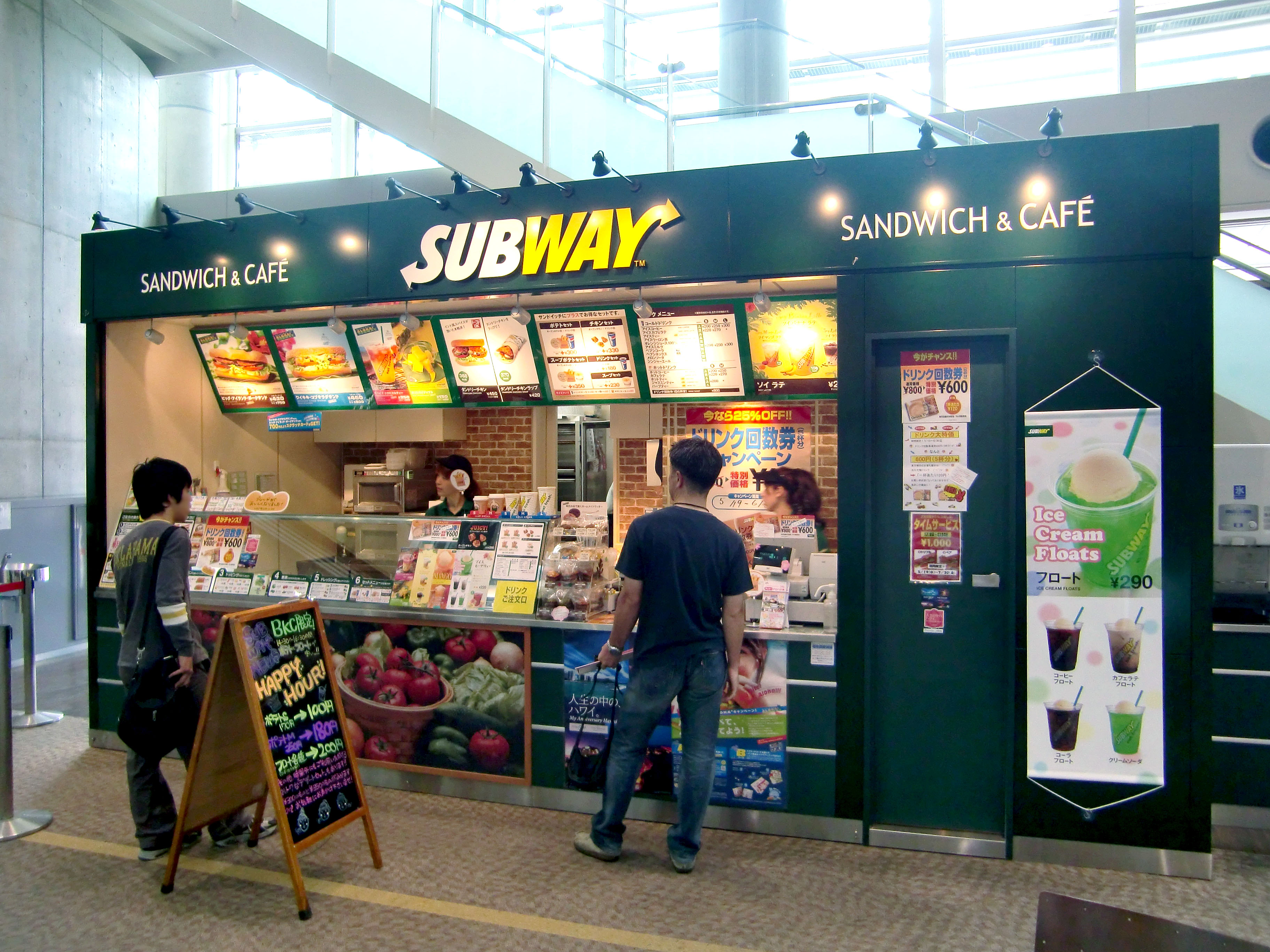
サブウェイ立命館大学BKC店

セントラルアーク（英語表記：CENTRAL ARC）は、学生交流施設。2005年2月竣工。竣工式は2005年3月23日。
地上4階建、延面積4,935.02m2。
学生の学びと成長を促進する施設として「交流」「伸長」「発信」をテーマに設定しており、ドリームクロスラウンジ、ステージ、サテライトブース、表現のジャングルジム、アカデミックワークショップ、作業ラボ、作業テラス、コンセプトルーム、プレゼンテーションスペース、ミーティングルーム、練習ブース、セントラルアクトオフィス（BKC自治会）、学生オフィス、スポーツ強化センターなどがある。また、セントラルアークの２階には、国際交流や言語学習を中心としたグローバルコモンズとしてBeyond Borders Plaza（BBP)が設置されている。
2000年12月6日に開催された「第2回BKC自治会代表委員会総会」にて、コンセプトを高度化した「学生交流施設」の建設を短中期的課題として要望する決議をしたのが建設議論の始まり。
「学生交流施設」とは、既存の学生会館とは違う、正課・課外を問わない学生の交流の場を目指した新しいコンセプトの施設をイメージして名づけられた。
2001年には要望が具体化され、2003年度には学生署名約1万2000筆が集まった。これを受けて、2003年10月8日の立命館大学全学協議会にて建設が正式に決定した。
名称は公募され、919件の応募の中から猪狩大輔の作品が選ばれた。
大学の中心（セントラル）に建つ、弧（アーク）型の建物であることに由来する。
2008年6月20日、サンドイッチ・チェーン「サブウェイ」が1階にオープンしたが、2016年度中に閉店した。

##### エポック立命21

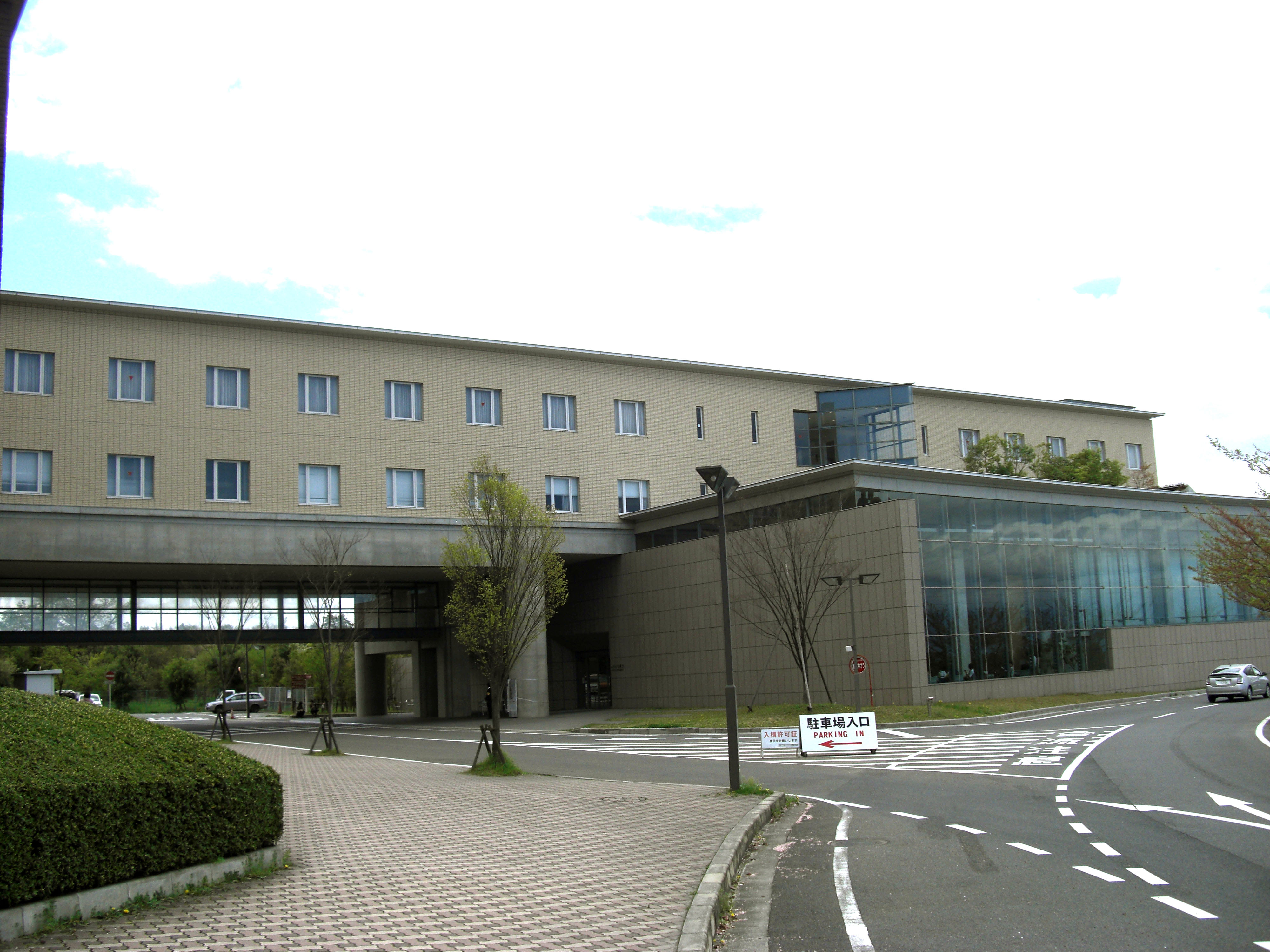
エポック立命21

エポック立命21（えぽっくりつめいつーわん、英語表記：EPOCH RITSUMEI 21）は、多機能型セミナーハウス。着工は2000年8月1日で、竣工は2001年4月30日。
鉄筋コンクリート造地上4階建（一部鉄骨・鉄骨鉄筋コンクリート造）。建築面積2,388.51m2、延床面積6,851.70m2。延面積6,019.92m2。
会議室、宿泊室、父母教育後援会記念エポックホール、交流室、スポーツハウス、茶室（蓬窓庵）、屋上庭園、ミーティングルーム、食堂などがある。また2014年3月22日まで、琵琶湖ホテルが運営するフレンチレストラン「EPOCHラウンジ」が、学生・教職員の他、一般客にも開放されていた。
セミナーハウス機能を持つ施設の建設は、びわこ・くさつキャンパス開設当初の1994年より学生がその必要性を挙げていた。1999年には学生による大規模な運動が行われたこともあり、建設を求める声が高まりを見せ、1999年秋に行われた建設を求める学生署名には実質7日間で9663筆が集まった。これを受け、1999年10月6日に開催された全学協議会では、全学的な議論を経て建設が正式に決定された。
建設にあたっては、設計当初より大学側と学生の代表であるBKC自治会との議論を重ねられ、当初の宿泊機能に加えてホール、茶室、スポーツハウスなど、当初計画に含まれていなかった機能が備えられることとなり、学生の声が取り入れられる形での建設となった。
名称は、立命館大学そしてBKCの新しい時代 ― EPOCH ― を創造する一歩として、5つのコンセプト、Exchange（交流）・Personality（個性）・Oasis（いこい）・Co-learning（学びあい）・Humanity（人間らしさ）を追求できる新時代のセミナーハウスを目指して、当時経営学部3回生の庄山由多加が名づけた。

#### 大阪いばらきキャンパス

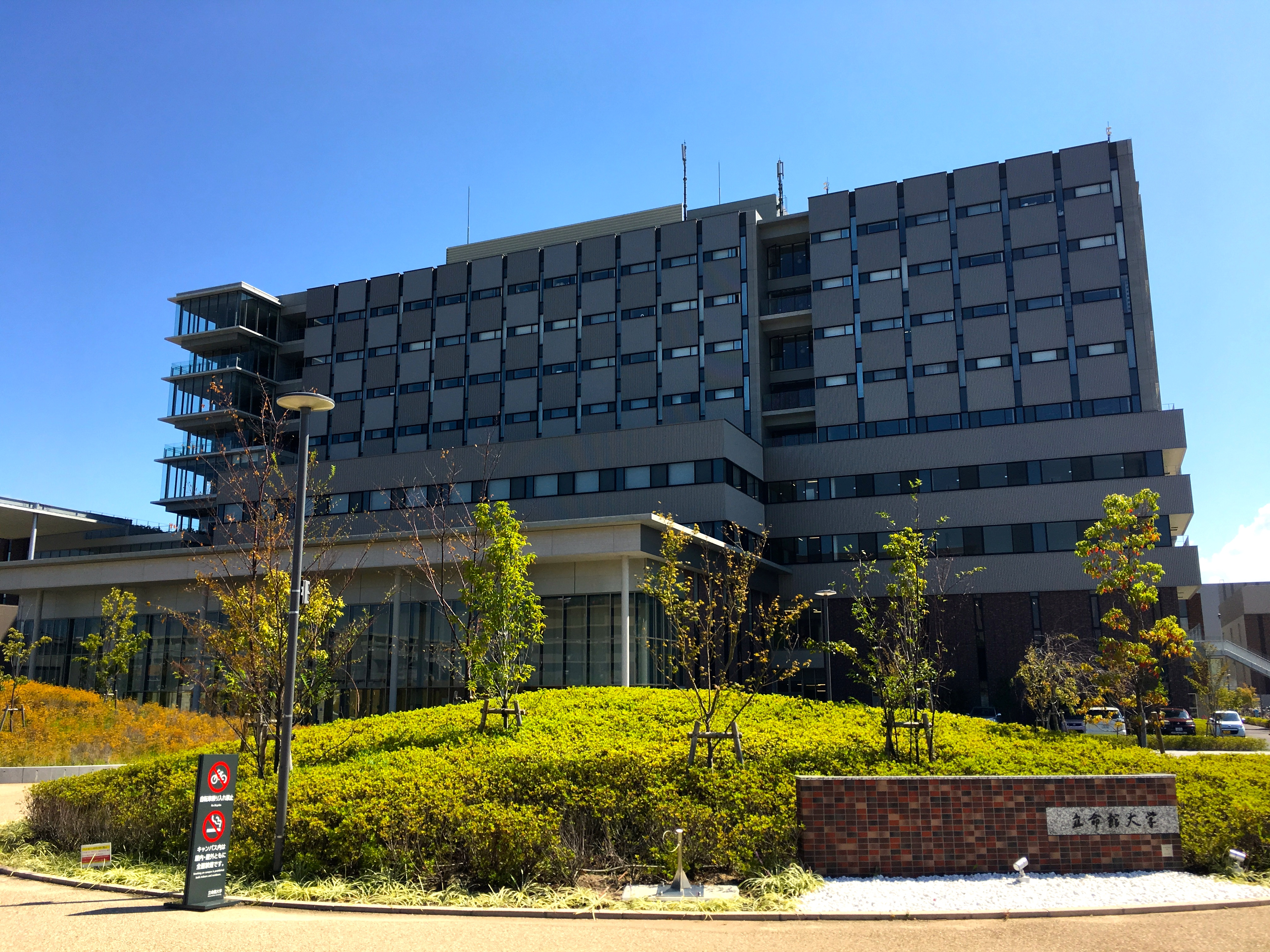
A棟

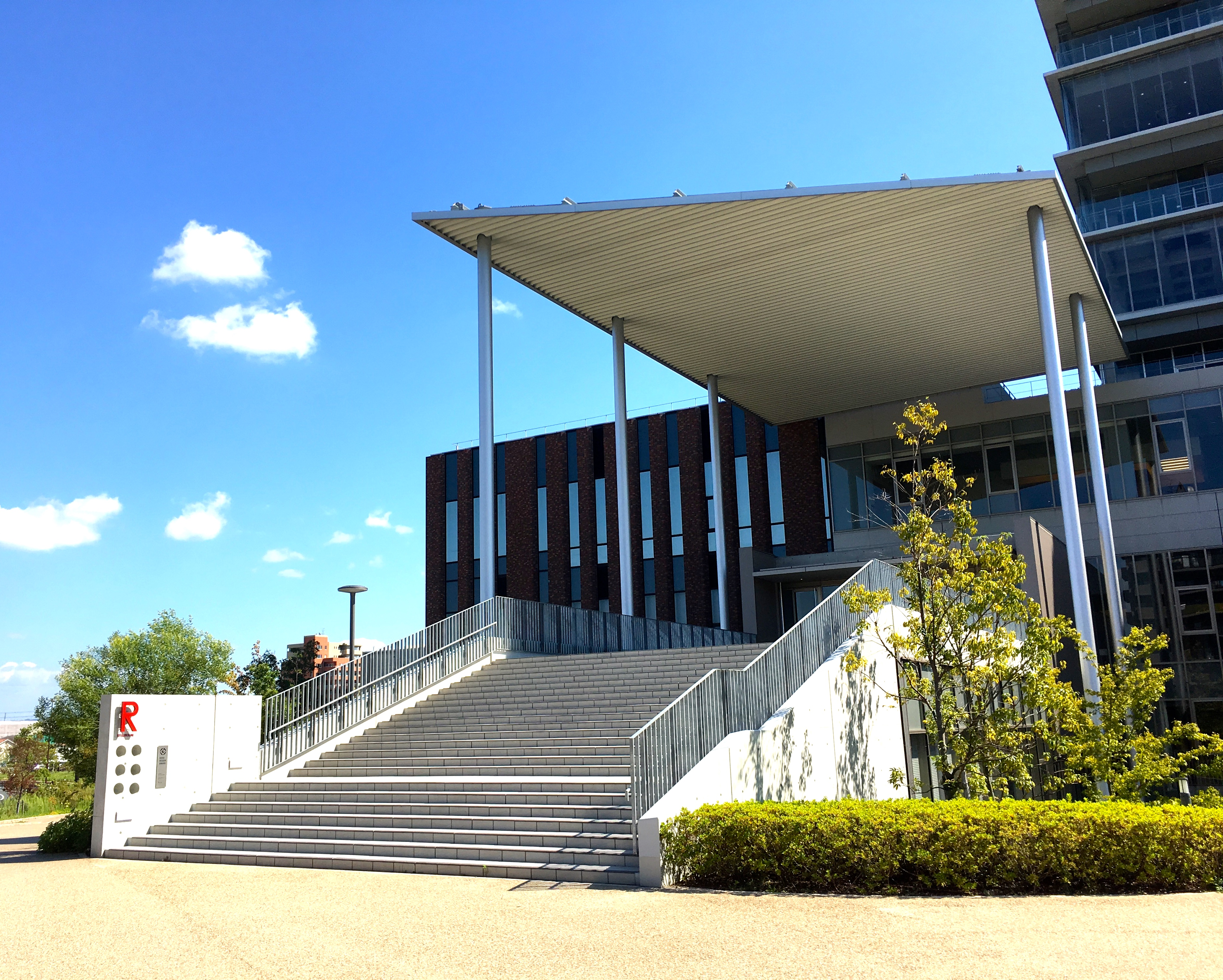
A棟エントランス

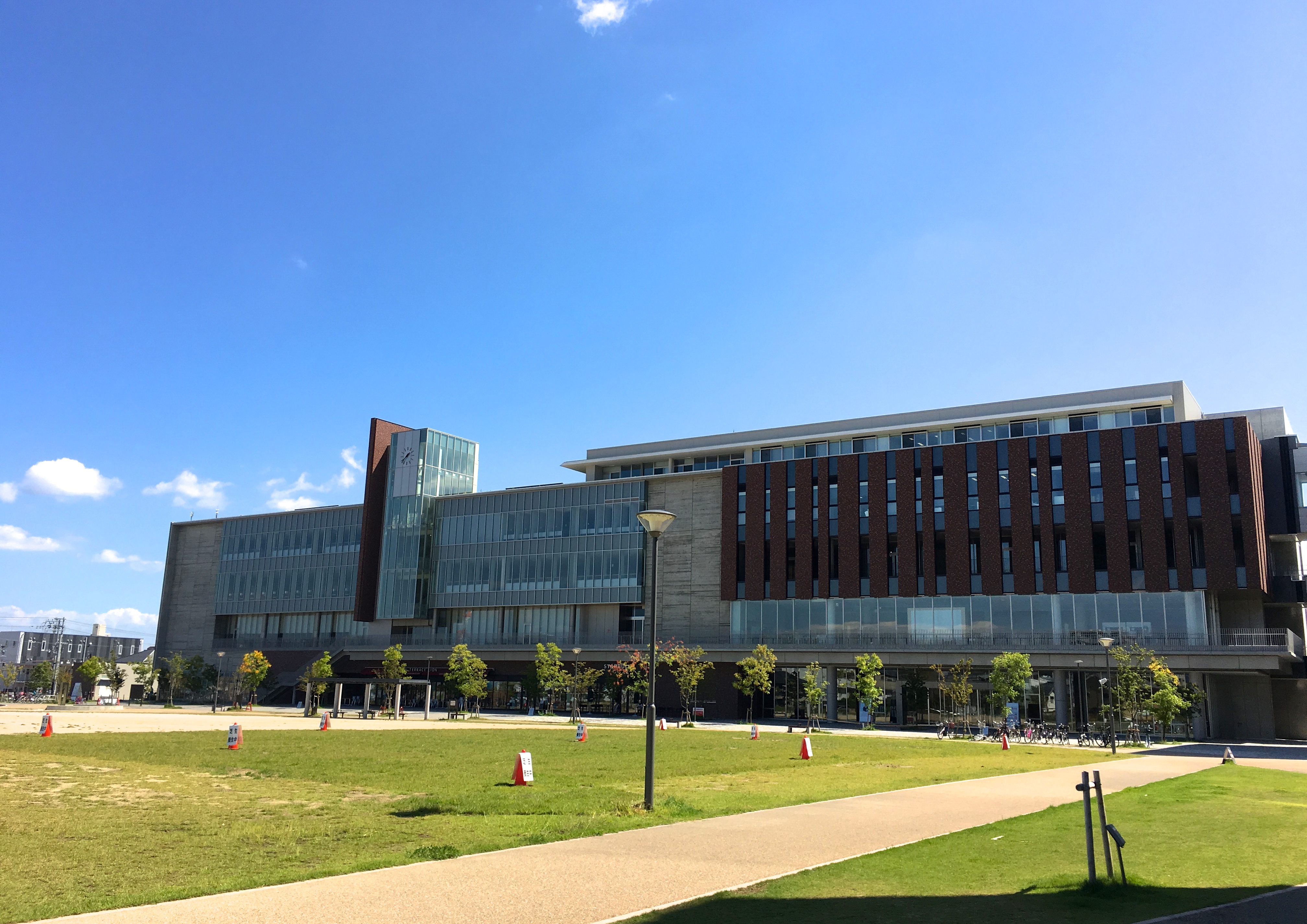
B棟と岩倉公園

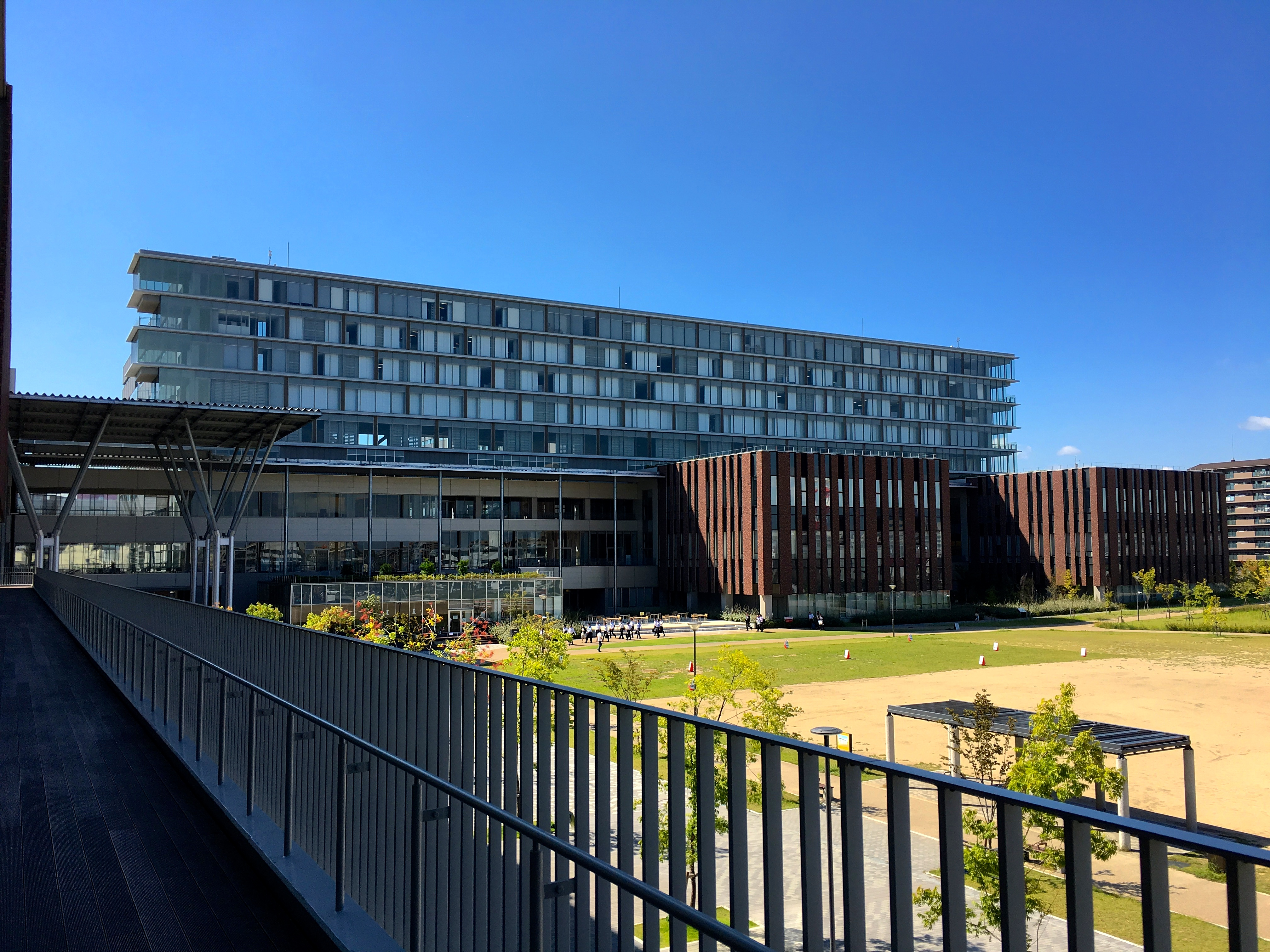
A棟と岩倉公園

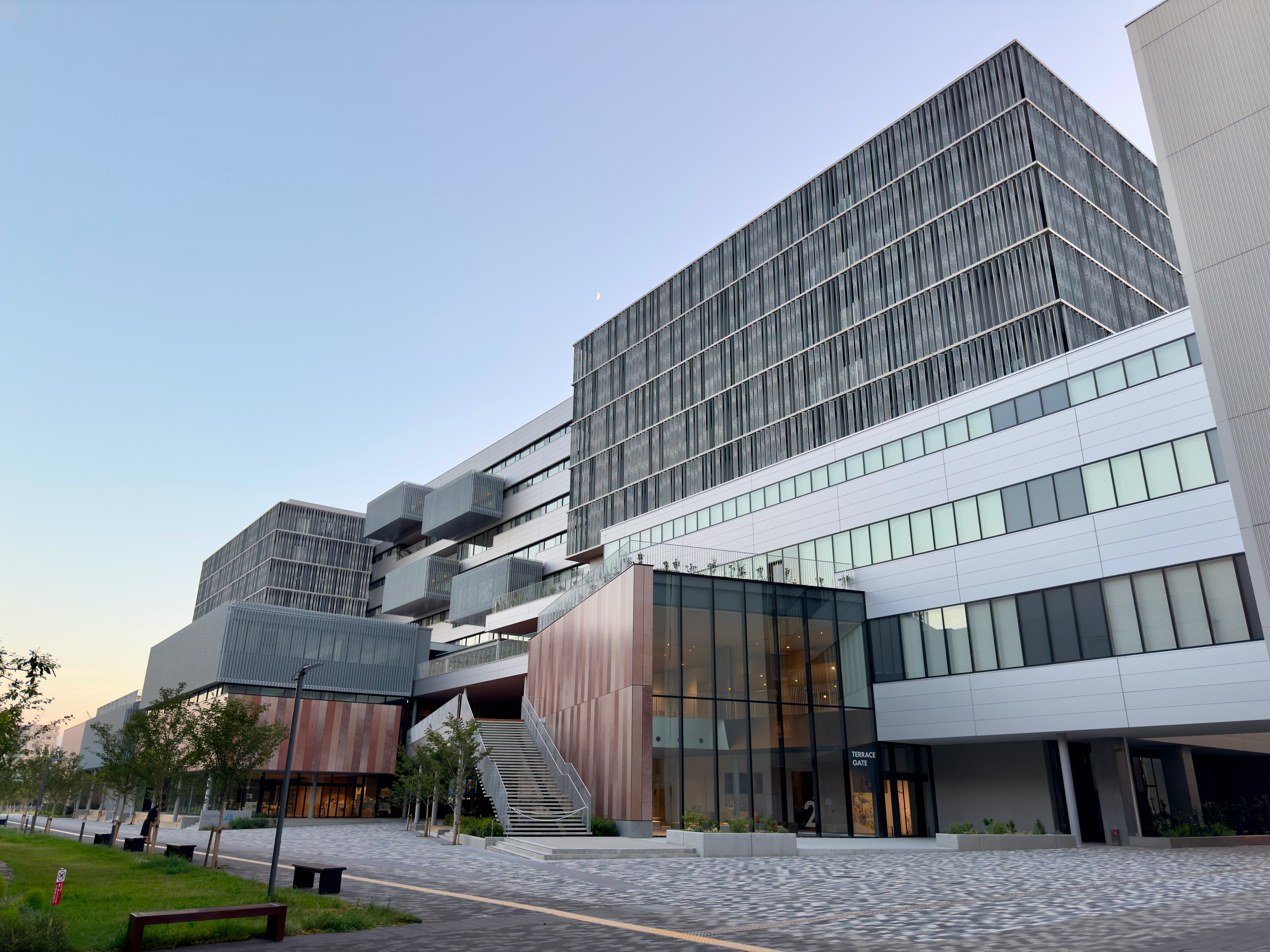
キャンパス内からのH棟（新棟）

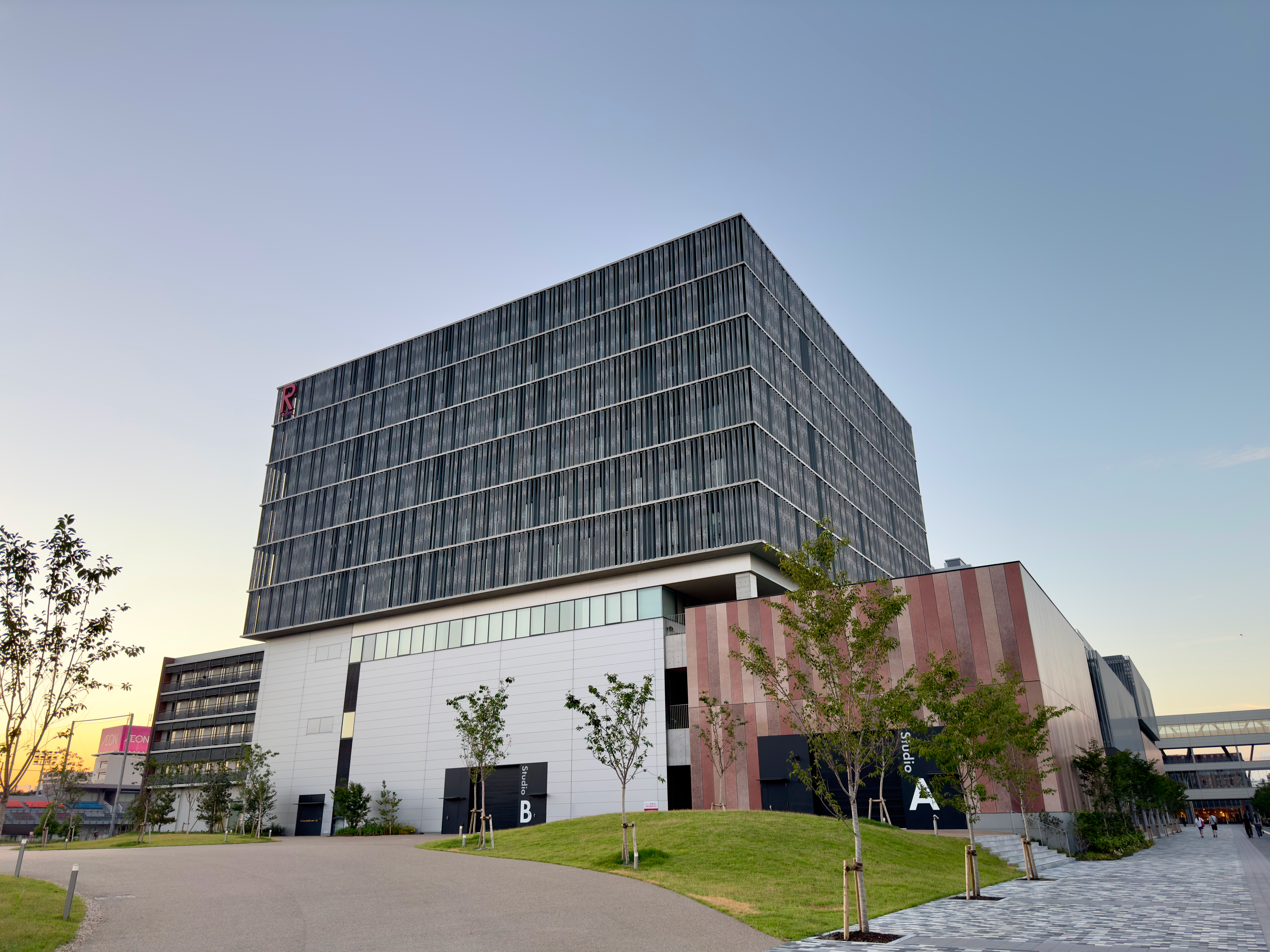
南エントランスからのH棟（新棟）

- 使用学部：経営学部、政策科学部、情報理工学部、映像学部、総合心理学部、グローバル教養学部
- 使用研究科：経営学研究科、政策科学研究科、情報理工学研究科、映像学研究科、人間科学研究科、テクノロジー・マネジメント研究科、経営管理研究科
- 使用附属施設：立命館グローバル・イノベーション研究機構、アジア・日本研究所、地域情報研究所、グローバルMOT研究センター、イノベーション・マネジメント研究センター、医療経営研究センター、デザイン科学研究センター、サステイナビリティ学研究センター、認知科学研究センター、稲盛経営哲学研究センター
- 敷地面積：108,179.82 ㎡
- 交通アクセス：東海道本線（JR京都線）茨木駅、阪急京都本線・大阪モノレール線南茨木駅、大阪モノレール線宇野辺駅

大阪府茨木市岩倉町2-150に所在する。
2010年8月27日、大阪府茨木市岩倉町1番地のサッポロビール大阪工場跡地に新キャンパスをつくる構想があると報道された。その後、構想があることを認め、2010年11月12日に学校法人立命館が同用地の取得と新キャンパス開設することを理事会で決定したと公式に発表した。
新キャンパスの面積は12万1,891平方メートルで、2015年4月に開設された。キャンパスの名称は「大阪いばらきキャンパス」となり、略称は「OIC」である。
2018年6月18日、大阪府北部地震で被災し、復旧までの約1週間立ち入り禁止となり、同キャンパスでの授業は休講となった。
2024年4月、びわこ・くさつキャンパスから情報理工学部と情報理工学研究科が、衣笠キャンパスから映像学部と映像学研究科が移転。
- 大阪いばらきキャンパスの施設
  - A棟
講義室、演習室、学部・研究科事務室、コモンズ、研究室、セブン-イレブン、レストラン、診療所、文化系クラブ部室、学生課、キャリアセンター、学びステーション
  - B棟（立命館いばらきフューチャープラザ）
講義室、図書館（OICライブラリー）、音楽練習室、イベントホール、グランドホール、コモンズ、茨木商工会議所、スターバックス、GARDEN TERRACE LION（銀座ライオン）
  - C棟
講義室、OICセミナーハウス、生協食堂 (OIC Cafeteria)、生協売店 (OIC Shop)、RAINBOWサービスデスク
  - D棟
体育館（OICアリーナ）、トレーニングルーム、体育系クラブ部室、ロッカールーム
  - E棟
エネルギーセンター
  - F棟
OICフィールド（主にホッケーに使用されるグラウンド）のスタンド
  - 立命館大学OIC分林保弘記念国際交流館（仮称）
グローバル教養学部を中心とした国内学生と国際学生の混住型国際寮機能を兼ね備えた国際交流拠点となる施設
  - H棟（新棟）
講義室、クリエイティブ・コンプレックス、保健センター、フードコート（OIC FOOD PARK）

#### かつて存在したキャンパス

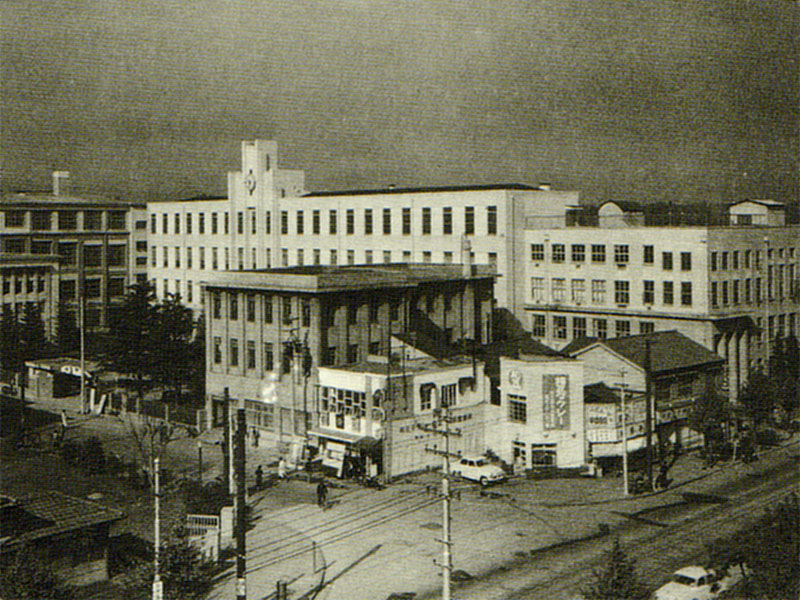
立命館大学広小路学舎（1956年）

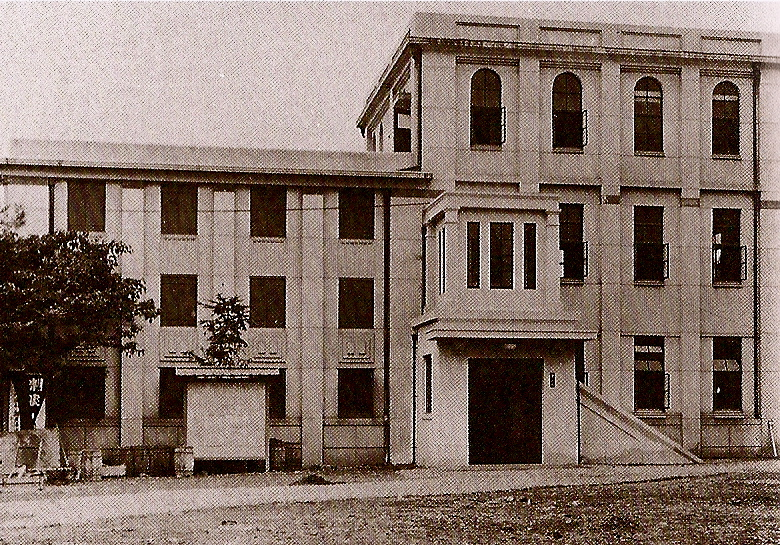
養性館（のちの興学館）
1926年（昭和元年）、図書館として竣工。1950年（昭和25年）に図書館は大学院校舎に移転した。1953年（昭和28年）に興学館に改称。

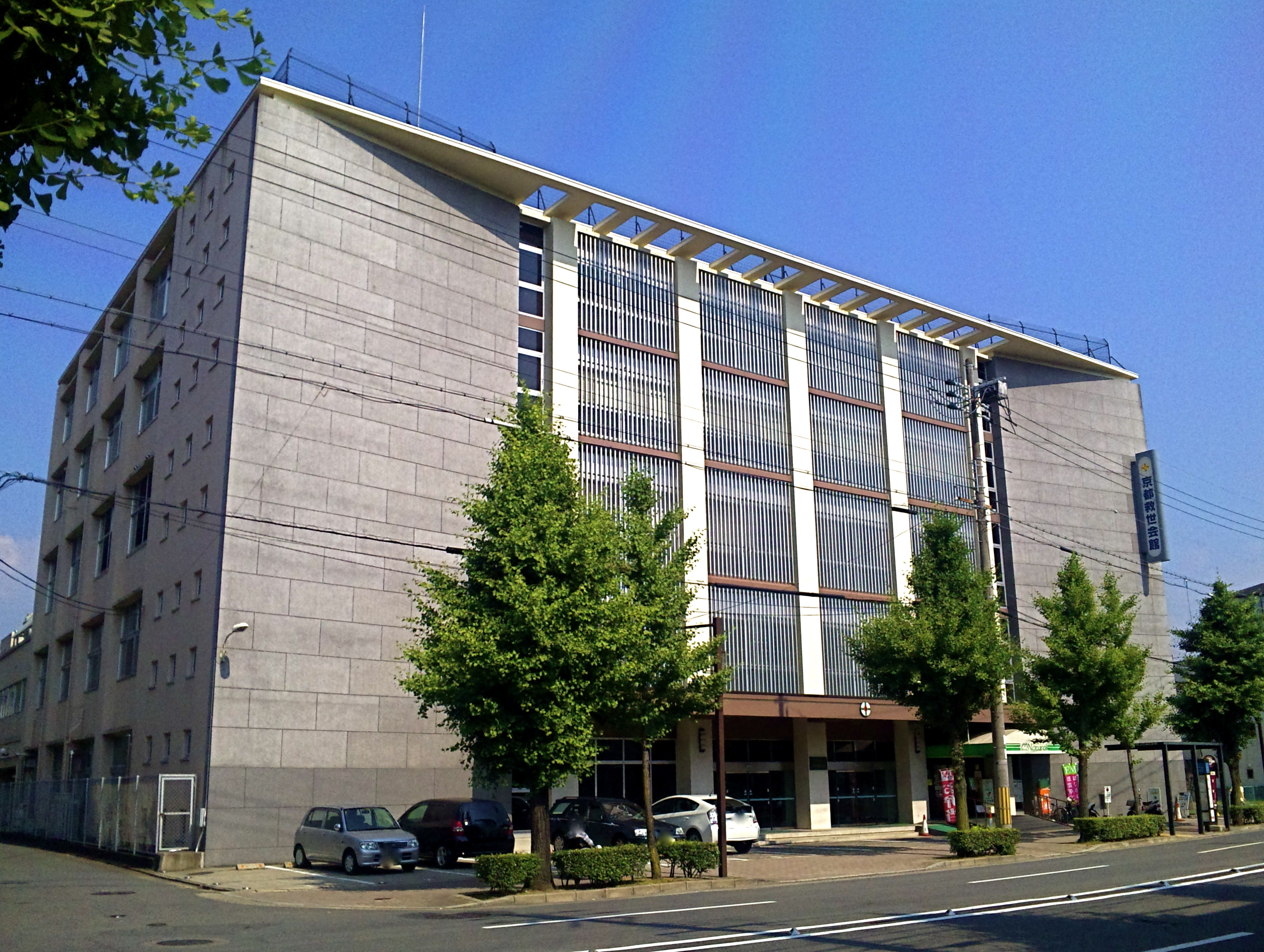
旧・恒心館（広小路学舎）
河原町通から望む。衣笠キャンパスに移転した経営学部に代わり、産業社会学部が基本棟として使った。衣笠キャンパスへの全面移転後は宗教法人に売却されたが、2020年に建物は解体された。

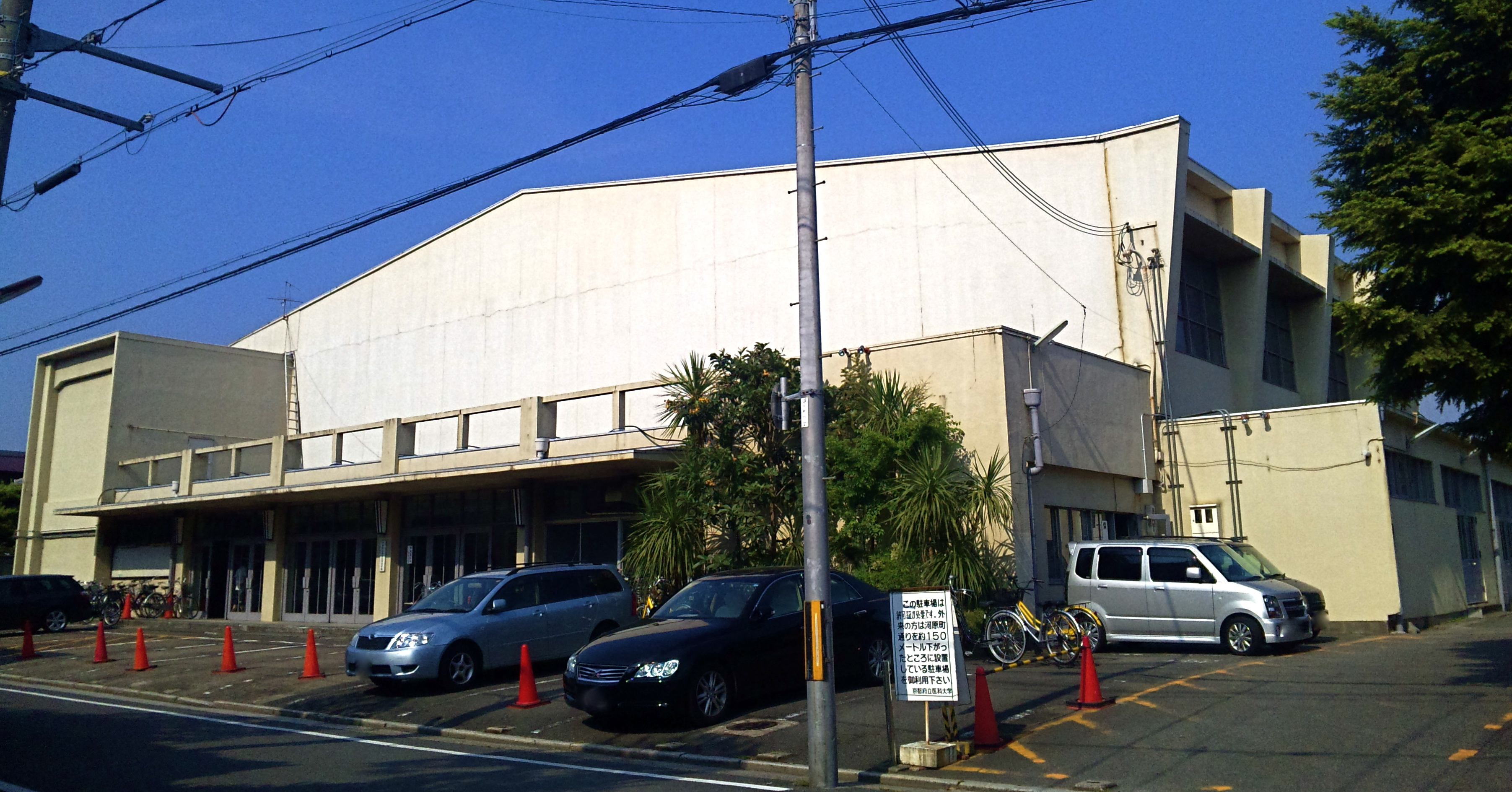
旧・立命館大学体育館（現・京都府立医科大学体育館）
1958年（昭和33年）鴨川畔に竣工。広小路通から300メートルほど北上したところに位置する。

##### 広小路学舎
広小路学舎は京都法政学校設立当初の1901年（明治34年）に設置された京都市上京区広小路通河原町西入にあったキャンパス。当初の敷地面積は2,200m2で、衣笠キャンパスに全面移転する1981年（昭和56年）頃の総面積は40,000m2であった。校舎の一部（尽心館、存心館、養性館）は『孟子』尽心篇・首章の次の一文に拠って命名された。選者は立命館長・中川小十郎の委託を受けた講師の鷹取田一郎であった。
「其の心を尽す（尽其心）者は其の性を知るなり。其の性を知らば則ち天を知らん。其の心を存し（存其心）其の性を養う（養其性）は、天に事（つか）う所以なり。妖寿たがわず身を修めて以て之をまつは、命を立つる所以なり。」
全盛期には学園本部のほか、法学部、経済学部、文学部、経営学部、産業社会学部と各二部と各研究科が、狭隘な土地に所狭しと立ち並んでいた。学園の拡大政策のもと衣笠キャンパスへの全学統合が計画された。
1965年（昭和40年）の経済・経営両学部移転を皮切りに順次各学部や研究科が移転し、1981年（昭和56年）には最後に残った法学部が移転し全学が衣笠に移転完了し、「広小路学舎閉校祭典」が開催された。広小路学舎は、1981年（昭和56年）3月末日をもって「京都府土地開発公社」に売却された。現在跡地には「立命館学園発祥の地」記念碑が建っているが、大部分は隣接する京都府立医科大学図書館として活用されている。「広小路学舎閉校祭典」で当時の総長・天野和夫は次のように挨拶している。
「広小路学舎は草創期からの学び舎で、多くの卒業生が学び、役員、教職員、学生が守ってきた。この地を離れるにあたって寂寥の感が深い。この学舎はたんに教育、研究の場であっただけでなく、御所の東という立地条件に恵まれ、市民にもなじまれた。これから衣笠で八〇年代の学園の発展に向け飛び立とうするが、広小路学舎の歴史に学び、諸先輩の足跡を教訓としたい（『京都新聞』一九八一年二月六日付）。」
広小路学舎にあった施設は以下の通りである。
- 養性館（1926年竣工） - 旧立命館文庫。中川会館ができるまでは本部事務室も入っていた。1953年に建物を90度回転させ「興学館」と改称[103][104]
- 尽心館（1927年竣工） - 戦前は大学予科校舎。戦後はII部事務室などに使用
- 存心館（1928年竣工） - 1954年4階建てに増築。法学部、II部、会計課、長期計画事業事務局
- 入徳門（養性館と存心館・尽心館とを結ぶ地下道）
- 国清殿（1932年竣工） - 旧・中央講堂
- 中川会館（1936年竣工） - 学園本部
- 第一新館（1948年竣工） - 学生会館
- 第二新館（1949年竣工） - 文学部
- 第三新館（1950年竣工） - 大学院研究室・教室、図書大閲覧室、人文科学研究所、学園ホール
- 鴨川運動場（1950年開設）
- 立命会館（1952年竣工） - 広小路学生会館、食堂
- 研心館（1953年竣工） - 第四新館。大講堂、大教室、図書大閲覧室、法学部・経済学部行政施設、学生課、就職課、学友会など
- 清心館（1957年竣工） - 文学部、文学部事務室、大食堂、診療所
- 尚学館（1957年竣工） - 教員研究棟
- 敬学館（1958年竣工） - 会議室兼図書室[105][106]
- 体育館（1958年竣工） - 現・京都府立医科大学体育館[107]
- 有心館（1961年竣工） - 外国語教育用小教室[105]
- 恒心館（1962年竣工） - 経営学部学舎、1965年から産業社会学部学舎。現在は世界救世教いづのめ教団の京都救世会館

### 寮

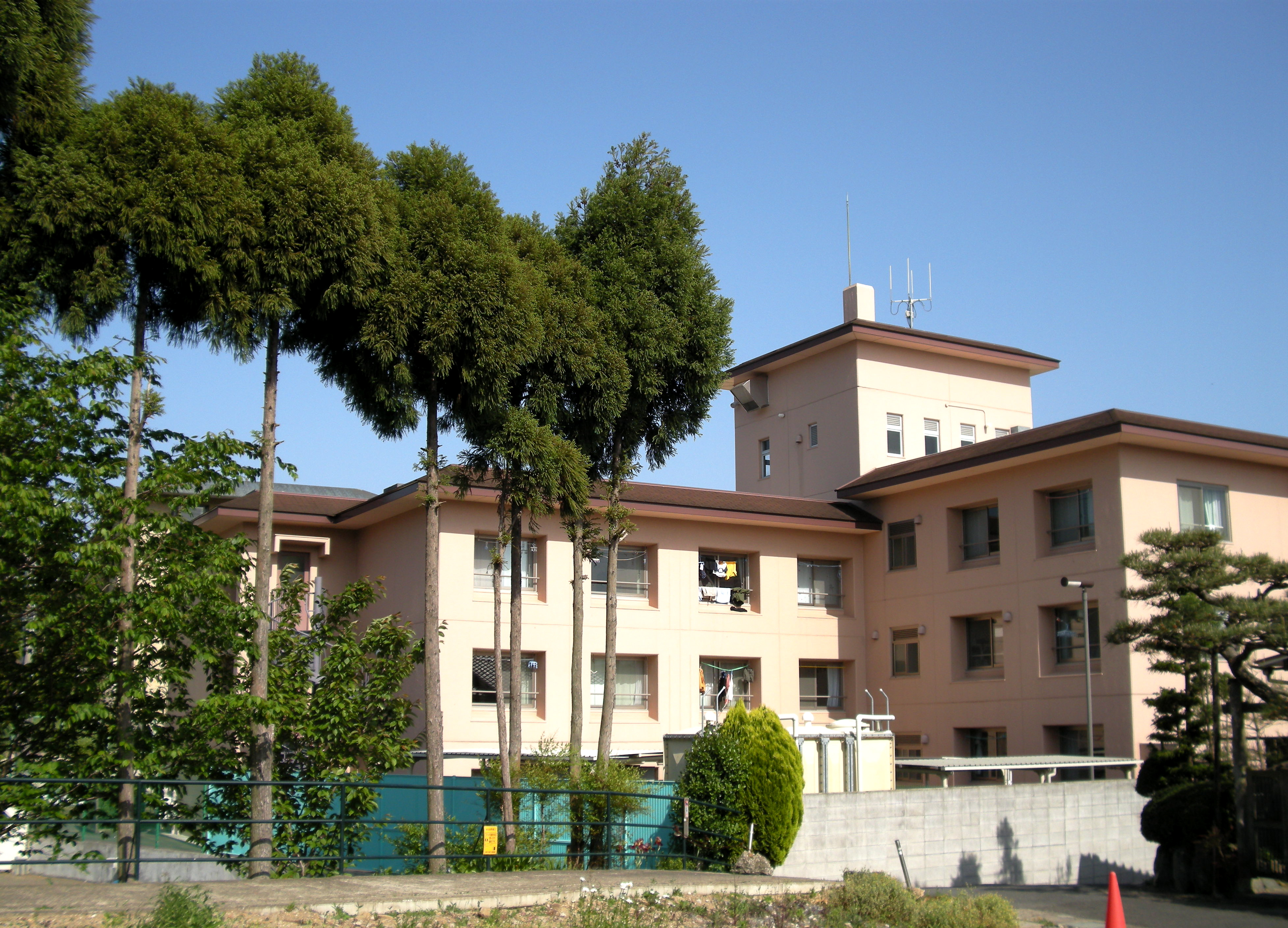
Rits International House Tokiwa（京都市右京区常磐）

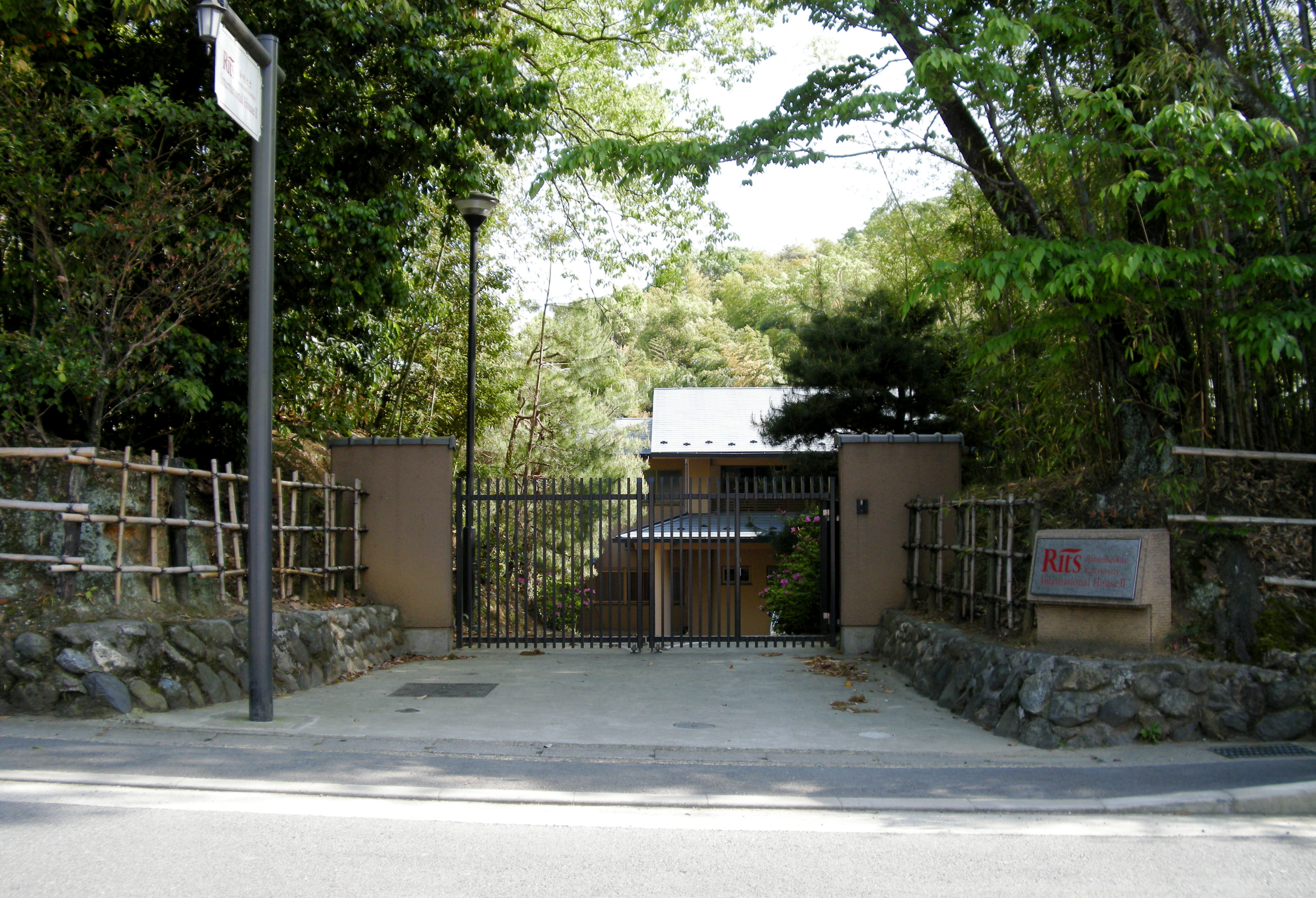
Rits International House Utano（京都市右京区太秦）

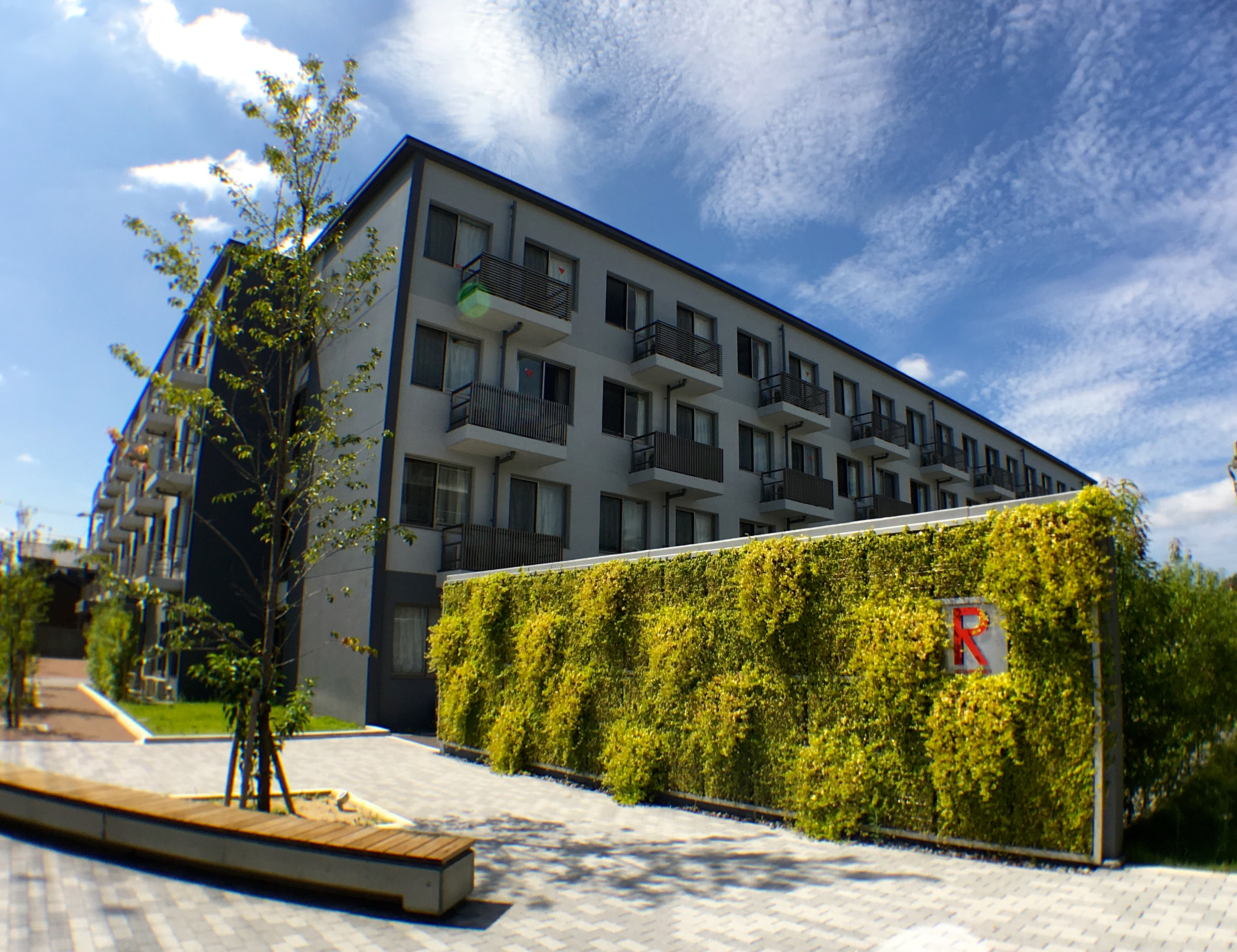
Rits International House Taishogun（京都市北区大将軍）

#### 国内寮
短期留学生用の学生寮が「衣笠キャンパス」近くに2棟ある。主に中長期留学生用の学生寮が「びわこくさつキャンパス」隣接地に1棟ある。短期留学生用の寮は、すべて一人部屋（ベッド・デスク備え付け）で、トイレ・バス完備。インターネット対応。共用のキッチン、ラウンジルーム、洗濯機・乾燥機、コンピュータールームなどを備える。約20の国、地域から集まる留学生が、BUDDY（バディ）と呼ばれる日本人学生ヘルパー、学校教員らとともに居住している。
- Rits International House Tokiwa（京都市右京区常盤）
京福電鉄「鳴滝駅」から徒歩5分、西日本旅客鉄道（JR西日本）山陰本線（嵯峨野線）「花園駅」から徒歩10分のところに位置する。収容人数53名。内訳は留学生49名、BUDDY（バディ、原則として最低1名は男性）2名、教員2名。寮費は月額36,000円（水光熱費含む）。建物面積1,661,19m2。
- Rits International House Utano（京都市右京区太秦）
京都市バス26系統、59系統「ユースホステル前」バス停徒歩1分の所に位置する。旧嵯峨野セミナーハウスの敷地を利用して建設され2002年9月より利用が開始された[110]。収容人数37名。内訳は留学生34名、BUDDY（バディ）が1名、教員2名。Rits International House IIは、各部屋にバルコニー、冷蔵庫、トイレ、洗面台が備え付けられている。寮費は月額45,000円（水光熱費含む）。建物面積1,233.54m2。
- Rits International House Taishogun（京都市北区）
京都市バス等持院道バス停徒歩すぐ所に位置する。地上4階建。寮室190室、アクセシブルルーム1室、ゲストルーム（研究者向居室）5室、ドミトリールーム（短期宿泊室）12室（4人室）、LDK4室、スタディルーム4室を備える。寮費は月額44,000円（寝具レンタル料含む）。延床面積5,400m2。
- 立命館大学BKCインターナショナルハウス（滋賀県大津市松が丘六丁目）
びわこくさつキャンパス南側隣接地（大津市松が丘六丁目）に存在する。鉄筋コンクリート5階建。延床面積約4,500m2。学生用居室152室。身障者対応居室1室。研究者用居室7室。セミナー宿泊室8室。多目的室1室。

#### 海外寮
- Ritsumeikan-UBC House (Vancouver, B.C., Canada)
ブリティッシュコロンビア大学（カナダ）キャンパス内に立命館UBCハウスがある。

#### かつて存在した寮
立命館大学は、合計11の学寮を持っていた。その後、入寮希望者の減少に歯止めがかからず、1987年（昭和62年）に学寮の全廃を決定。1991年（平成3年）3月をもって全廃された, 。
- 出町寄宿舎（後に出町南寮）
1906年（明治39年）、上京区寺町今出川上ルに木造二階建て（約160坪）の家屋を買収し学寮として改築したもの。
- 吉田寮
1941年（昭和16年）に開設した立命館大学として二番目の学寮。1964年（昭和39年）に廃止。
- 衣笠寮
1950年（昭和25年）、京都市北区等寺院西町に開設。
- 春菜寮
1951年（昭和26年）、京都市左京区田中春菜町に男子寮として開設。1964年（昭和39年）に女子寮に転用開始（定員34名）。1977年（昭和52年）閉寮。
- 出町寮（出町北寮と出町南寮）
1953年（昭和28年）、京都市上京区出町枡形上ル鶴山町に開設（1964年時点の学生数は、北寮が38名、南寮が40名）。1973年（昭和48年）に閉寮。
- 百万遍寮
1954年（昭和29年）、京都市左京区田中関田町に開設（定員 60名）。1969年（昭和44年）閉寮。
- 下鴨寮（女子）
1954年（昭和29年）、京都市左京区下鴨上河原町に設置（1964年時点の収容定員 22名）。1977年（昭和52年）閉寮。
- 学思寮
1964年（昭和39年）、京都市北区鷹ヶ峰南鷹ヶ峰町に設置（定員 200名）。1988年（昭和63年）閉寮。
- 双ヶ岡寮
1972年（昭和47年）設置、京都市右京区常磐神田町に開設（定員 102名）。1988年（昭和63年）閉寮。2024年現在は「インターナショナルハウス常磐」として国際学生を受け入れている。
- 新衣笠寮（2部男子）
1973年（昭和48年）、京都市北区等寺院西町にに開設（定員 70名）。1991年（平成3年）閉寮。
- 朱雀寮（1部・2部女子）
1978年（昭和53年）、京都市中京区西ノ京右馬寮町に春菜寮と下鴨寮を統合し開設（定員 62名）。1991年（平成3年）閉寮。

### 立命館プラザ
2007年に立命館大学は、同学および立命館アジア太平洋大学の入試情報提供等のサービスを行う拠点として、「立命館プラザ」を設置した。地元京都や近畿地方だけでなく、全国規模で入試情報等を提供することが目的。同じ関西でも京都からやや遠い神戸市のほか九州（福岡市）、東海地方（名古屋市）、北海道札幌市の4都市に設けられている。
2009年3月26日には、衣笠キャンパスの至徳館2階に「立命館プラザ京都」が、また2011年6月1日には、びわこ・くさつキャンパスの「キャンパスインフォメーション・キャノピー」に「立命館プラザBKC」も設置された。

### サテライトキャンパス・オフィス
- 立命館大阪梅田キャンパス（大阪市北区梅田）

大阪富国生命ビルに2011年1月6日開設。立命館大阪オフィス、立命館孔子学院・大阪学堂を併設。
- 2010年12月までは、大阪市中央区北浜・淀屋橋駅前に「立命館アカデメイア＠大阪」が設けられていた。
- 2013年度より、当初の「大阪キャンパス」から、2015年度開設の「大阪いばらきキャンパス」との区別のため、名称変更された。

- 立命館東京キャンパス（東京都千代田区丸の内）

JR東京駅前・サピアタワー内：立命館東京オフィス、立命館孔子学院・東京学堂を併設。
- 「立命館東京オフィス」は2011年12月まで、東京都中央区八重洲のビル内に別個に設けられていたが、2012年1月10日より、サピアタワー内の「立命館東京キャンパス」に移転・統合された。

## 対外関係

### 海外大学・機関との協定
- 2010年5月1日時点、約380の海外大学・機関と協定を結んでいる[112]

| 国名（地域名） | 協定校・機関数 |
| -------------- | -------------- |
| アルゼンチン   | 4              |
| オーストラリア | 11             |
| オーストリア   | 3              |
| バングラデシュ | 1              |
| ベルギー       | 3              |
| ボツワナ       | 1              |
| ブルガリア     | 1              |
| カナダ         | 7              |
| 中国           | 78             |
| コスタリカ     | 1              |
| クロアチア     | 1              |
| デンマーク     | 3              |
| エクアドル     | 1              |
| フィジー       | 1              |
| フィンランド   | 3              |
| フランス       | 15             |
| ドイツ         | 9              |
| ギリシャ       | 1              |
| ハンガリー     | 2              |
| パキスタン     | 1              |

| 国名（地域名）   | 協定校・機関数 |
| ---------------- | -------------- |
| アイスランド     | 1              |
| インド           | 6              |
| インドネシア     | 11             |
| アイルランド     | 1              |
| イタリア         | 6              |
| ジャマイカ       | 1              |
| 日本             | 3              |
| ヨルダン         | 1              |
| カザフスタン     | 2              |
| ケニア           | 1              |
| 韓国             | 32             |
| キルギス         | 1              |
| ラオス           | 1              |
| リトアニア       | 1              |
| マレーシア       | 6              |
| メキシコ         | 4              |
| モンゴル         | 3              |
| オランダ         | 3              |
| ニュージーランド | 5              |
| ナイジェリア     | 1              |

| 国名（地域名）   | 協定校・機関数 |
| ---------------- | -------------- |
| ノルウェー       | 1              |
| ペルー           | 8              |
| フィリピン       | 5              |
| ポーランド       | 4              |
| ロシア           | 2              |
| サモア           | 1              |
| シンガポール     | 3              |
| 南アフリカ共和国 | 2              |
| スペイン         | 5              |
| スリランカ       | 5              |
| スウェーデン     | 6              |
| スイス           | 1              |
| 台湾             | 13             |
| タイ             | 9              |
| アラブ首長国連邦 | 1              |
| イギリス         | 16             |
| アメリカ合衆国   | 45             |
| ベトナム         | 11             |
| その他           | 2              |

#### 留学協定

##### 学部生留学協定

###### 共同学位プログラム協定
- アメリカン大学共同学位プログラム (AU-DUDP)[113]
1992年にスタートしたプログラムで、AU-DUDP (Dual Undergraduate Degree Program) と呼ばれる。立命館大学とアメリカン大学（ワシントンD.C.）が相互に単位を認定し合うことで、双方の学生が最短4年間で両校の学位（学士号）を取得できるプログラムである。立命館大学からのプログラム参加生（派遣生）は原則として入学試験（アメリカン大学とのデュアル・ディグリー制度履修者選抜入試）合格者で、アメリカン大学（教員）による出願書類審査とプレースメント試験（英語による筆記・論述・個人面接）を経て選抜される。若干名ではあるが、毎年1回生を対象に当該プログラムへの参加募集が入試選抜枠とは別枠で行われ、選抜されれば「共同学位プログラム派遣生」として1回生後期から3回生前期までの2年間をアメリカン大学で過ごすことになる。両校の学位を取得するためには、アメリカン大学で80単位以上を取得し、かつ現地所属学部の卒業要件を満たすことが条件となる。全体の定員は最大27名（各年度）。法学部、経営学部、国際関係学部、政策科学部、文学部、国際インスティテュート所属生のみが参加可能である。アメリカン大学では、国際関係学部、文理学部、経営学部、公共政策学部、コミュニケーション学部のいずれかに所属する。
- サフォーク大学共同学位プログラム (SU-DUDP)[114]
アメリカ合衆国マサチューセッツ州ボストンにあるサフォーク大学との間で2009年にスタートした共同学位プログラムでSU-DUDPと呼ばれる。初年度は、参加希望者に実施された「グローバルゲートウェイプログラム (GGP) 履修者選抜入学試験」を突破した国際関係学部所属生のみが参加。定員は原則として国際関係学部から最大20名（各年度）。ただしGGP履修者およびその他の学生（1回生）からも若干名の募集がある。プログラム派遣生は、2回生後期から2年間をサフォーク大学教養学部 公共政策学科 国際政治コースで過ごし、最低80単位取得する必要がある。当該プログラム修了生は、最短4年で立命館大学とサフォーク大学の両校の卒業資格を取得することができる。

###### ブリティッシュ・コロンビア大学との留学協定
- 立命館・UBCジョイント・プログラム[115]
1992年にスタートしたプログラムで、立命館大学の学生（主に2回生）約100名をカナダにあるブリティッシュコロンビア大学 (UBC) に9か月派遣するプログラム。帰国後、一定の条件を満たせばUBCでの取得単位を立命館大学の単位として認定することができるため、4年間で立命館大学を卒業することが可能。在学中は、現地にある寮（立命館UBCハウスなど）に入寮し、現地の学生と共同生活を行うこともできる。姉妹校の立命館アジア太平洋大学 (APU) からも若干名の参加者がある。立命館大学で経営学を専攻する学生は、Sauder School of Businessの授業を受講、単位を取得することが可能。
- UBCサマーセッション・プログラム[116]
立命館・UBCジョイント・プログラム修了生が、さらに滞在期間を延長し、UBCでの正規開講科目を受講できるプログラム。5月から6月の夏学期 (Summer Session) に授業が行われるため、帰国後の復学は当該年度の後期（9月）からとなる。
- UBC2年目派遣プログラム[117]
立命館・UBCジョイント・プログラムを優秀な成績で修了した学生を対象に選考が行われるプログラムで、参加者はさらに1年間現地で正規開講科目を受講することを許される。UBCの卒業資格（学士）は得られないが、帰国後取得単位を立命館大学の単位として認定することで、4年間で大学を卒業することができる。

###### カリフォルニア大学デービス校との留学協定
- 2010年（平成22年）開始の「カリフォルニア大学デービス校アメリカの言語・文化・社会」プログラムでは、全学部2回生以上から約10名を選抜し派遣する。派遣期間は6か月間で、将来的に英語圏の大学への正規留学ができるレベルにまで語学力を引き上げるプログラムが組まれている。派遣生はデービス市内または近郊の町にホームステイする[118]。

###### アルバータ大学（カナダ）との留学協定
- 2010年（平成22年）開始の「アルバータ大学北米の言語・文化・社会」プログラムでは、全学部2回生以上から若干名を選抜し派遣する。派遣期間は8か月。大学寮に滞在するが、ホームステイの場合もある。当該プログラムでは、一学期目を英語能力の向上にあて、二学期目は、語学力が所定のレベルにあることを条件に、現地正規開講科目を受講することができる。正規受講した場合、最大16単位まで立命館大学において単位認定可能[118]。

###### 交換留学協定
- 交換留学プログラム[118]
立命館大学との間で学生交流協定を締結している海外の大学に、1学年間留学をするプログラム。2009年4月現在、世界24カ国・地域にある89の大学と協定を結んでおり、立命館大学から約200名の交換留学定員が認められている。
- 国際インスティテュート海外スタディ（9コース）[118]
国際インスティテュートが主催する全学部生対象の短期留学プログラム。春期休暇または夏期休暇を利用して開催され、海外の大学で学ぶ「アカデミック・ラーニング」、国連本部やJICAなどで実践的な経験を積むことができる「フィールドワーク・ラーニング」の二種類がある。派遣期間は2週間 - 4週間。滞在先は、寮、ホテル、ホームステイ。英語圏以外では派遣国の言語講座を受講することも可能。
  - 「アカデミック・ラーニング」
    - サイモンフレーザー大学（カナダ）- 日本の未来像（カナダの多文化社会）
    - リナウス大学（スウェーデン）- 日本の未来像（スウェーデンの共生社会と福祉）
    - ハワイ大学（米国）- 多民族社会ハワイで学ぶマルチカルチャリズムとその歴史
    - ラトガーズ大学（米国）- アメリカの大学生と学ぶ日米関係
    - サザンクイーンズランド大学（オーストラリア）- オーストラリアの社会・文化と国際関係
    - ASKOヨーロッパ財団（ドイツ等 西欧4か国）- EUの拡大とその現状（政治・経済・文化）
    - グラナダ大学（スペイン）- スペインで学ぶ欧州の国際関係とイスラム世界

  - 「フィールドワーク・ラーニング」
    - インドネシア国際協力（インドネシア大学他）- 国際協力をこの目で
    - 国連本部（米国）- 国連本部で学ぶ国際公務
- JWP留学制度[119]
「JWP立命館大学全学募集枠」と「JWP交換留学」の二種類がある。後者では「国際インスティテュート生」が優先して派遣される。派遣先は、北米（米国、カナダ）とヨーロッパ（アイルランド、スウェーデン）にある下記大学。
  - 米国
    - アラバマ大学
    - アルフレッド大学
    - イリノイカレッジ
    - ウェスタンミシガン大学
    - オハイオノーザン大学
    - サンフランシスコ大学
    - ジョージアカレッジ州立大学

  - フロリダ国際大学
    - ニューメキシコ大学
    - サフォーク大学
    - アーカンソー州立大学フォートスミス校

  - カナダ
    - オカナガンカレッジ

  - アイルランド
    - 国立ダブリンシティ大学

  - スウェーデン
    - マルメ大学
- ISEP交換留学制度[120]
International Student Exchange Programの略。ISEP加盟大学との間で交換留学を実施している。加盟大学は米国大学のみ。
- その他の短期プログラム[118]
  - 1セメスター留学（9 - 14週間のプログラム）
    - 立命館・ワシントン大学「平和学」プログラム
    - 立命館・ワシントン大学「環境と人間」プログラム
    - 立命館・マコーリー大学「日豪関係」プログラム

  - ショートステイプログラム（4週間程度のプログラム）
    - 立命館・ボストン大学「英語研修」プログラム
    - 立命館・シモンズカレッジ「アメリカ社会とアメリカの国際関係」プログラム
    - 立命館・昭和ボストン「文化・社会調査」プログラム
    - 立命館・ブリュッセル外国語大学「フランス語研修」プログラム
    - 異文化理解セミナー（13コース）- 6言語（英語、中国語、韓国語、フランス語、ドイツ語、スペイン語）を基本に、下記13大学への派遣。毎年300名以上が参加する。
      - 米国（イリノイカレッジ、オクラホマ大学）
      - カナダ（オカナガンカレッジ）
      - 英国（ウォーリック大学）
      - オーストラリア（メルボルン大学）
      - ニュージーランド（ウェリントンビクトリア大学）
      - 中国（南開大学）
      - 台湾（国立台湾師範大学）
      - 韓国（高麗大学校）
      - フランス（トゥールーズミラーユ大学）
      - ドイツ（テュービンゲン大学）
      - スペイン（アルカラ大学）
      - メキシコ（モンテレイ工科大学）

##### 大学院生留学協定
- 共同修士学位プログラム (DMDP)[121]
  - アメリカン大学（アメリカ）- 全研究科博士課程前期課程（理工学研究科、テクノロジーマネージメント研究科、法務研究科を除く）
  - オランダ国立社会科学大学院大学（オランダ）- 国際関係研究科博士課程前期課程
  - グラナダ大学（スペイン）- 全研究科博士課程前期課程（理工学研究科、テクノロジーマネージメント研究科、法務研究科を除く）
  - ランカスター大学（イギリス）- 国際関係研究科博士課程前期課程
  - ロンドン大学ロイヤルハロウェイ校（イギリス）- 国際関係研究科博士課程前期課程
  - ヨーク大学（イギリス）- 国際関係研究科博士課程前期課程
  - 慶煕大学校（韓国）- 国際関係研究科博士課程前期課程
  - 中央大学校[122]（韓国）- 社会学研究科博士課程前期課程
- 日仏共同博士課程プログラム
- 交換留学制度
立命館大学との間で学生交流協定を締結している海外の大学院に、1学年間留学をするプログラム。2008年1月現在、世界18カ国・地域にある46の大学院と協定を結んでいる。

##### 学外機関による留学プログラム
- JALスカラシッププログラム[123]
- スタンフォードVIA AUSLプログラム[124]
- フライブルク大学・日本人学生のためのサマープログラム（ドイツ語とドイツ文化）[125]
- 淑明女子大学校「SMU Summer School on Korean Language and Culture 2009」[126]
- 慶煕大学校夏期短期韓国語研修 [127]
- ソウル市立大学校「韓国語・韓国学サマーコース」[128]
- PNU Summer Korean Program ＜釜山国立大学＞[129]
- 香港中文大学インターナショナルサマースクール中国語コース[130]
- 南台科技大学中国語語学および台湾文化体験研修プログラム[131]
- 亜州・香港中文コース[132]
- 広島 INU Student seminar[133]

##### 留学生受け入れ協定
- 学部生
  - 一般留学
「正規留学生」として日本人学生と同じプログラムを修了し卒業資格を得るもの。薬学部を除く全学部で実施されている。国際関係学部の定員は25名（前期・後期合計）。他の学部では若干名。受験者は立命館大学の指定する「日本留学試験」および面接試験と通して選抜される。国際経済学科および国際経営学科では、英語検定試験（TOEFL、TOEICなど）の受験が必須。
  - アメリカン大学学部共同学位プログラム
立命館大学とアメリカン大学が相互に単位を認定し合うことで、双方の学生が4年間で両校の学位（学士号）取得できる留学プログラムである。1992年にスタートし、学内では通称DUDPと呼ばれる。
  - 交換留学プログラム
立命館大学との間で学生交流協定を締結している海外の大学から、1年間留学生を受け入れるプログラム。2008年1月現在、世界18カ国・地域にある52の大学と協定を結んでいる。
  - JWP交換留学制度
北アメリカ（米国・カナダ）の12大学およにヨーロッパ（アイルランド・スウェーデン）の2大学から留学生を受け入れるプログラム。
  - ISEP交換留学制度
International Student Exchange Programの略。ISEP加盟大学（米国の大学のみ）から留学生を受け入れている。
- 大学院生
  - 一般留学
「正規留学生」として日本人学生と同じプログラムを修了し大学院修了資格を得るもの。
  - アメリカン大学大学院共同学位プログラム
立命館大学大学院とアメリカン大学大学院が相互に単位を認定し合うことで、双方の学生が4年間で両校の学位（修士号）取得できる留学プログラムである。1992年にスタートし、学内では通称DMDPと呼ばれる。
  - Advanced Program in English（原則英語による開講のみ）
    - Master's / Doctoral Program in International Technology & Management
学内ではIPAITとよばれ、博士前期課程および博士後期課程があり、授業は原則英語のみで行われる。前期課程の学年定員は約20名で、修了年数は2年。学生は3つのコース ("Material-Energy Science and Engineering," "Civil, Environmental and Biological Engineering," "Information Science and Systems Engineering") のいずれかに所属する。授与される学位は、"Master of Science"または"Master of Engineering"である。後期課程の学年定員は最大5名。修了年数は原則3年。授与学位は"Doctor of Science"または"Doctor of Engineering"である。
    - Global Corporation Program
学内ではGCPと呼ばれる国際関係研究科の留学生受け入れプログラムである。4月入学と9月入学があり、修士論文を加え合計30単位が修了要件である。修了年数は2年。当該プログラムの特徴は、3 - 6か月の間、国際機関、政府機関、国際企業、非政府組織 (NGO)、国内の地方公共団体などでインターンシップ生として参加することが可能なことである。また、1年間、アメリカン大学、オランダ国立社会科学大学院大学、またはグラナダ大学政治社会科学大学に留学することもできる。そこで得た単位を卒業単位認定することも可能。GCP修了生に授与される学位は、"Master's Degree in International Relations"である。
    - Master's Program in Economic Development
通称MPEDと呼ばれる博士前期課程のみのプログラム。2002年に開設されたプログラムで原則的に授業は英語のみ。修了年数は2年で論文を含む32単位の取得が必要。授与される学位は、"Master's Degree in Economics"である。
    - Planning and Administration Program in Policy Science
通称PAPPSと呼ばれる政策科学研究科の博士前期課程プログラム。授業は原則英語で行われ、修了年数は2年。授与される学位は"Master's Degree in Policy Science"である。
- その他の留学生受け入れプログラム
  - Study in Kyoto Program
学内ではSKPプログラムと呼ばれ、海外の学生を1セメスターから2セメスター受け入れるというもの。参加留学生は、A - Eの五段階にレベル分けされ日本語を学ぶほか、華道、茶道、三味線、陶器制作などさまざまなプログラムに参加できる。毎年50名前後の留学生が参加する。
  - Ritsumeikan Summer Japanese Program
5月から6月の約1か月間で日本語を学ぶプログラム。午前中は日本語を勉強し、午後は日本の文化の体感学習を行うというプログラム。参加留学生は日本語レベルごとに15名以下からなるグループに分けられ学習する。

### 国内大学・機関との主な協定
- 他大学との連携協力協定
  - 放送大学との単位互換協定[134]
  - 京都大学（2007年12月21日）[135]
薬工連携によるバイオテクノロジー、ナノテクノロジー融合
地球の自然回帰に向けた技術開発と政策への共同提案
基礎科学分野での共同研究推進と施設・設備の共同利用
大学間連携による産官学連携事業の展開
協定ではないが、共同事業として2008年7月より毎年、名古屋市と福岡市の2都市で、京都大学と共同で合同オープンキャンパスを実施している[136]。その後2010年度は金沢市でも[137]、また2011年度は東京都でも開催された。
  - 山形大学（2008年6月19日）[138]
立命館大学・山形大学両学長による講演会の実施
学生交流の実施
職員交流の実施
  - 広島大学（2008年8月4日）[139]。
世界へ発信する平和の拠点づくり
平和分野における高度人材育成の推進
  - 中央大学（2019年11月20日）[140]。
法曹コースに関わる教育連携
体系的な教育課程の編成
  - 単位互換協定
立命館アジア太平洋大学（6ヶ月 - 1年間の学生交流プログラム）
同志社大学大学院
関西大学大学院
関西学院大学大学院
- その他の協力協定
  - 世界学生湖沼会議（2008年）
  - 日本商工会議所（2008年7月24日）[141]（学校法人立命館系列校全てとの協定）
留学生の受入促進、育成および就職支援に関する事業
企業の国際化展開・人材育成支援に関する事業
学生と企業とのインターンシップおよび就職マッチングに関する事業
教育活動およびキャリア支援に関する事業
地域連携事業等への取り組みと情報提供
創業塾等の冠講座の実施
企業トップ、起業家育成、事業承継、キャリアアップセミナー等の開催
特色ある教育プログラム開発に向けての協力
海外展開企業向け研修の充実
地域活性化や地域振興に対する協働事業や共同研究
  - アサツー ディ・ケイ（2008年3月21日）[142]
企業連携を基礎とした教学プログラムの構築
広告・ブランドマーケティング分野の人材育成
  - 松竹株式会社および京都府（2007年10月1日）[143]
デジタル分野の共同研究
松竹グループでのインターンシップ実施
京都撮影所内への立命館実習施設の設置
撮影機材の貸与、講師の派遣・斡旋など実習協力
  - 日本プロ野球選手会（2009年6月29日）
学校法人立命館と同選手会との間で、スポーツを通じての社会貢献を目的とした包括協定を締結。記念イベントとして同年12月6日に、びわこ・くさつキャンパス (BKC) において、「ベースボール・クリスマス2009 IN びわこ・くさつ」が開催された。
  - 関西4大学学長フォーラム
協定ではないが、共同事業として2004年より「関関同立」の4校である、関西大学、関西学院大学、同志社大学、立命館大学が主催し、読売新聞社が共催する各大学学長によるフォーラムが、全国の主要都市で年一回開催されている。同フォーラム会場では、4大学合同の入試説明会も開かれている。
  - 全国私立大学FD連携フォーラム
立命館大学が中心となり、2008年に発足させたファカルティ・ディベロップメントに関する日本で初の私立大学連携協定。発足当初からの連携校は関西大学、関西学院大学、慶應義塾大学、中央大学、同志社大学、法政大学、明治大学、立教大学、早稲田大学。
  - ぐるなび（食関連産業に関する産学連携協定を2018年締結）[144]

- 中学校および高等学校との交流協力協定書
  - 岩田中学校・高等学校（学校法人岩田学園）[145]
  - 育英西中学校・高等学校（学校法人奈良育英学園）[146]

- 教育と経営面における提携協定
  - 初芝立命館中学校・高等学校（学校法人大阪初芝学園）
2009年4月に初芝高等学校および初芝堺中学校より改称し、立命館大学接続の中高一貫校に改編された。[147]

### 系列校
- 立命館アジア太平洋大学

### 加盟団体
- 一般社団法人日本私立大学連盟
- 一般社団法人日本青少年育成協会 - 塾や学校の教職員向け自己啓発セミナー・教育コーチングなどを実施している。

## 附属学校
立命館一貫教育部により小・中・高は附属校に位置づけられている。また、立命館高等学校は「1905年9月京都法政大学の附属校として清和普通学校を設立」と明記している。
- 高等学校
  - 立命館高等学校
  - 立命館宇治高等学校
  - 立命館慶祥高等学校
  - 立命館守山高等学校
- 中学校
  - 立命館中学校
  - 立命館宇治中学校
  - 立命館慶祥中学校
  - 立命館守山中学校
- 小学校
  - 立命館小学校

## 登場作品
- 二十歳の原点 - 1971年に新潮社から出版。1973年に東京映画制作・東宝配給により映画化。